# Судебный процесс над «Бхагавад-гитой как она есть»

Обложка третьего русскоязычного издания книги «Бхагавад-гита как она есть»

Суд над «Бхагава́д-ги́той как она есть», или дело «Бхагава́д-ги́ты», — судебный процесс в порядке особого производства о признании экстремистским материалом главного канонического текста кришнаитов «Бхагавад-гита как она есть» — русскоязычной версии комментированного перевода священного индуистского текста «Бхагавадгита». Судебный процесс прошёл в период с 12 августа 2011 по 21 марта 2012 года в Томске и приобрёл мировой резонанс, вызвав широкие протесты политиков и общественности Индии и критику со стороны учёных и правозащитников в России.
Процесс был начат прокуратурой Томска, в июне 2011 года обратившейся в суд с заявлением о признании книги экстремистской и внесении её в Федеральный список экстремистских материалов. Заинтересованными лицами со стороны защиты в суде выступили религиозная организация «Томское общество сознания Кришны», являющаяся подразделением Международного общества сознания Кришны (ИСККОН) в Томске, и некоммерческая организация, представлявшая издательство «Бхактиведанта Бук Траст». Прокуратура начала процесс на основании экспертного заключения, составленного в частном порядке тремя сотрудниками Томского государственного университета (ТГУ) по поручению ФСБ. В заключении утверждалось, что в книге содержатся признаки экстремизма. Однако в ходе судебных слушаний подготовившие заключение учёные отказались от сделанных ими ранее выводов. В результате суд приостановил производство по делу и по ходатайству прокуратуры постановил провести новую экспертизу. На судебном заседании 28 декабря 2011 года суд отказал томской прокуратуре в признании книги экстремистской. Прокуратуру вердикт суда не устроил и в январе 2012 года ведомство подало апелляционное представление на решение суда. Томский областной суд оставил решение районного суда без изменения. Прокуратура Томской области не стала обжаловать решение областного суда, тем самым поставив в деле последнюю точку.
Попытка признания в России «Бхагавад-гиты как она есть» экстремистским материалом вызвала в Индии «взрыв возмущения». Впервые в истории российско-индийских отношений в Индии прошли антироссийские демонстрации, некоторые из которых сопровождались сожжением российского флага. Разразился политический скандал, в результате которого дважды останавливалась работа нижней палаты индийского парламента. Индийские парламентарии всего политического спектра призвали правительство Индии «защитить права последователей индуизма в России» и «потребовать у России объяснений по этому вопросу». В защиту книги и российских кришнаитов активно выступили министр иностранных дел Индии Соманахалли Маллайя Кришна и посол Индии в России Аджай Малхотра. В ходе выступления в парламенте Кришна назвал попытку запретить «Бхагавад-гиту как она есть» «чистым абсурдом», намерением, которое могло исходить только от «невежественных и введённых в заблуждение или искусственно спровоцированных людей». В результате острой реакции Индии на судебный процесс возникли опасения, что проблема негативно повлияет на дипломатические и торговые отношения Индии и России.
Ответ российской стороны был неоднозначным. В декабре 2011 года посол РФ в Индии Александр Кадакин назвал судебный процесс неприемлемым для демократического светского государства и охарактеризовал его инициаторов как «сумасшедших». В то же самое время официальный представитель МИД РФ Александр Лукашевич и заместитель генерального прокурора РФ Александр Буксман подчеркнули, что нарекания у российских правоохранительных органов относились не к тексту самой «Бхагавад-гиты», а к комментариям автора, Бхактиведанты Свами Прабхупады.
Суд привлёк внимание индийских, российских и мировых средств массовой информации, которые подробно освещали как вердикт районного суда, так и отклонение прокурорской апелляции. В декабре 2011 года тема «гонений на индуизм в России» была новостью номер один для всех ведущих индийских изданий и телеканалов.
С осуждением судебного процесса выступили российские и индийские учёные. В марте 2012 года группа российских учёных, представлявших ведущие научные организации и высшие учебные заведения России, направила открытое письмо Дмитрию Медведеву и Владимиру Путину с просьбой взять судебный процесс под свой личный контроль. В письме утверждалось, что дальнейшее продолжение судебного процесса «противоречит духу закона и свободы, демократическим ценностям нашего государства, наносит непоправимый урон репутации России как образованной, культурной и толерантной державы». Религиоведы Борис Фаликов и Сергей Серебряный высказали мнение, что в этой истории томская прокуратура защищает интересы Русской православной церкви, желающей «монопольно владеть умами людей» и стремящейся устранить конкурирующую религиозную организацию. Индолог Ирина Глушкова, в свою очередь, охарактеризовала процесс как «суд над индуизмом». Суд также сопровождался критикой со стороны российских общественных организаций и правозащитников, отметивших, что возможный запрет книги нарушит конституционные права российских кришнаитов на свободу совести и вероисповедания. В то же время идею запрета книги поддержали исламовед и православный общественный деятель Роман Силантьев, деятель российского антисектантского движения Александр Дворкин и председатель Духовного управления мусульман Пермского края Мухаммедгали Хузин.

## Объект судебного разбирательства

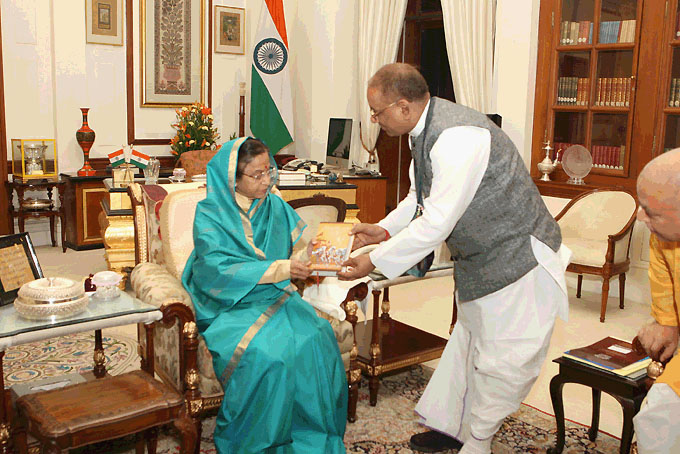
Президент Индии Пратибха Патил получает в подарок «Бхагавад-гиту как она есть» от директора Отдела по связям с общественностью ИСККОН в Индии (Нью-Дели, Раштрапати-Бхаван, 14 декабря 2011 года)

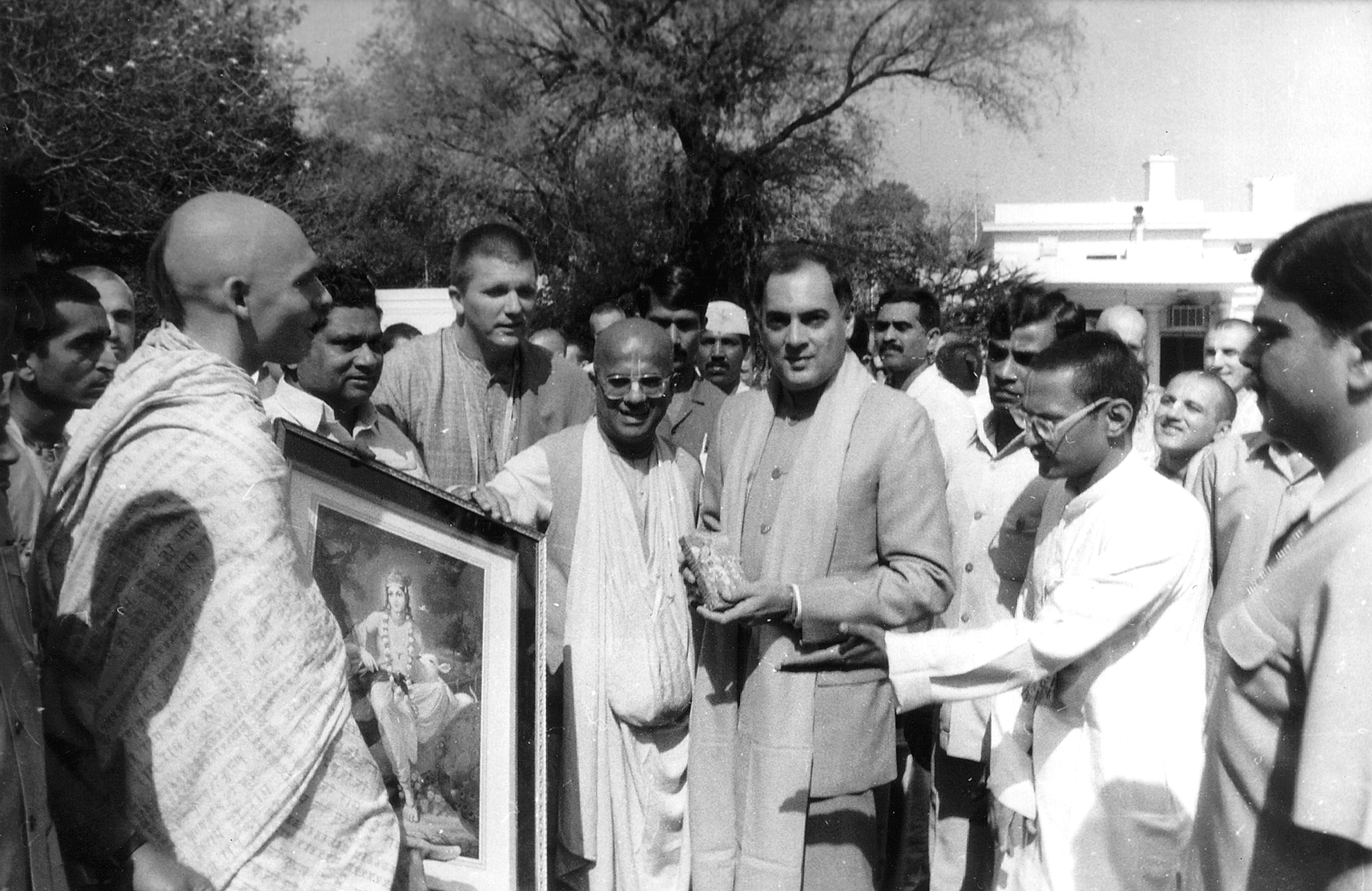
Премьер-министр Индии Раджив Ганди получает в подарок от советских кришнаитов «Бхагавад-гиту как она есть» на русском языке. Нью-Дели, 1989 год.

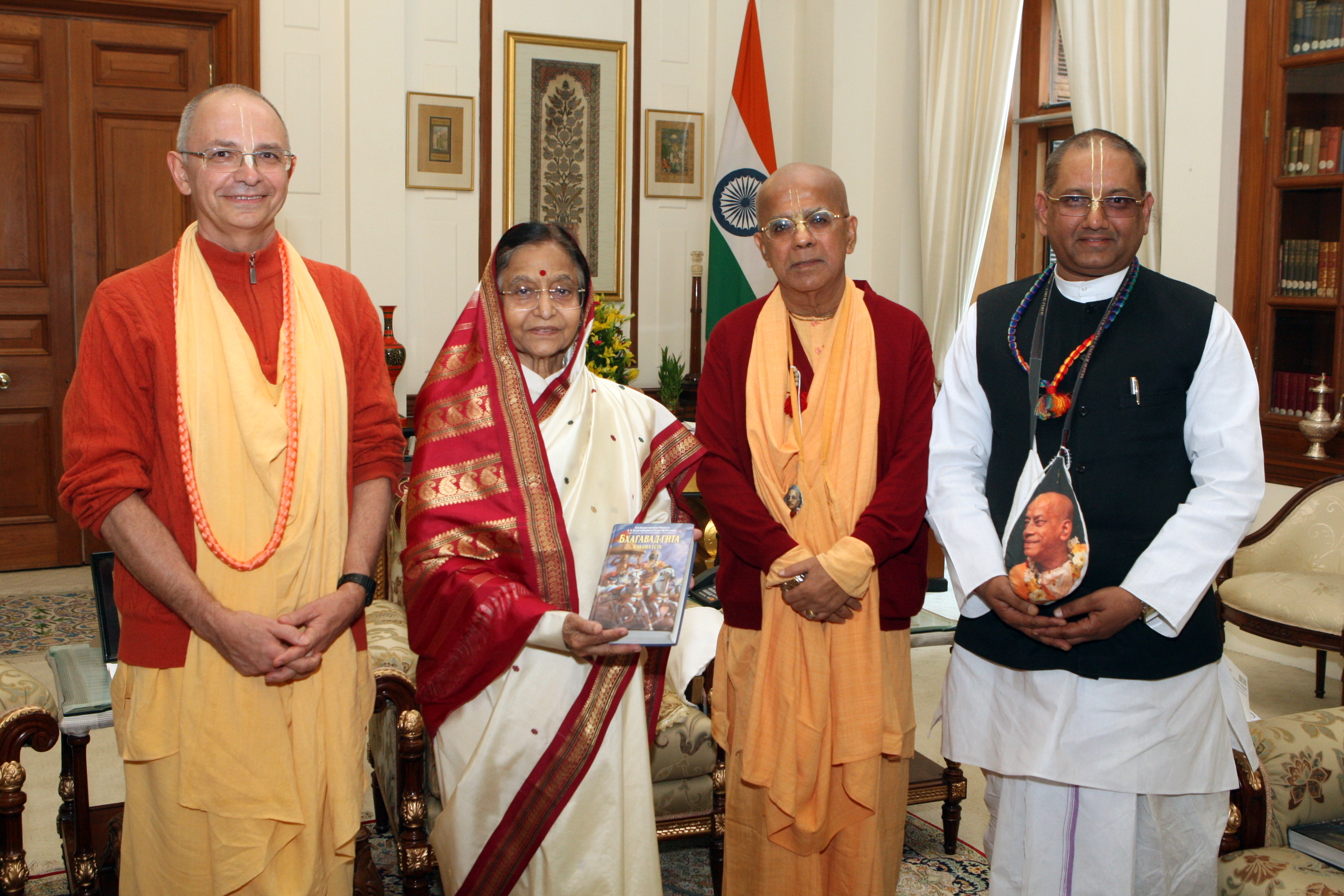
Президент Индии Пратибха Патил получает в подарок «Бхагавад-гиту как она есть» от духовных лидеров кришнаитов Бхакти Вигьяны Госвами (первый слева) и Гопала Кришны Госвами (третий слева). Нью-Дели, февраль 2011 года.

### Бхагавад-гита
«Бхагавадгита» («Божественная песнь») является частью древнеиндийского эпоса «Махабхарата» и одной из самых почитаемых священных книг индуизма, которую можно назвать «своего рода визитной карточкой» индуизма и «индийской культуры в целом». В «Махабхарате» повествуется о соперничестве двух родственных кланов — («плохих») Кауравов и («хороших») Пандавов. На поле Курукшетра готовится решающая битва между армиями этих кланов. В её преддверии сторонник Пандавов Кришна разъясняет одному из Пандавов, витязю Арджуне, «суть нравственного долга и основы мироустройства». Одной из основных идей произведения является мысль о том, что душа вечна и обладает неразрушимой природой, а тело даётся человеку на время. Книга также даёт описание основных разновидностей йоги. «Бхагавадгитой» восхищались Гёте, Шопенгауэр, Эмерсон, Толстой и многие другие мыслители. Она была переведена на множество языков, включая русский. В России «Бхагавадгита» входит в список литературы курса философии, преподаваемого в высших учебных заведениях.

### Бхагавад-гита как она есть
На протяжении истории к «Бхагавад-гите» было создано множество религиозных комментариев, в которых разные индуистские школы и течения по-своему объясняли её содержание и полемизировали между собой. Как отмечает индолог Ирина Глушкова, «Бхагавад-гита», сама по себе являясь памятником древнеиндийской литературы, в качестве священного текста выступает только в рамках религиозных комментариев. Претензии у российской прокуратуры появились к одному из таких комментированных переводов «Бхагавад-гиты» — книге «Бхагавад-гита как она есть», написанной в 1960-е годы бенгальским вайшнавским гуру Бхактиведантой Свами Прабхупадой (1896—1977). Прабхупада прославился тем, что успешно перенёс из Индии на Запад одну из школ вайшнавизма, гаудия-вайшнавизм, основав в 1966 году в Нью-Йорке религиозную организацию Международное общество сознания Кришны (ИСККОН). Ещё при жизни Прабхупады, в 1975 году, известный британский историк Артур Л. Бэшем оценил историческую роль ИСККОН как «крайне значительную», отметив, что, «впервые со времён Римской империи, азиатская религия открыто практиковалась западными людьми на улицах западных городов».
Первое издание «Бхагавад-гиты как она есть» было опубликовано на английском языке издательством Macmillan Publishers в 1968 году в Нью-Йорке — менее трёх лет спустя после прибытия Прабхупады в Америку. Предисловие к этому изданию написал лично знавший Прабхупаду поэт-битник Аллен Гинзберг. В 1972 году впервые вышло полное издание книги с подлинными санскритскими текстами и с предисловием американского индолога Эдварда Димока, который лестно отозвался о переводе и комментариях Прабхупады, назвав их подлинным толкованием «Бхагавад-гиты» в русле традиции гаудия-вайшнавизма. В том же году кришнаитами было основано международное издательство «Бхактиведанта Бук Траст», которое с тех пор и осуществляет публикацию «Бхагавад-гиты как она есть». Книга приобрела огромную популярность: по данным самих кришнаитов, за четыре десятилетия она была переведена на более чем 80 языков и издана тиражом более 100 млн экземпляров.
В Россию «Бхагавад-гита как она есть» пришла в июне 1971 года вместе с Прабхупадой, побывавшим тогда в Москве с пятидневным визитом. В СССР Прабхупаде удалось встретиться всего с двумя советскими гражданами: востоковедом Григорием Котовским и московским студентом Анатолием Пиняевым, которому суждено было стать первым советским кришнаитом. Пиняеву Прабхупада подарил свой личный экземпляр «Бхагавад-гиты как она есть» на английском. С того момента началось «нелегальное хождение» этой книги по СССР. В 1984 году в Индии вышло первое издание «Бхагавад-гиты как она есть» на русском языке. Под страхом ареста кришнаиты «копировали её на ксероксе, печатали на машинке, переписывали от руки, даже зазубривали наизусть». После легализации ИСККОН в СССР в 1988 году книга переиздавалась несколько раз. По данным кришнаитов, с 1984 года в странах бывшего СССР было продано около миллиона экземпляров русскоязычного издания «Бхагавад-гиты как она есть». По данным Центра индийских исследований Института востоковедения РАН, «Бхагавад-гита как она есть» — единственное широко распространнённое в России издание «Бхагавад-гиты». Другие переводы известны только учёным-специалистам.

## Возможные последствия признания «Бхагавад-гиты как она есть» экстремистской
Согласно российскому закону «О противодействии экстремизму» любой материал может признаваться экстремистским в том же месте, где он был обнаружен, но запрет на него распространяется на территорию всей России. В случае признания «Бхагавад-гиты как она есть» экстремистской, книга попала бы в Федеральный список экстремистских материалов, где по данным на конец 2011 года насчитывалось около тысячи запрещённых книг, брошюр, видеороликов и картин. Признание «Бхагавад-гиты как она есть» экстремистской привело бы к ограничению деятельности ИСККОН по всей России, так как по действовавшему на момент судебного процесса законодательству распространение и хранение экстремистских материалов в целях распространения (то есть больше одного экземпляра на одного человека) являлось уголовным преступлением. Организации, занимавшиеся распространением экстремистской литературы, признавались экстремистскими и ликвидировались, а их имущество обращалось в доход государства. За хранение и распространение экстремистских материалов законодательство предусматривало различные меры наказания: от штрафов до тюремного заключения.

## Предыстория
Томский судебный процесс многие обозреватели сочли результатом «конфликта на местном уровне» между кришнаитами и представителями томской епархии РПЦ. По мнению религиоведа Бориса Фаликова, этот судебный процесс стал очередным витком преследований кришнаитов со стороны «средневекового тандема» (этим термином Фаликов окрестил союз российских правоохранительных органов и РПЦ в деле борьбы против сект).
По мнению религиоведов Сергея Иваненко и Николая Карпицкого, разделяемому рядом СМИ, вдохновителем заявления прокуратуры выступил глава миссионерского отдела Томской епархии Максим Степаненко. Иваненко утверждает, что в 2008—2011 годах Степаненко принял «активное участие в разжигании ненависти к кришнаитам», развернув «антисектантскую кампанию» против нескольких семей томских кришнаитов, основавших около деревни Кандинка посёлок. Во многом благодаря его усилиям, в 2011 году недостроенное «сектантское» поселение было снесено.
Как отмечает Сергей Иваненко, российский ИСККОН имеет сложные отношения с РПЦ. Кришнаиты подвергаются критике со стороны деятелей православного антисектантского движения и отдельных иерархов. В 1994 году Архиерейский собор РПЦ принял определение «О псевдохристианских сектах, неоязычестве и оккультизме», в котором ИСККОН был назван псевдорелигией. В православных издательствах выходят антисектантские публикации, в которых ИСККОН и все другие религиозные организации индуистского толка, действующие на территории России, характеризуются как сатанинские, псевдорелигиозные деструктивные тоталитарные секты. Например, в 1990-е годы РПЦ распространяла брошюру протоиерея Александра Новопашина «Христос и Кришна. Свет и тьма», в которой Кришна назван дьяволом, а в православных вузах пособием по сектоведению служит книга А. Л. Дворкина «Сектоведение. Тоталитарные секты», в которой ИСККОН объявляется «псевдоиндуистской синкретической прозелитствующей постмодернистской неоязыческой тоталитарной сектой».
В 2000-е годы широкое освещение в СМИ получила конфликтная ситуация в связи с планами строительства в российской столице храма Кришны. В 2004 году в ходе реконструкции района было снесено здание на Хорошёвском шоссе, в течение 15 лет служившее московским кришнаитам в качестве их единственного храма. Взамен Юрий Лужков выделил ИСККОН участок земли на Ленинградском проспекте (неподалёку от Ходынского поля). Однако против строительства кришнаитского культового здания активно выступили деятели православного антисектантского движения, политическое объединение консервативного толка «Союз православных граждан» и епископ Уфимский и Стерлитамакский Никон. Последний призвал Лужкова не допустить в православной Москве появления «языческого капища» и назвал Кришну «злым демоном, персонификацией сил ада, противостоящих Богу», что вызвало возмущение не только российских кришнаитов, но и индуистов в Индии. Московская мэрия забрала землю назад, но в 2009 году выделила другой участок под храм, на этот раз за чертой города, в Молжаниновском районе.
Другой крупный конфликт с участием кришнаитов и представителей РПЦ имел место в 2008—2011 годах в Томской области, где несколько семей кришнаитов купили около деревни Кандинка землю сельхозназначения, намереваясь добиться изменения статуса земли из сельхозназначения в земли для дачного строительства и построить посёлок из 57 домов-общежитий. Получив от главы Калтайского сельского поселения Идриса Галямова устные гарантии узаконить строительство, кришнаиты начали возводить дома и хозяйственные постройки. Узнав о происходящем, глава миссионерского отдела Томской епархии РПЦ Максим Степаненко провёл с местными жителями «разъяснительные беседы», в которых описал кришнаитов как членов деструктивной тоталитарной секты, практикующих идолопоклонство, разврат, ритуальные убийства православных священников, педофилию и наркоторговлю. В результате «среди мирных прежде соседей разгорелся конфликт на религиозной почве». Деревенские жители испугались соседства с «опасными сектантами» и на очередном сходе проголосовали за то, чтобы запретить кришнаитам строиться рядом. Девять жителей Кандинки подписали составленное Степаненко письмо губернатору, в котором высказались против соседства с «поселением сектантов».
Конфликт дошёл до суда. Первый суд вынес решение в пользу кришнаитов, но тут внезапно выяснилось, что купленная кришнаитами земля подпадала под границы природного заказника. Кто и когда определил эти границы, выяснить так и не удалось. Все последующие суды кришнаиты проиграли. В 2010 году суд постановил снести кришнаитские дома и 11 апреля 2011 года судебные приставы исполнили это решение. Интересно, что уже в мае 2011 года Департамент природных ресурсов Томской области отменил собственное решение, на основании которого и был произведён снос. Lenta.ru нашла в произошедшем инциденте след ФСБ. По информации этого интернет-издания, ФСБ могло быть заинтересовано в изгнании кришнаитов потому, что всего в 300 метрах от кришнаитского поселения сотрудникам ведомства бесплатно выделили землю.
Уполномоченный по правам человека в Томской области Нелли Кречетова назвала снос домов кришнаитов «варварством», а индолог Ирина Глушкова сравнила невзгоды томских кришнаитов с судьбой их земляка, декабриста Гавриила Батенькова, 20 лет проведшего в петербургской тюрьме и затем сосланного в Томск.

## Судебный процесс

### Прелюдия

#### Экспертные оценки «Бхагавад-гиты как она есть» и другой кришнаитской литературы в СССР и России в 1988—2005 годах
Первое экспертное исследование кришнаитской литературы было проведено в 1988 году, когда Совет по делам религий при Кабинете министров СССР принимал решение о регистрации ИСККОН в СССР. В 1998 году при регистрации Центра обществ сознания Кришны в России Министерство юстиции провело религиоведческую экспертизу, также не обнаружив ничего противозаконного в «Бхагавад-гите как она есть» и других книгах кришнаитов.
Первая проверка «Бхагавад-гиты как она есть» именно на экстремизм была проведена в 2004 году по запросу пенсионерки из Калужской области Тамары Квитковской, которая обратилась в Генеральную прокуратуру РФ с просьбой запретить кришнаитам распространение книг «Бхагавад-гита как она есть» и «Шримад-Бхагаватам». Проверку книг на экстремизм провела Савёловская межрайонная прокуратура Москвы. Содержание книг изучалось в НИИ проблем укрепления законности и правопорядка при Генеральной прокуратуре РФ. Специалисты НИИ установили, что в книгах «отсутствует информация, побуждающая к каким бы то ни было насильственным действиям».
В 2005 году проверку «Бхагавад-гиты как она есть» на экстремизм запросил депутат Государственной думы Андрей Савельев. 16 февраля 2005 года Савельев получил ответ от заместителя генерального прокурора РФ Н. Савченко, который указал депутату на данные экспертного исследования 2004 года.

#### «Экспертное заключение» преподавателей Томского государственного университета от 25 октября 2010 года

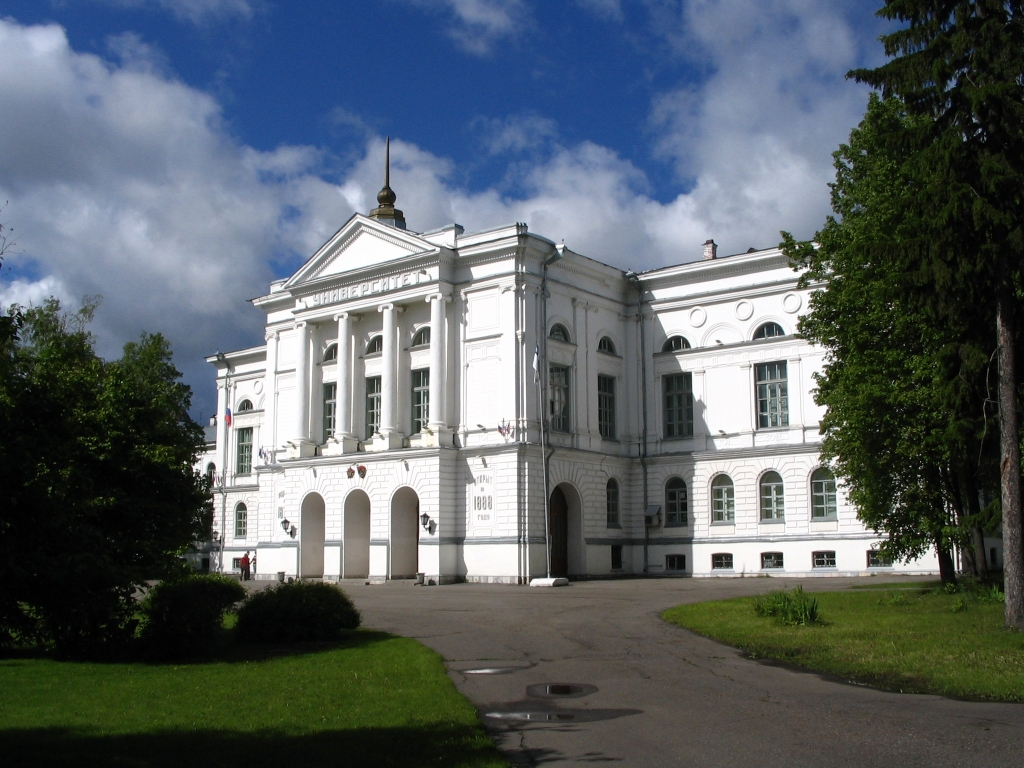
Главный корпус Томского государственного университета

Согласно официальной версии, сотрудники ФСБ и прокуратуры в ходе плановой проверки томского филиала ИСККОН «наткнулись на подозрительный, по их мнению, текст», который было решено направить на экспертизу на предмет наличия в нём экстремизма. Известно, что в 2009 году ФСБ обратилась к заведующей кафедрой теории языка и методики обучения русскому языку и литературе Томского государственного педагогического университета Ольге Орловой с предложением обнаружить экстремизм в «Бхагавад-гите как она есть». Орлова ответила на предложение отказом, и ФСБ привлекло к работе сотрудников Томского государственного университета (ТГУ) Сергея Аванесова (декана философского факультета ТГУ, преподавателя Томской духовной семинарии), Валерия Свистунова и Валерия Наумова, которые в частном порядке составили экспертное заключение и 25 октября 2010 года поставили под ним свои подписи. Из показаний Аванесова в суде явствует, что составление заключения было поручено ему сотрудником ФСБ по имени Дмитрий Великоцкий. Позднее просьба была оформлена в виде договора, подписанного «кем-то из руководителей» УФСБ по Томской области.
В заключении учёные сделали вывод о том, что в книге содержатся «признаки разжигания религиозной ненависти, унижения достоинства человека по признакам пола, расы, национальности, языка, происхождения, отношения к религии». В частности, в заключении утверждалось, что комментарий Бхактиведанты Свами Прабхупады «насыщен унизительными определениями всех, кто не является последователями его учения о Кришне, либо вообще не знающих и не верящих в „верховного бога“ Кришну». В заключении утверждалось, что оскорбления выражены такими словами, как «глупец», «невежда», «недалёкий», «демон», «свинья», и что Бхактиведанта Свами Прабхупада унижает неверующих, используя такие слова, как «лишены», «обречены», «не способны оценить» в соответствующих контекстах. Утверждение автора о том, что о женщинах следует заботиться, как о детях, эксперты сочли «унижением по половому признаку».
Согласно «Газете.Ru», томские эксперты пришли к выводу, что «Бхагавад-гита как она есть» «оскорбляет представителей чуть ли не всех религий, кроме индуистов». Обозреватели «Независимой газеты» Андрей Мельников и Лидия Орлова отметили, что в экспертизе уделяется много места обоснованию нетрадиционного, «сектантского», характера «учения Прабхупады» и что эксперты последовательно сравнивают кришнаитское вероучение с христианством. По мнению журналистов, это свидетельствует о «связи авторов исследования с конфессионально ангажированными организациями „сектоборцев“».
По мнению заведующего кафедрой Истории древнего мира, средних веков и методологии истории ТГУ Олега Хазанова, для томских учёных история с составлением экспертизы стала вызовом. Хазанов отметил, что на историческом факультете ТГУ уже много лет изучают «Бхагавад-гиту» и он сам читает лекции на эту тему. Однако проведение экспертизы было поручено не ему или другим специалистам в этой области, а людям, для которых «Бхагавад-гита» не является предметом научного поиска и которых научное сообщество считает «некомпетентными в вопросе изучения данного материала».
28 декабря 2011 года Lenta.ru опубликовала статью лидера российских кришнаитов Бхакти Вигьяны Госвами, в которой тот, в частности, привёл цитату из экспертного заключения, которая, по его мнению, наглядно показывала ход мысли обвинителей: «„Разумный человек — это тот, кто обладает сознанием Кришны“ (БГ 4:12, с. 227). Из данного текста логически вытекает, что не обладающий сознанием Кришны — не разумный человек, то есть неполноценный».

#### Заявление прокурора Томска В. Федотова (30 июня 2011 года)
30 июня 2011 года прокурор г. Томска Виктор Федотов воспользовался экспертным заключением, обратившись в Ленинский районный суд Томска с заявлением о признании «Бхагавад-гиты как она есть» экстремистским материалом. В заявлении прокурор указал, что его действия производятся в интересах «Российской Федерации и неопределённого круга лиц», а «заинтересованным лицом» назвал Управление министерства юстиции по Томской области. В заявлении, в частности, говорилось:
В тексте книги содержатся высказывания в форме утверждений, в которых имеется негативная информация, информация враждебного, унизительного, оскорбительного характера по отношению к конфессиональным группам, не кришнаитам… Текст книги «Бхагавад-гита как она есть» содержит высказывания побудительного характера, призывы к враждебным, насильственным действиям в отношении ряда социальных и конфессиональных групп, в частности по отношению к женщинам, к некришнаитам… Признание материалов книги «Бхагавад-гита как она есть» автора А. Ч. Бхактиведанты Свами Прабхупады экстремистскими необходимо для предотвращения возбуждения социальной вражды либо розни и её дальнейшего распространения.
Несмотря на то, что преподаватели ТГУ провели экспертизу в частном порядке, в документе утверждалось, что по заказу томской прокуратуры ТГУ провёл «комплексную комиссионную экспертизу» книги на предмет наличия в ней экстремистского содержания.

### Заинтересованные лица со стороны защиты

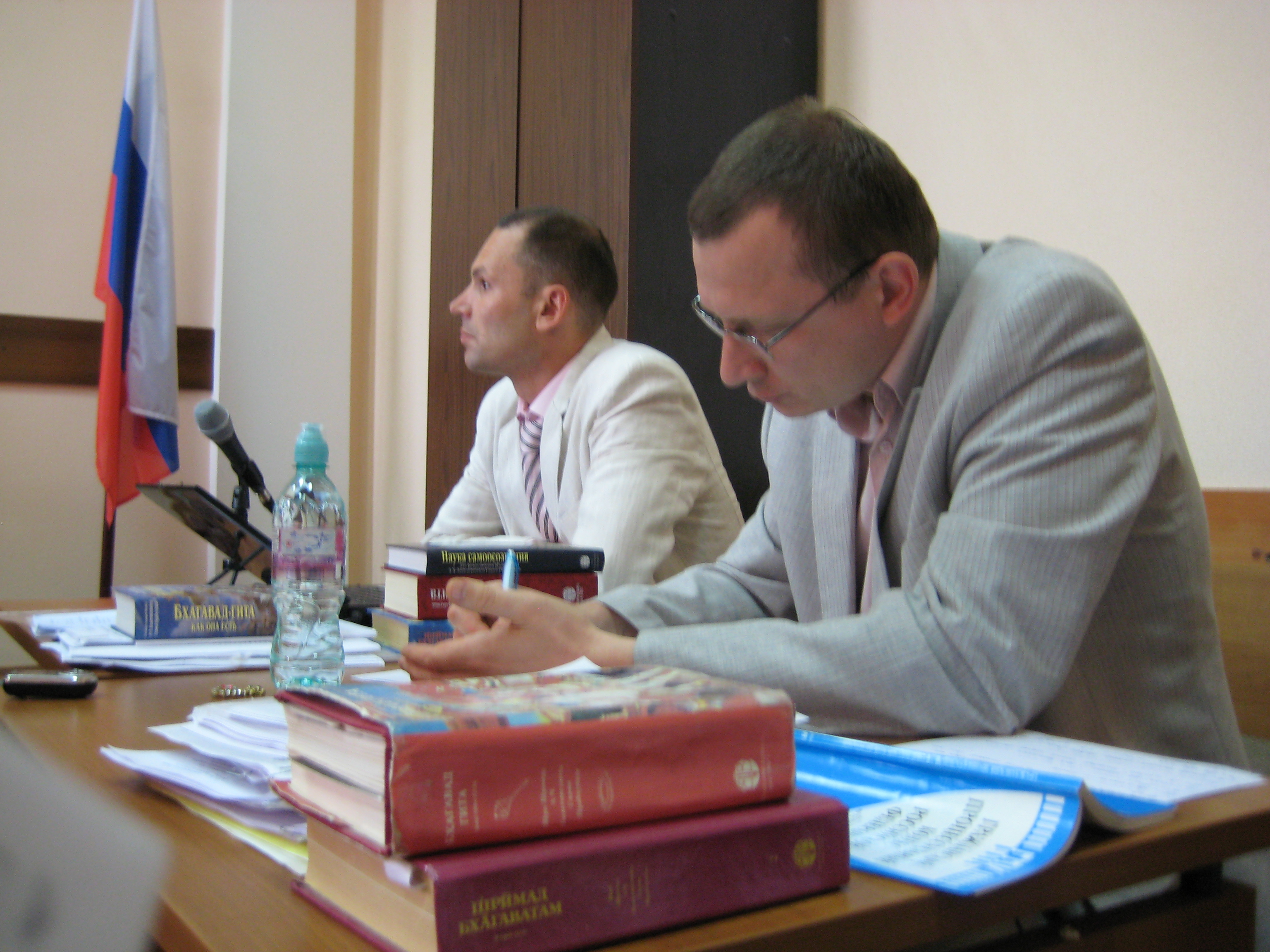
Представители защиты Александр Шахов и Михаил Фролов на заседании Ленинского районного суда (18 августа 2011 года)

Заинтересованными лицами со стороны защиты в суде выступили «Томское общество сознания Кришны» (занимающееся распространением «Бхагавад-гиты как она есть»; представитель на суде — Александр Шахов) и «Общество вайшнавов „Бхактиведанта“» (представитель издательства «Бхактиведанта Бук Траст», осуществляющего публикацию книги; представитель на суде — Михаил Фролов). В заявлении прокуратуры было отмечено, что «Томское общество сознания Кришны» — это официально зарегистрированная религиозная организация, имеющая право осуществлять в России «публичное проповедование вайшнавского учения, изложенное в книгах Бхактиведанты Свами Прабхупады, в том числе — „Бхагават-гита как она есть“».

### Судебное заседание 12 августа 2011 года

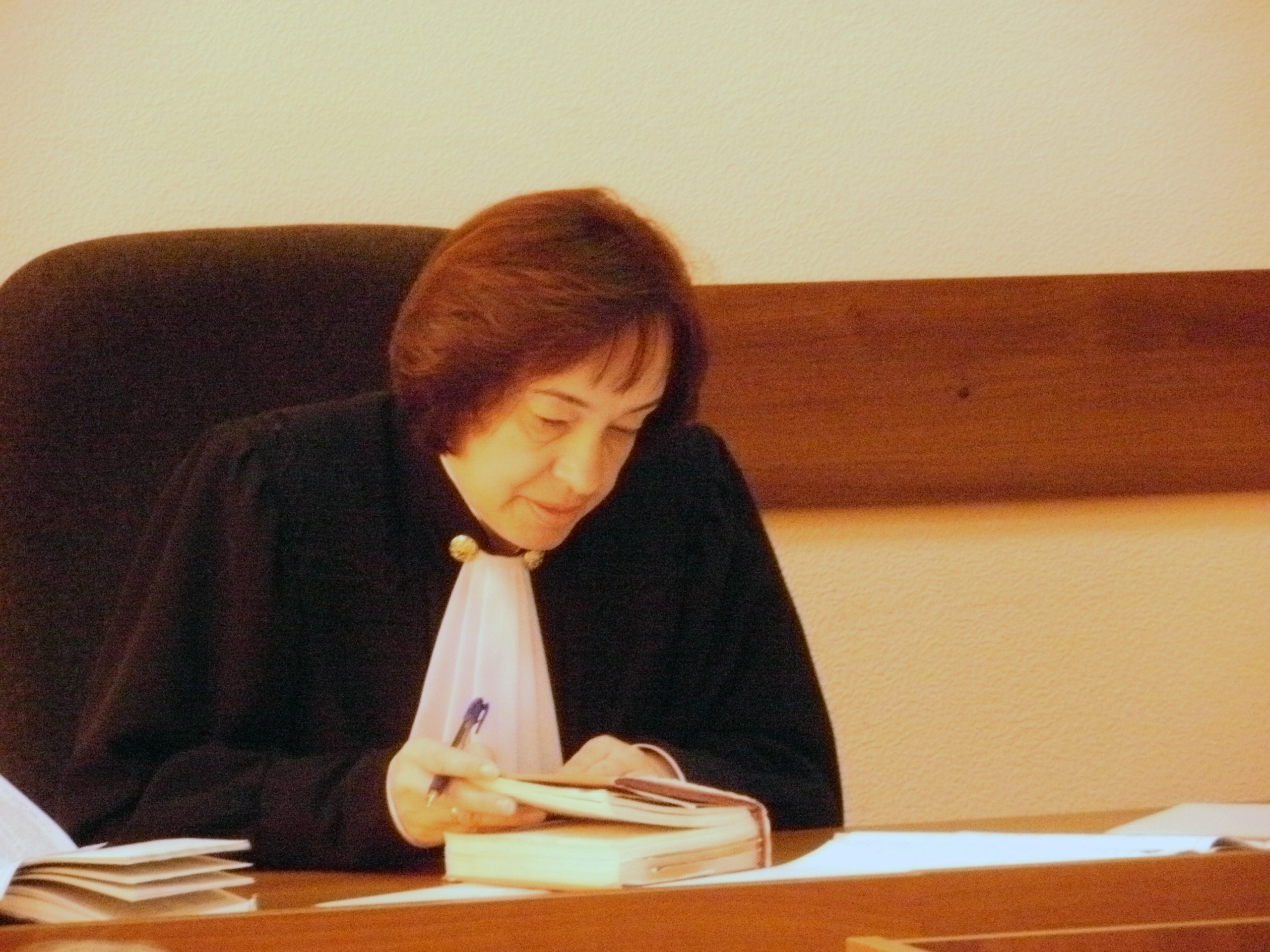
Судья Галина Бутенко рассматривает «Бхагавад-гиту как она есть» на судебном заседании в Ленинском районном суде г. Томска

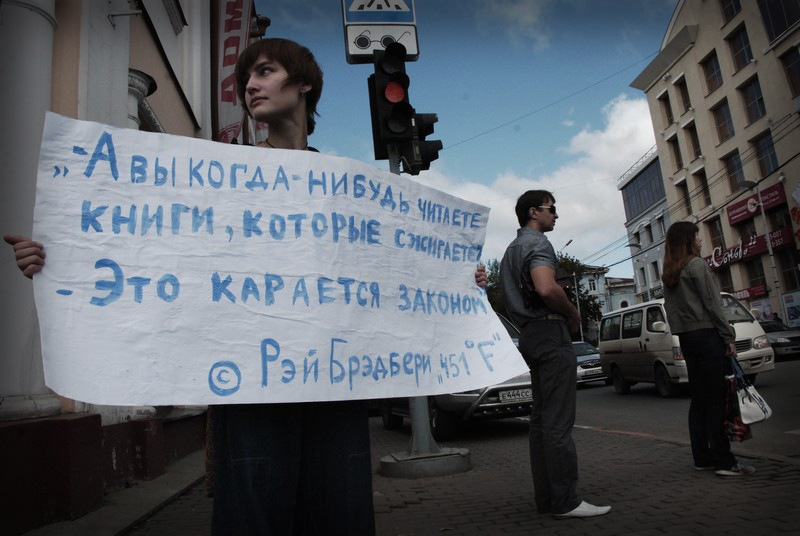
Одиночный пикет у здания Ленинского районного суда г. Томска. На плакате цитируется роман-антиутопия Рэя Брэдбери «451 градус по Фаренгейту»

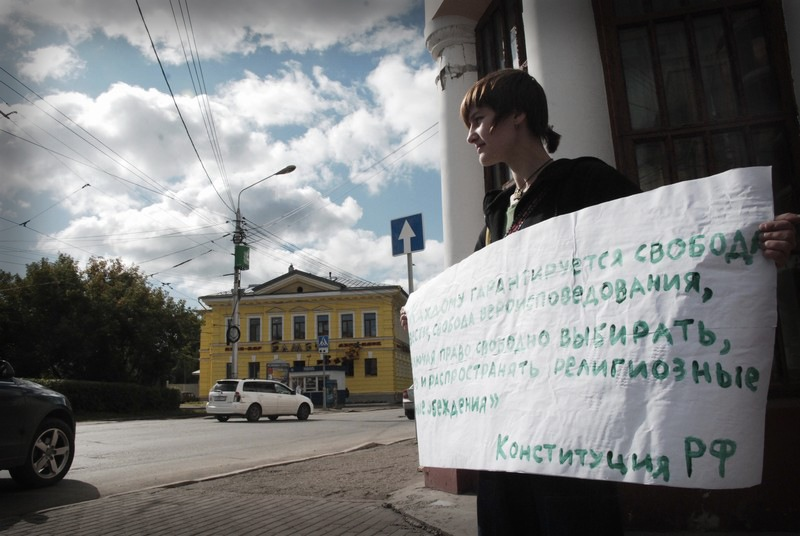
Одиночный пикет у здания Ленинского районного суда г. Томска. На плакате цитируется статья 28 Конституции РФ

Первое судебное заседание по заявлению прокуратуры состоялось 12 августа 2011 года в Ленинском районном суде Томска. Дело рассматривалось под председательством судьи Галины Бутенко, заместителя председателя этого суда по гражданским делам. В начале судебных слушаний представитель прокурора заявил, что судебный процесс был инициирован по итогам проверки Томского общества сознания Кришны Управлением ФСБ по Томской области. По просьбе прокуратуры была проведена экспертиза религиозного текста преподавателями ТГУ Сергеем Аванесовым, Валерием Свистуновым и Валерием Наумовым. Ими был сделан «вывод о содержании в книге признаков разжигания религиозной ненависти, унижения достоинства человека по признакам пола, расы, национальности, языка, происхождения, отношения к религии». Представитель прокуратуры, однако, признала, что ей не известны факты совершения каких-либо преступлений, связанные с «Бхагавад-гитой как она есть» и что заявление в суд было подано с целью «предотвратить возможные преступления экстремистского характера».
Представители защиты обратили внимание суда на то, что утверждение в материалах прокуратуры о «комплексной комиссионной экспертизе ТГУ» было ложным. Судье была представлена справка из ТГУ о том, что университет не уполномочивал своих сотрудников Аванесова, Свистунова и Наумова на проведение экспертизы.
На заседании выступили доктор филологических наук Н. В. Серебренников и доктор философских наук Н. Н. Карпицкий, приглашённые в суд в качестве консультантов. Оба учёных выразили своё несогласие с экспертным заключением преподавателей ТГУ, нашедших в книге признаки разжигания ненависти и унижения достоинства. После этого прокуратура попросила привлечь к участию в судебном заседании авторов экспертного заключения. Суд удовлетворил запрос, назначив очередное заседание по делу на 18 августа 2011 года.
В день судебных слушаний у здания суда томские правозащитники провели серию одиночных пикетов. На плакатах пикетчиков были размещены цитаты из научно-фантастического романа-антиутопии Рэя Брэдбери «451 градус по Фаренгейту» (посвящённого тоталитарному обществу, где сжигают книги) и статьи 28 Конституции РФ, гарантирующей свободу совести и вероисповедания, включая право распространять религиозные убеждения.

### Судебное заседание 18 августа 2011 года
На второе заседание, прошедшее 18 августа 2011 года, были приглашены авторы экспертного заключения. Доктор философских наук, декан философского факультета ТГУ Сергей Аванесов признался, что за проведением экспертного заключения к нему в 2010 году обратился сотрудник ФСБ. Аванесов разъяснил, что не проводил самого исследования и что его участие ограничилось выполнением организаторских функций и редактированием конечного заключения. Сам анализ провели Валерий Свистунов и Валерий Наумов. Свистунов, соответственно, провёл философский анализ, а Наумов — лингвистический. Философский анализ Аванесов перепоручил Свистунову, поскольку не считал себя квалифицированным для проведения экспертизы «ввиду отсутствия исследований в области индологии». Представитель защиты Александр Шахов обратил внимание суда на то, что в экспертный совет входили лица, не обладавшие необходимой квалификацией, и ходатайствовал о включении в материалы дела экспертизы известного российского религиоведа Екатерины Элбакян. Ходатайство было отклонено.
На вопрос судьи о наличии в тексте возбуждения розни Аванесов ответил, что напрямую он её не видит. А на вопрос о наличии указаний на исключительность кришнаитов по отношению к последователям других религий Аванесов отметил, что такая исключительность существует в текстах любой религиозной традиции. В то же самое время Аванесов признал, что в некоторых местах «Бхагавад-гиты как она есть» этот момент подчёркивается очень жёстко, с использованием таких слов, как «свиньи», «ослы» и др. Судья возразила на это, что в любой традиции можно встретить такие выражения, как например, из Библии: «не мечите бисер перед свиньями». Аванесов отметил, что он, будучи человеком терпимым, не оскорбился бы такими словами, а вот кто-то другой мог бы и оскорбиться. Следовательно, подытожил Аванесов, в такой ситуации необходимо обращаться за разъяснениями непосредственно к носителям традиции. В целом на вопросы о наличии оскорбительных слов и выражений Аванесов отметил, что «однозначного ответа на эти вопросы нет».

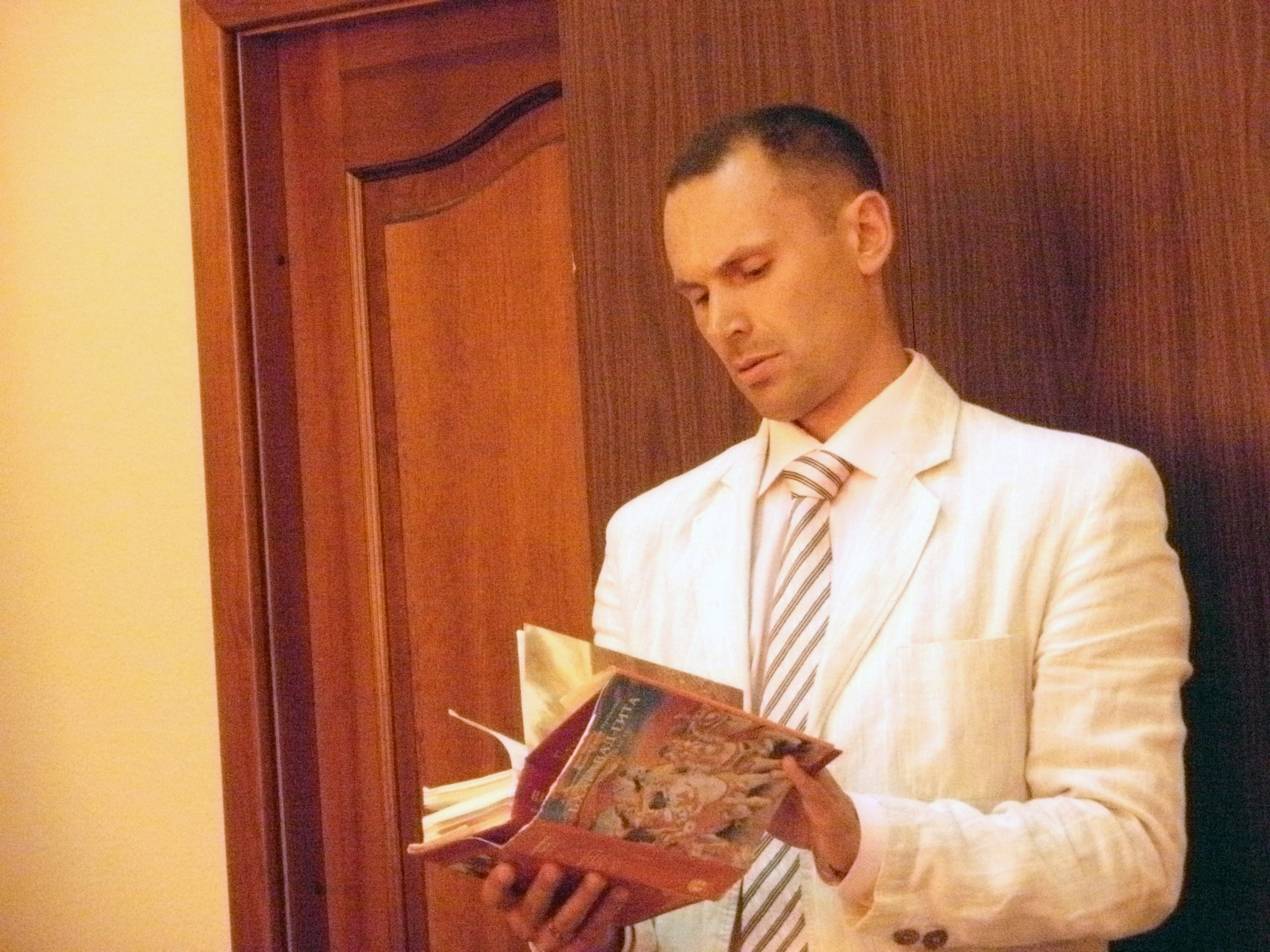
Представитель защиты Александр Шахов выступает на суде.

После выступления Аванесова представители защиты указали суду на ряд приводимых в экспертном заключении цитат, которые были либо вырваны из контекста, либо вообще отсутствовали как в комментариях, так и в оригинальных текстах «Бхагавад-гиты». Представители защиты также показали суду, что в ходе экспертизы анализировалось не только третье издание «Бхагавад-гиты как она есть» (на основании экспертизы делался вывод о необходимости признать экстремистским материалом именно третье издание «Бхагавад-гиты как она есть»), но и второе издание, отличающееся переводом, а также иные книги Бхактиведанты Свами Прабхупады — «Шримад-Бхагаватам» и «Наука самосознания».
После Аванесова в зал суда был приглашён кандидат философских наук, доцент кафедры истории философии и логики философского факультета ТГУ Валерий Свистунов. Свистунов показал, что предложение провести «философское исследование» кришнаитского текста поступило к нему от Аванесова. На тот момент ни о какой экспертизе речь даже не шла. Свистунов признался, что с книгой «Бхагавад-гита как она есть» он знаком с 1980-х годов, но прочитал её только сейчас. Свистунов отметил, что при постановке перед ним задачи проведения философского исследования он не был ограничен в выборе необходимой литературы для анализа. Саму задачу учёный воспринял творчески. По словам Свистунова, сам текст «Бхагавад-гиты как она есть» побудил его к тому, чтобы вступить в полемику, найти дополнительную информацию. Эту дополнительную информацию Свистунов почерпнул с так называемых «антисектантских сайтов», содержащих критику учения кришнаитов и их литературы. На вопрос о том, исследовал ли он противоположный взгляд на кришнаитов и их учение, Свистунов дал отрицательный ответ, снова подчеркнув, что эта полемика была его «субъективным мнением».
На вопрос о наличии оскорбительных и уничижительных высказываний в тексте Свистунов ответил, что таковых не обнаружил. Как и Аванесов, Свистунов сказал, что в тексте имеются указания на исключительность этого религиозного пути, но аналогичные утверждения о собственной исключительности существуют в любой религиозной традиции. На вопрос о взглядах кришнаитов на христианство Свистунов отметил, что они ни в коем случае не враждебные, а скорее нейтральные.

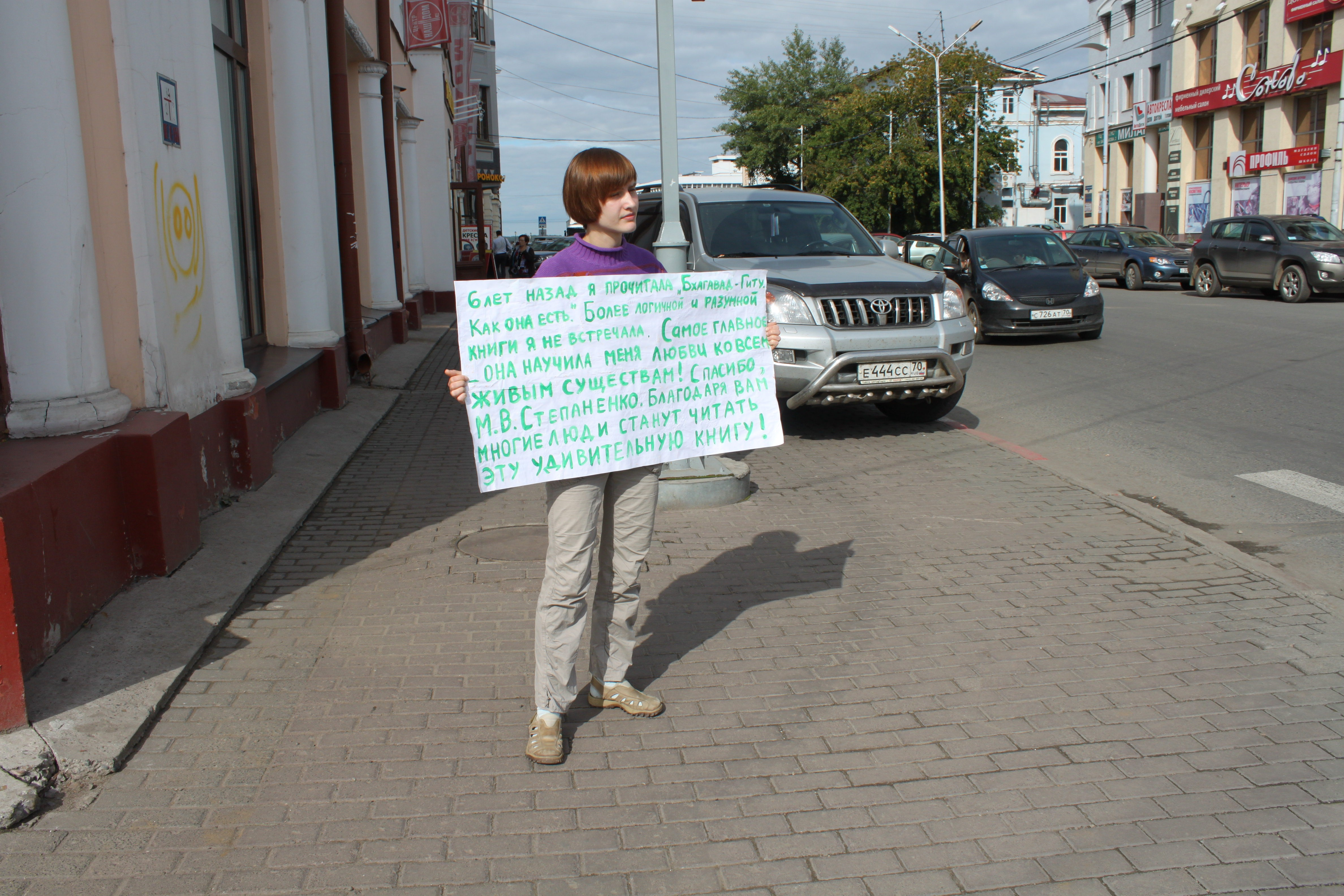
Одиночный пикет у здания суда (18 августа 2011 года).
Надпись на плакате:
«6 лет назад я прочитала „Бхагавад-гиту как она есть“. Более логичной и разумной книги я не встречала. Самое главное — она научила меня любви ко всем живым существам! Спасибо, М. В. Степаненко. Благодаря вам многие люди станут читать эту удивительную книгу!»

После выступления Свистунова в дело были включены распечатки материалов православных антисектантских сайтов, использованные авторами экспертизы. Далее судья и представители защиты указали на ряд несоответствий приводимых в экспертизе цитат рассматриваемому третьему изданию «Бхагавад-гите как она есть». Представитель защиты Александр Шахов сделал устное заявление суду о необходимости признания экспертизы незаконной и привлечении трёх учёных, выполнявших экспертное заключение, к ответственности в связи с допущенными ими нарушениями порядка проведения экспертиз. Поскольку третий эксперт, Валерий Наумов, на заседание суда не явился, судья Галина Бутенко назначила продолжение рассмотрения дела на 29 августа 2011 года.
Второе заседание суда, также как и первое, сопровождалось одиночными пикетами правозащитников. После окончания заседания на государственном томском телеканале «ГТРК Томск» был показан сюжет под вводившим в заблуждение названием «Книга „Бхагават-Гита. Как она есть“ осуждена за экстремизм». Впоследствии название размещённого на сайте телеканала сюжета было изменено на «В суде рассматривается дело о книге „Бхагават-Гита. Как она есть“».

### Судебное заседание 29 августа 2011 года
По просьбе представителей защиты к делу был приобщены нескольких страниц из книги Бхактиведанты Свами Прабхупады «Путешествие вглубь себя», где изложено положительное отношение автора к иным религиям. Представители защиты также ходатайствовали о приобщении к делу экспертизы литературы ИСККОН, выполненной в 2004 году религиоведом Борисом Фаликовым. Ходатайство было отклонено.
В этот раз перед судом выступил третий эксперт из ТГУ, Валерий Наумов. Также как и Свистунов до него, Наумов заявил, что проводил просто исследование, а не судебную экспертизу. Наумов признался, что не знал о том, кто были заказчиками работы, и что «книгу и лист с вопросами (не на бланке, без подписей или печатей) передал ему лаборант кафедры». Наумов утверждал, что при проведении экспертизы применял «компонентный анализ, при котором контекст не учитывается, а текст раскладывается на минимальные семантические единицы — то есть смысл слов объясняется просто по словарям». Представители защиты указали суду на тот факт, что данный метод не является общепризнанным. Наумов с этим согласился, но предположил, что данный метод был приемлемым. Наблюдатели назвали экспертизу Наумова двусмысленной, составленной так, как будто учёный специально уходил от ответов на поставленные вопросы. Судья, в свою очередь, указала Наумову на ряд мест в его экспертном заключении, где приводимые цитаты отсутствовали на указанных им же страницах в книге.

### Судебное заседание 30 августа 2011 года

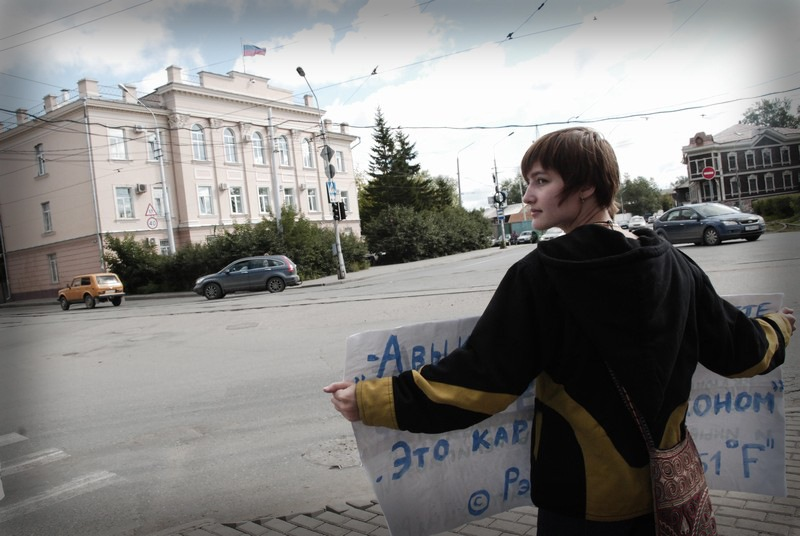
Одиночный пикет у здания Ленинского районного суда в первый день судебных слушаний (12 августа 2011 года)

Так как признать книгу экстремистской не удалось, прокуратура ходатайствовала о проведении новой «психолого-религиоведческо-лингвистической экспертизы» в Кемеровском государственном университете (КемГУ). Суд удовлетворил данное ходатайство. Проведение экспертизы суд поручил трём сотрудникам КемГУ — религиоведу Алексею Горбатову, лингвисту Михаилу Осадчему и психологу Сергею Дранишникову. Вопросы к ним суд оставил прежними.
Представители защиты отметили, что Горбатов некомпетентен в вопросах индуизма и что его основной специализацией являлась история Русской православной церкви. Представители защиты также обратили внимание суда на конфессиональную ангажированность Горбатова, ранее выступавшего в качестве соавтора публикаций архиепископа Кемеровской и Новокузнецкой епархии РПЦ. Представители защиты также указали на тот факт, что Дранишников не имел учёной степени, а Осадчий ранее участвовал в составлении экспертных заключений, на основании которых были признаны экстремистскими несколько публикаций свидетелей Иеговы. При этом Осадчий использовал такой же сомнительный «компонентный анализ», как и Наумов. Основываясь на этом, представители защиты ходатайствовали об «отклонении этих экспертов ввиду их заведомой необъективности» и о поручении проведения экспертизы квалифицированным учёным из Москвы. Суд посчитал это невозможным ввиду того, что указанные представителями защиты эксперты «работают в разных учебных, научных заведениях, что увеличит срок производства экспертизы, и как следствие, может привести к нарушению разумного срока судопроизводства по делу, учитывая отдаленность нахождения экспертов от г. Томска». Суд также отклонил замечания представителей защиты к вопросам, поставленным перед экспертами с употреблением некорректных формулировок и не имеющими отношения к экспертизе на экстремизм. Новую экспертизу суд поручил провести до 1 декабря 2011 года.

### Экспертное заключение сотрудников Кемеровского государственного университета (14 декабря 2011 года)

#### Содержание
Авторы экспертного заключения разошлись во мнениях: психолог Сергей Дранишников и лингвист Михаил Осадчий обнаружили в тексте признаки экстремизма, а религиовед Алексей Горбатов нет. Дранишников и Осадчий пришли к выводу, что «отдельные элементы текста содержат нелицеприятные высказывания дискриминационного характера в отношении неопределённого круга лиц». По их мнению, в книге ведётся «пропаганда интеллектуальной и социальной неполноценности человека по признаку его отношения к обосновываемым „Бхагавад-гитой“ религиозным ценностям». В комментариях Прабхупады эксперты нашли «формулировки, возвышающие последователей учения над представителями иных вероисповеданий», и «выражения, унижающие честь и достоинство „непросвещённых“», в адрес которых употребляются такие оскорбительные слова, как «демоны», «ослы», «вьючные животные», «нелюди». Кроме того, эксперты высказали мнение, что «книга пропагандирует ограничение свободы женщин».

#### Отзывы и критика
Представитель защиты Михаил Фролов отметил в интервью СМИ, что для кришнаитов негативный характер экспертизы не стал неожиданностью, ведь те же самые эксперты ранее уже находили экстремизм в религиозных текстах других религиозных объединений. По словам Фролова, эксперты просто «надёргали» из книги цитат, в которых упоминается слово «глупец» и другие негативные эпитеты, направленные «не в адрес какой-то конкретной религиозной группы или отдельной личности», а используемые для критики философских взглядов, отличающихся от вайшнавизма. Однако эксперты усмотрели в этом «пропаганду интеллектуальной и социальной неполноценности человека по признаку его отношения к обосновываемым „Бхагавад-гитой“ религиозным ценностям». По мнению другого представителя защиты, Александра Шахова, заключение кемеровских экспертов не было «таким категоричным», как предыдущее.
Профессор кафедры философии Сибирского государственного медицинского университета, доктор философских наук Николай Карпицкий отметил, что перед экспертами был поставлен очень прямой вопрос о том, существует ли в книге какие-либо оскорбления достоинства определённых конфессий или каких-либо определённых социальных групп. По мнению Карпицкого, религиовед дал компетентное заключение и к нему нельзя предъявить каких-либо претензий. Однако лингвист и психолог, вместо того, чтобы ответить на поставленные перед ними вопросы, отвечали на вопрос о том, присутствует ли в тексте книги «отрицательное отношение к неопределённой группе лиц, хотя про неопределенную группу лиц их не спрашивали». Согласно Карпицкому, из-за этого заключение теряет всякий смысл.
Профессор кафедры философии МГИМО Андрей Зубов прокомментировал утверждение кемеровской экспертизы о том, что в тексте «Бхагавад-гиты как она есть» содержатся «формулировки, возвышающие последователей учения над представителями иных вероисповеданий». Зубов отметил, что провозглашение исключительности по отношению к последователям других религий характерно для любой религиозной традиции. По мнению учёного «ни одна религия не говорит о том, что другие религии ничем не хуже её», так как в таком случае «бессмысленно было бы исповедовать эту религию»:
Например, христиане говорят, это можно найти в текстах, что тот, кто не будет веровать в Иисуса Христа, тот не спасется. Разве это не исключительность христиан? В исламе тоже есть немало разговоров об исключительности мусульман в деле спасения. В иудаизме евреи и вовсе названы избранным народом. То же можно сказать и про зороастризм. Как раз в индийских религиях это в меньшей степени выражено. Но все равно адепты любой религиозной группы, даже отдельной конфессии внутри религии, всегда утверждают свою правоту. Протестанты относительно католиков, кальвинисты относительно лютеран, пятидесятники относительно других евангелистов и так далее.
26 декабря 2011 года российский ИСККОН выступил с официальным заявлением, в котором отметил, что «неадекватность утверждений, на которых основывается обвинение в экстремизме, очевидна не только специалистам». Авторы обращения привели два фрагмента из заключения кемеровских экспертов, в которых эксперты сделали вывод о наличии в тексте экстремизма на основании фраз, вырванных из контекста.
Информационное агентство «Росбалт» отметило, что приведённые в СМИ цитаты из заключения кемеровских экспертов «возмутили культурную общественность России и Индии».
Обозреватели «Независимой газеты» Андрей Мельников и Лидия Орлова в статье «Дело за Кришной» отметили, что «по мнению религиоведов» в своей проповеди Прабхупада «не пытался адаптировать древний текст к современным представлениям о нормах религиозной полемики, использовал архаичные речевые обороты», чем и объясняется наличие в его книгах «тех самых „грубостей“, которые авторы антикришнаитских экспертиз рассматривают как оскорбительные для атеистов и последователей других традиций, когда в их адрес звучат слова „глупцы“ и сравнения со „свиньями, поедающими нечистоты“», в то время как сами кришнаиты «неоднократно указывали, что в соответствии с этой логикой можно обвинить в экстремизме Священное Писание любой древней традиции».

### Судебное заседание 19 декабря 2011 года
Слушания по делу «Бхагвад-гиты» возобновились 19 декабря, вскоре после того, как суд получил результаты экспертизы сотрудников КемГУ. На заседании были объявлены результаты экспертизы сотрудников Кемеровского государственного университета. В ходе слушаний суд также рассмотрел заявление уполномоченного по правам человека в РФ Владимира Лукина об участии в процессе его лично или его представителя. Суд удовлетворил заявление омбудсмена и, в связи с привлечением нового лица, отложил окончательное рассмотрение дела на 28 декабря.

### Судебное заседание 28 декабря. Оглашение вердикта
28 декабря 2011 года состоялось финальное судебное заседание. В его преддверии руководство ИСККОН в России распространило в СМИ заявление, в котором выразило «тревогу по поводу происходящего» и «надежду на объективность суда».
Заседание началось в 10 часов утра. По словам корреспондента газеты «Известия», «территория вокруг суда и коридоры были заполнены кришнаитами, которые пришли защитить свою святыню». Однако в суд не явился ни заявленный ранее уполномоченный по правам человека в РФ Владимир Лукин, ни его представитель Нелли Кречетова. Позднее Лукин пояснил «Би-би-си», что Кречетова находилась в отпуске, а вместо неё на процессе присутствовали представлявшие омбудсменов юристы.
Представители защиты ходатайствовали о разрешении видеосъёмки заседания. Председательствующая судья Галина Бутенко частично удовлетворила ходатайство, разрешив (как средствам массовой информации, так и представителям стороны защиты) снимать заседание на плёнку «в течение не более чем получаса».
В ходе заседания Г. Бутенко зачитала текст экспертизы, подготовленной сотрудниками КемГУ. Представители защиты отметили, что кемеровские эксперты не пришли к общему выводу, что их мнения противоречили друг другу и что они опирались в своём анализе на собственные, а не на общепринятые научные методики, тем самым «выйдя за пределы своей компетенции».
Представитель защиты Александр Шахов попросил суд приобщить к делу рецензию на кемеровскую экспертизу профессора Томского государственного педагогического университета Ольги Орловой, которая «ставила под сомнение научность экспертизы» кемеровских специалистов. Шахов, в частности, указал, что «рецензия ставит под сомнение основное доказательство — заключение комплексной экспертизы. Специалист-лингвист [Томского педуниверситета], имеющая больший опыт экспертной работы, критикует его заключение — лингвистическую часть, и может указать суду, что данное заключение не может являться обоснованным в качестве доказательства». Г. Бутенко изучила документ и объявила, что, согласно выводам Ольги Орловой, при проведении экспертизы в Кемерово «были нарушены процедуры проведения экспертизы…, данную экспертизу нельзя назвать комплексной, потому что [она] проводилась специалистами по отдельности». Представитель прокуратуры на это возразила, что в заключении «экспертом дана собственная оценка доказательств», что является прерогативой суда. В результате Г. Бутенко удовлетворила ходатайство кришнаитов о приобщении рецензии к делу, но отказалась вызвать в суд проводивших экспертизу специалистов.
После этого представители защиты ходатайствовали о приобщении к делу исследования текста «Бхагавад-гиты как она есть», выполненного экспертами из Барнаула. Перед барнаульскими учёными были поставлены те же вопросы, что и перед кемеровскими, но их выводы оказались «абсолютно противоположными». Как отметили представители защиты, в отличие от кемеровской экспертизы, барнаульское исследование проводилось научными методами, описанными в тексте экспертного заключения, которое по объёму было в три раза больше кемеровского исследования.
Представители защиты заявили, что наличие противоречий в выводах экспертов требует повторной экспертизы, и ходатайствовали о назначении новой комплексной психолого-лингвистической экспертизы. Представители защиты также указали суду на отсутствие комплексного анализа текста в уже проведённой экспертизе и на отсутствие учёных степеней у кемеровских экспертов. Представители защиты сообщили суду, что готовность провести новую экспертизу «выразили барнаульские, уральские и петербургские учёные», и представили суду список «компетентных специалистов». Г. Бутенко, однако, сказала, что не видит оснований не доверять мнению кемеровских экспертов и отклонила ходатайство о проведении новой экспертизы.
После прений сторон Г. Бутенко удалилась для принятия решения. Вердикт она огласила в 6 часов вечера по местному времени. Судья сочла доводы заявителя неубедительными и объявила об отказе в удовлетворении заявления прокуратуры о признании «Бхагавад-гиты как она есть» экстремистской. Г. Бутенко не нашла оснований для признания «Бхагавад-гиты как она есть» экстремистской литературой, отметив, что книга представляет собой «одну из интерпретаций священного индуистского писания „Бхагавад-гиты“» и заключив, что
Текст книги «Бхагавад-гита как она есть» не содержит высказываний побудительного характера, призывов к враждебным или насильственным действиям в отношении лиц определённой конфессиональной, национальной, этнической принадлежности, а также высказываний, оправдывающих совершение таких действий.
По свидетельству СМИ, слова судьи «буквально утонули в восторженных аплодисментах последователей Кришны». Кришнаиты заявили СМИ, что «справедливость восторжествовала» и что они принимают вердикт «смиренно и без какого-либо злорадства». Представители томской прокуратуры отказались от комментариев и поспешно покинули зал суда. Осталось неизвестным, будет ли прокуратура обжаловать вердикт.

#### Реакция на решение Ленинского районого суда
Адвокат кришнаитов Александр Шахов заявил СМИ, что «это решение судьи показывает, что Россия становится действительно демократическим обществом». В интервью «РИА Новости» Шахов отметил, что, по его мнению, «в решении суда восторжествовали принципы справедливости». Лидер томской общины кришнаитов Энвер Измайлов сказал Reuters, что решение суда свидетельствует о «возможности диалога с властями». В интервью «Газета.Ru» председатель совета российского ИСККОН Радха Дамодар счёл маловероятным, что «суд бы закончился подобным образом, не вмешайся в ситуацию другое государство». Он выразил удовлетворение тем, что «суду хватило разума и компетентности вынести верное решение», и отметил, что «Наверное, просветление у людей в головах действительно наступило, и страшного не случилось. Нужно уже что-то делать, чтобы светские суды не судили религии, наш случай показывает, что это неверно».
Как сообщило радио «Вести ФМ», отказ суда признавать книгу экстремистской приветствовали российские учёные-индологи. Евгения Ванина из Института востоковедения РАН заявила, что воспринимает вердикт как «победу здравого смысла», отметив, что «любой религиозный текст можно прочитать и назвать экстремистским».
По мнению деятеля православного антисектантского движения, председателя Экспертного совета по проведению государственной религиоведческой экспертизы при Министерстве юстиции РФ Александра Дворкина, решение суда предопределило «внешнеполитическое давление, которое смогли мобилизовать кришнаиты». Похожее мнение высказали журналисты «Независимой газеты» Андрей Мельников и Лидия Орлова. В опубликованной 18 января 2012 года статье «Дело за Кришной» они отметили, что «нельзя исключать того, что на решение суда повлияли, кроме аргументов защиты, особые, внесудебные обстоятельства. А именно — мощное давление, которое оказало на Россию дипломатическое ведомство Индии». Федеральный судья в отставке Сергей Пашин, в свою очередь, высказал сомнение, что на решение суда могла повлиять политика. Пашин отметил, что
Прокуратура, по сути, орган исполнительной власти, хотя она не всегда это признает. Поэтому сама по себе подача иска могла быть связана с какими-то политическими предпочтениями. Но суд независим, и его решение не должно быть продиктовано политическими мотивами. Вообще, подобные документы: мнения дипломатов или газетные статьи — к материалам дела не приобщаются. Но, конечно, суд принимает, например, сколько у того или иного произведения или движения последователей, в какой мере эти последователи соблюдают закон. Конечно, суд должен учитывать атмосферу вокруг этой ситуации. В какой-то мере, конечно, мнение дипломатов учитывается, но доказательством не является.
Интернет-издание «Взгляд.ру» отметило, что России удалось погасить «крупный международный скандал с Индией, и помог это сделать один из томских судов». Информационное агентство «Росбалт» сообщило о решении суда в статье, озаглавленной «„Бхагавад-гита“ спасена для российской культуры». Агентство, в частности, отметило, что «Политики и общественные деятели в Индии с воодушевлением восприняли решение томского суда, отказавшегося признать экстремистскими перевод и толкование древнего религиозно-философского трактата „Бхагавад-гита“», а газета The Times of India сообщила, что вердикт томского суда вызвал ликование индуистов по всему миру.
Представитель МИД Индии назвал вердикт суда «благоразумным решением щепетильной проблемы». Министр иностранных дел Индии С. М. Кришна выразил удовлетворение решением суда и «поблагодарил российское правительство за поддержку». Решение суда приветствовал посол Индии в России Аджай Малхотра. Он, в частности, сказал: «вердикт уважаемой судьи в Томске, отклонившей иск по делу „Бхагавад-гиты“, заслуживает аплодисментов. Очень приятно сознавать, что это дело окончательно разрешено и осталось позади». Директор департамента Евразии МИД Индии Аджай Бисария посчитал, что «на суде победил разум и здравый смысл». Он заявил «Интерфаксу»: «Это прекрасное известие, я узнал о позитивном решении Томского суда от посла Индии в России Аджая Малхотры, который постоянно держал руку на пульсе в ходе всего процесса. Отрадно, что наша с российскими коллегами однозначная позиция и совместные усилия увенчались успехом». Пресс-секретарь Индийского национального конгресса Рашид Алви высказал «величайшее удовлетворение» решением суда, отметив, что судья «приняла во внимание чувства Индии» и что такой вердикт суда «ослабил напряжение» между Индией и Россией. Посол России в Индии Александр Кадакин отметил: «мы с самого начала рассчитывали, что справедливость восторжествует и этот досадный эпизод не омрачит наши проверенные временем дружеские отношения».

### Апелляция прокуратуры (2012)
После оглашения вердикта 28 декабря 2011 года представители томской прокуратуры заявили, что примут решение о подаче апелляции после 10 января 2012 года. 29 декабря в пресс-службе прокуратуры пояснили, что прокуратура пока не получила мотивировочную часть решения суда, из-за чего не в состоянии определиться, обжаловать ли решение или нет. 25 января 2012 года пресс-служба Ленинского районного суда сообщила, что 23 января прокуратура подала апелляционное представление на решение суда. Одновременно с представлением прокурор подал заявление о восстановлении пропущенного по уважительным причинам процессуального срока на обжалование. 26 января Ленинский районный суд удовлетворил заявление о восстановлении срока на подачу апелляционного представления прокуратуры и передал дело в Томский областной суд для рассмотрения апелляционного представления. Томское общество сознания Кришны сообщило, что не станет обжаловать решение суда о рассмотрении апелляции по делу «Бхагавад-гиты как она есть». Юрист кришнаитов Александр Шахов сказал «Интерфаксу», что «прокуратура имеет право на обжалование судебного решения», и подчеркнул, что кришнаиты будут отстаивать свою позицию в Томском областном суде. 14 февраля 2012 года пресс-служба Томского областного суда сообщила, что 6 марта суд рассмотрит апелляционное представление томского прокурора на отказ суда первой инстанции в признании экстремистской «Бхагавад-гиты как она есть». 22 февраля на сайте суда появилось сообщение о том, что рассмотрение дела переназначено с 6 на 20 марта.

#### Реакция на апелляцию
Освещающая судебный процесс в томских СМИ журналистка Ольга Иовлева отметила, что так и осталось неизвестным, каковы были «уважительные причины», по которым прокуратура пропустила процессуальный срок на обжалование. По мнению Иовлевой «органы просто ждали „добро“ от епархии. Ведь зависимость между действиями силовиков, среди которых оказывается все больше православных фанатиков, и РПЦ уже давно налицо». Иовлева также высказала мнение, что причиной подачи апелляции было наличие в рядах прокурорских работников немалого числа «фанатиков РПЦ, которые не могли смириться с решением суда, не увидевшим экстремизма в древнеиндийском трактате».
1 февраля 2012 года прокурор Томской области Василий Войкин на пресс-конференции в региональном медиацентре агентства «РИА Новости» заявил журналистам, что прокуратура подала апелляционную жалобу на решение суда, чтобы «получить юридически четкое обоснование отклонения иска». Войкин, в частности, сказал, что по мнению прокуратуры решение Ленинского районного суда было «недостаточно юридически мотивировано» и что в решении «больше не юридического подхода, а больше подхода о целесообразности или нецелесообразности», тогда как прокуратуре «хочется более четкой юридической трактовки — почему иск отклонён судом».
16 февраля 2012 года своё мнение высказал первый заместитель генерального прокурора РФ Александр Буксман. В ходе поездки в Томск Буксман заявил журналистам, что судебный процесс неверно воспринимается обществом. Буксман, в частности, сказал: «Здесь важно отделить зёрна от плевел, потому что в обществе этот вопрос представляется таким образом, что прокуратура вообще против основ данной религии выступает. Но речь идёт не об этом, а как раз о том, что в переводе на русский язык там появились некие моменты, которые либо граничат, либо заходят за грань и близки к экстремистским проявлениям, в связи с чем прокуратура и обратилась в соответствующие органы». Другой замгенпрокурора, Иван Семчишин, вторя своему коллеге, заявил, что «фактически прокурор требовал признать экстремистским не сам канонический текст священного писания индусов, а русскоязычную версию комментария к этой книге, ранее изданного на английском языке. По этой причине прокурор вынужден сегодня отстаивать свои требования в апелляционном суде».
Известный блогер, журналист и интернет-бизнесмен Антон Носик отметил, что в правовом государстве может существовать только два основания для оспаривания вступившего в законную силу решения суда: «либо выяснилось, что суд предшествующей инстанции допустил при рассмотрении дела какие-то нарушения законодательства, в связи с чем его решение незаконно. Либо вскрылись какие-то новые обстоятельства, не учтённые при предыдущем рассмотрении, и нужно заново рассмотреть дело с их учетом». Таких оснований не существовало, в связи с чем прокурор Федотов предложил новое основание: «отменить решение суда в связи с тем, что оно не совпало с позицией прокуратуры». Носик отметил, что
По сути дела, всё апелляционное представление прокурора г. Томска в областной суд состоит из пересказа всё тех же самых аргументов, которые по результатам полугодичного судебного процесса в Ленинском райсуде уже были отвергнуты. Единственное, что привнес прокурор Федотов в свой новый опус, по сравнению с заявлением, которое он уже вносил 30 июня 2011 года, — это ряд грубых грамматических ошибок в написании иностранных имён и русских прилагательных.
Обозреватель Портала-Credo.Ru Владимир Яковлев отметил, что «Оговорка г-на Буксмана о том, что прокуратура де не имеет ничего против данного религиозного вероучения, честно говоря, слабо утешает. Видно и невооруженным глазом, что своей попыткой запрета книги прокуратура добивается на самом деле запрета деятельности целой религиозной организации, на эту книгу ориентирующейся».
Томский омбудсмен Нелли Кречетова заявила: «теперь, как я понимаю, отступная пошла. Теперь уже не книга экстремистская, а комментарий, причём в русском переводе». Кречетова также высказала мнение, что после возобновления судебного процесса «Томск в глазах всего мира выглядит не университетским центром, а оплотом религиозного фанатизма».
22 февраля ситуацию прокомментировал руководитель влиятельной индуистской ультраправой организации «Вишва хинду паришад» (ВХП) Правин Тогадия. Он выразил поддержку российским индуистам, заявив в интервью газете The Times of India о твёрдом намерении «сражаться на международном уровне в защиту прав индуистов и их идентичности».
19 марта 2012 года в «Независимой газете» вышла статья политического обозревателя Владимира Скосырева «Священная книга индусов снова под судом». Скосырев отметил, что судебный процесс «уже вызвал бурные протесты в Индии и бросил тень на репутацию РФ как светского демократического государства». Однако, несмотря на это, томский прокурор оспорил решение суда первой инстанции, отказавшегося признать произведение экстремистским. По мнению Скосырева, новое рассмотрение этого вопроса в суде может снова «воспламенить страсти» в дружественной для России Индии и «бросить тень на репутацию России как демократического светского государства». Скосырев пишет, что, непонятно по каким причинам, прокурор вновь решил инициировать дело, рассмотрение которого явно наносит ущерб российской внешней политике. Автор статьи напомнил о том, что ныне Москва и Дели официально называют российско-индийские отношения «отношениями привилегированного стратегического партнёрства». Между Россией и Индией вот уже более 60 лет не было политических конфликтов, но вызванный судебным процессом скандал грозил осложнить российско-индийские отношения.

### Рассмотрение апелляционного представления прокуратуры Томским областным судом

#### Судебное заседание 20 марта 2012 года
Рассмотрение Томским областным судом апелляционного представления прокурора Томска на отказ суда первой инстанции в признании экстремистской книги «Бхагавад-гита как она есть» продолжалось два дня. Апелляцию рассматривала судебная коллегия по гражданским делам под председательством заместителя председателя Томского областного суда Ларисы Школяр. Первое заседание началось 20 марта 2012 года в 14:00 часов и продолжалось около пятнадцати минут. Для проведения заседания был выбран самый большой зал Томского областного суда, но и он едва вместил всех желающих присутствовать на процессе. В общей сложности в суд явились около трёх десятков кришнаитов и представителей общественности, среди которых был председатель Ассоциации индийцев в России Санджит Кумар Джха.
Прокуратура ходатайствовала о том, чтобы сделать процесс закрытым для журналистов, но суд с доводами обвинения не согласился и разрешил журналистам присутствовать на процессе и вести видеосъёмку. Интересы прокурора Томска Виктора Федотова в суде представляли его помощники Марина Осипова и Елена Селезнёва. В ходе судебного заседания они попросили время на ознакомление с жалобой защиты на апелляционное представление. Суд согласился предоставить прокуратуре время на ознакомление с жалобой и объявил перерыв до утра 21 марта. Сотрудник пресс-центра суда Екатерина Карпенко пояснила, что прокуратура ранее не ознакомилась с жалобой защиты потому, что представители защиты своевременно не направили в ведомство копию своих возражений. Адвокат кришнаитов Александр Шахов сказал журналистам, что в жалобе на апелляцию прокуратуры защита выразила «несогласие с доводами ведомства о первом рассмотрении дела в суде первой инстанции».

#### Судебное заседание 21 марта 2012 года
21 марта 2012 года заседание суда началось в 9:15 утра и продолжалось немногим более часа. В ходе рассмотрения апелляции представитель прокуратуры заявила, что районный суд неверно истолковал законодательство в части определения понятия «экстремизм», посчитав обязательным условием экстремизма призывы к осуществлению экстремистской деятельности, выраженные какими-либо действиями. Но, по словам представителя прокуратуры, в России «запрещена любая пропаганда, возбуждающая какую-либо ненависть». Защита, в свою очередь, поддержала толкование суда первой инстанции. Судья также спросила представителей прокуратуры, обращались ли в правоохранительные органы граждане, воспринявшие книгу как призыв к совершению экстремистских действий. Представители прокуратуры сообщили, что имело место одно обращение от женщины в другом регионе России, которая говорила о том, что в книге присутствует дискриминация по признаку религиозной принадлежности. Однако доказательств этого обращения в материалах дела представлено не было.
Елена Селезнёва заявила, что все без исключения томские и кемеровские эксперты подтвердили наличие экстремизма в «Бхагавад-гите как она есть» и что не нужно быть религиоведом, психологом или лингвистом, чтобы увидеть в книге экстремизм. Селезнёва зачитала из книги «экстремистское» высказывание, в котором утверждалось, что сражаться за правое дело — долг каждого воина.. Марина Осипова, в свою очередь, настаивала на том, что на самом деле прокуратура просит признать экстремистской не всю «Бхагавад-гиту как она есть», а только комментарии к ней.
После непродолжительных прений суд удалился в совещательную комнату и через три-четыре минуты огласил решение, в котором отклонил апелляционное представление прокурора Томска на отказ суда первой инстанции в признании экстремистской «Бхагавад-гиты как она есть» Таким образом, областной суд подтвердил решение Ленинского районного суда, который отказался признать книгу экстремистской в декабре 2011 года.. Теперь, если прокуратура решит продолжить разбирательство, прокурору Томской области придётся подавать кассационное представление в судебную коллегию по гражданским делам Томского областного суда.

#### Мотивировочная часть решения Томского областного суда
6 апреля 2012 года была опубликована мотивировочная часть апелляционного определения, в котором утверждалось, что коллегия Томского областного суда отклонила апелляционное представление прокурора Томска на отказ суда первой инстанции в признании экстремистской книги «Бхагавад-гита как она есть», поскольку не сочла доказанными изложенные в апелляции доводы. В частности, в мотивировочной части решения говорилось, что «апелляционное представление прокуратуры не содержит ссылки на обстоятельства, свидетельствующие о наличии оснований для отмены решения» об отказе признать книгу экстремистской, и что суд первой инстанции сделал правильные выводы об отсутствии в книге информации, «разжигающей ненависть либо вражду» по признаку принадлежности к определённой религии.
Областной суд указал, что, согласно нормам международного права, каждый человек имеет право на свободу совести и религии, и государство должно предупреждать и ликвидировать дискриминацию на основе религии и убеждений. Согласно Конституции РФ, Россия является светским государством, в котором отсутствует официальная религия и ни одно из вероучений не может являться предпочтительным или обязательным. Однако суд указал, что, согласно международным и российским нормативным документам, существуют определённые ограничения свободы совести и вероисповедания, связанные с запретом призывов к возбуждению ненависти. В этой связи суд отметил, что кришнаитские религиозные организации, распространяющие «Бхагавад-гиту как она есть», зарегистрированы в России в законном порядке, а из заключения экспертизы книги следует, что она «не содержит призывов к непосредственным действиям в отношении лиц, принадлежащих к другим конфессиям, угрожающим их жизни, здоровью, материальному благосостоянию, носящим оскорбительный характер и обосновываемым принадлежностью этих лиц к данной конфессии, обоснования или оправдания экстремистской деятельности».
Областной суд указал, что в заключении экспертизы не содержится однозначного вывода о том, что комментарии Бхактиведанты Свами Прабхупады «призывают к совершению агрессивных действий по отношению к кому-либо, включают в себя утверждения о неполноценности народностей, оправдывают экстремистские действия по отношению к той или иной религиозной группе…». Областной суд отметил, что суд первой инстанции, вопреки мнению прокуратуры, дал свою оценку заявлениям экспертов, а несогласие с ней прокуратуры вовсе не указывает на ошибочность этой оценки. Суд указал, что при вынесении решения учёл «отсутствие в материалах дела доказательств, подтверждающих, что кто-либо из граждан, являющихся приверженцем иного вероисповедания,.. увидел в ней высказывания, оскорбляющие их веру,.. а также отсутствие данных о том, что книга… воспринимается не как литературное произведение, а как печатный материал, призывающий к осуществлению экстремистской деятельности…». В решении отмечалось, что вывод суда первой инстанции о том, что «каждая религия стремится утвердить собственный и всеобъемлющий характер и ложность других религиозных учений», основан на показаниях допрошенных экспертов. Коллегия суда второй инстанции сочла верным суждение о том, что «доктринальная конфликтность религиозных систем не всегда проявляет себя в виде непримиримого противостояния, о чём свидетельствует российская история, являющая собой пример возможности бесконфликтного сосуществования различных религий и конфессий». Вопреки мнению прокуратуры, коллегия областного суда не усмотрела в решении районного суда неверного толкования норм российского законодательства и международного права и не нашла оснований для иной оценки перечисленных доказательств, чем изложено в обжалуемом решении.

#### Реакция на решение Томского областного суда
Как сообщил присутствовавший на заседании корреспондент «РИА Новости» Сергей Леваненков, решение суда находившиеся в зале кришнаиты и представители общественности встретили аплодисментами. Представитель прокуратуры Елена Селезнёва сказала журналистам, что областной прокурор Василий Войкин примет решение об обжаловании после ознакомления с мотивировочной частью решения суда. Юрист ИСККОН Александр Шахов заявил журналистам, что считает решение суда «абсолютно справедливым, разумным, а главное — законным». Несмотря на это, он предположил, что решение вновь будет обжаловано прокуратурой. Президент Совета индуистских общин России и Ассоциации индийцев в России Санджит Кумар Джха заявил в интервью СМИ, что «сегодня восторжествовала справедливость». Он также сказал журналистам, что верил российскому правосудию, в то, что оно «примет верное решение», и выразил благодарность всем тем, кто поддержал кришнаитов.
После окончания судебных слушаний в пресс-центре агентства «Интерфакс-Сибирь» прошла пресс-конференция, на которой Санджит Кумар Джха выразил мнение, что причиной судебных тяжб вокруг «Бхагавад-гиты как она есть» был недостаток знаний об индуизме. Он заявил, что Ассоциация индийцев в России намерена проводить работу по информированию россиян об индуизме. По словам Джха, российские индуисты уже много раз пытались наладить диалог с другими конфессиями в России, но пока безуспешно. Джха отметил, что для диалога с другими конфессиями, информирования общественности об индуизме и установления диалога с другими конфессиями был создан Совет индуистских общин России. Джха вновь выразил удовлетворение решением Томского областного суда и высказал благодарность российскому правосудию и учёным, выступившим в защиту книги.
Как отметили СМИ, Индия приветствовала решение Томского областного суда. Посол Индии в России Аджай Малхотра высказал удовлетворение вердиктом суда и выразил надежду на то, что этот вопрос исчерпан. Официальный представитель Министерства иностранных дел Индии выступил с заявлением, в котором, в частности, говорилось:
Мы рады узнать о том, что почтенный областной суд в Томске (Сибирь, Российская Федерация) отказал в удовлетворении апелляции местного прокурора и оставил в силе вердикт суда первой инстанции в судебном деле в отношении книги «Бхагавад-гита как она есть». Мы приветствуем решение почтенного областного суда и выражаем благодарность всем нашим друзьям в России, благодаря усилиям которых такой исход дела стал возможен.
International Herald Tribune опубликовала статью «Индуистская победа смогла успокоить индийский гнев на Россию». Обозреватель этой газеты Харви Моррис отметил, что решение Томского областного суда помогло России «выпутаться из вызывавшей смущение ссоры с Индией» и спасло российско-индийские отношения от дальнейшего ухудшения. Информационное агентство Reuters отметило, что, оставив без удовлетворения апелляционное представление прокуратуры, суд не допустил российско-индийского дипломатического конфликта за несколько дней до визита президента Дмитрия Медведева в Индию. Обозреватель американского журнала Foreign Policy Ханна Трудо отметил, что суд принял решение накануне визита Дмитрия Медведева в Индию для участия в саммите глав стран-членов БРИКС. Трудо выразил мнение, что, оставив в силе решение суда первой инстанции, областной суд, возможно, «принял во внимание мнение индийских парламентариев, протестовавших и добившихся своего в прошлом году».
Правительственное информационное агентство Малайзии Bernama сообщило, что индуисты по всему миру одобрительно восприняли решение суда. Агентство привело слова из обращения американского индуистского деятеля Раджана Зеда, который выразил благодарность суду, отметив, что запрет книги глубоко ранил бы религиозные чувства верующих. По мнению Зеда, это решение суда был «подобающим демократическому, открытому и плюралистическому обществу».
Известный российский правозащитник Лев Пономарёв высказал мнение, что российская судебная система смогла должным образом разобраться в ситуации. Решение в пользу кришнаитов было принято потому, что в данном случае суд действовал независимо, без давления со стороны прокуратуры и следственных органов.
Православный антисектантский деятель и один из близких соратников А. Л. Дворкина адвокат Александр Корелов заявил, что решение Томского областного суда было коррупционным. В личном блоге Корелов написал, что по сведениям, поступившим от работников Томского областного суда, на ход процесса оказывали давление правозащитники и ответственные сотрудники Верховного суда РФ. Корелов также сообщил, что рад итогам процесса. По словам Корелова, суд не нашёл ничего предосудительного в том, что «основатель секты кришнаитов» Прабхупада называет инаковерующих нелестными именами, а это автоматически означает разрешение применять те же термины по отношению и к кришнаитам. В частности, Корелов предположил, что теперь может называть кришнаитов оскорбительными терминами и у тех будет отсутствовать правовое основание упрекать его в этом, ведь «всегда можно сослаться на решение томских судов и сказать, что судебный прецедент уже имеется».
Индолог Ирина Глушкова отметила, что «томская Курукшетра» завершилась по законам сказочного жанра: победу одержали добро и разум, воплотившиеся в положительных героях «Махабхараты» — братьях Пандавах. В результате кришнаиты получили возможность спокойно продолжать изучать свой священный текст, а саммит глав стран-членов БРИКС в Дели, в котором принял участие президент Дмитрий Медведев, не был омрачён тенью «злых» Кауравов. По мнению Глушковой, эта победа стала возможной благодаря юридически грамотной позиции защиты книги в суде и твёрдой убеждённости российских индуистов в своей правоте. Именно эта убеждённость позволила им «с достоинством перенести выпавшие на их долю невзгоды».
29 мая 2012 года прокурор Томской области Василий Войкин сообщил «РИА Новости», что областная прокуратура не будет обжаловать решение суда об отказе признать экстремистской «Бхагавад-гиту как она есть». Окончательное решение об обжаловании зависело именно от него. Уполномоченный по правам человека в Томской области Нелли Кречетова приветствовала решение областного прокурора, заявив, что «здравый смысл восторжествовал». Кречетова отметила, что с самого начала просила прокуратуру отозвать «позорный иск», и призналась, что «практически была уверена, что так и кончится». Омбудсмен подчеркнула, что нужно не судить книги, а наказывать за деяния экстремистского характера, ведь «классика мировой литературы тоже неоднозначная, там тоже много чего можно найти. Но нельзя — это и свобода мысли, и свобода веры, и совести».

## Реакция и оценки

### Реакция средств массовой информации
Процесс получил широкое освещение в российских и международных средствах массовой информации. Как отметил религиовед С. И. Иваненко, многие СМИ объективно освещали ход судебного процесса и верно прогнозировали его возможные последствия. О суде рассказывали в эфире многих зарубежных радиостанций и телеканалов. В разгар судебного процесса в декабре 2011 года тема «гонений на индуизм в России» была новостью номер один для всех ведущих индийских СМИ.

#### Томские СМИ
23 августа 2011 года в газете «Вечерний Томск» вышла статья Ольги Иовлевой «Суд над индийской книгой опозорил Томск на весь мир». Автор статьи высказала мнение, что в данном судебном процессе правоохранительные органы выступили на стороне РПЦ, что «за позицией органов стоит Томская епархия» и что конечной целью запрета книги был запрет деятельности кришнаитов. В другой статья, опубликованной 30 декабря на портале «В Томске», та же журналистка назвала судебный процесс «очередным витком войны РПЦ с кришнаитами», «уникальным судебным процессом, благодаря которому о сумасшедших томичах стало известно далеко за пределами России». Отказ суда признать кришнаитский текст экстремистским Иовлева назвала «адекватным» решением, оставившим без удовлетворения амбиции православных «охотников на ведьм».

#### The Moscow Times
29 ноября 2011 года в The Moscow Times вышла статья Александра Братерского «Священной книге кришнаитов грозит запрет в Томске». Братерский отметил, что хотя «индуистский текст, играющий центральную роль в вере кришнаитов» и обвиняют в «выражении религиозной ненависти, уничижении человеческого достоинства и в объявлении одной религии выше всех других», его трудно сравнить с «Майн Кампф» Адольфа Гитлера.
В опубликованной 17 февраля 2012 года статье «Дело против кришнаитской книги будет продолжаться» издание выразило мнение, что по версии прокуратуры «Бхагавад-гита как она есть» содержит «экстремистские утверждения, обличающие христианство и провозглашающие превосходство индуизма».

#### Газета.Ru
Григорий Туманов в опубликованной 31 августа 2011 года интернет-изданием «Газета.Ru» статье «Антинародное творчество: как Кришна и Микки-Маус становятся экстремистами» отметил, что «комментарий к основополагающей для индуистов „Бхагават-гите“ сейчас разбирают в Томском горсуде. Прокуратура считает, что написанное пять тысяч лет назад произведение, ставшее настольной книгой Льва Толстого, содержит высказывания, „унижающие честь и достоинство тех, кто не является последователем Кришны“. Представители „Общества сознания Кришны“, выступая в качестве заинтересованного лица со стороны защиты, в свою очередь, не раз говорили, что оценивать древний священный текст с точки зрения современного законодательства глупо». По мнению Туманова «задуманный как инструмент борьбы с экстремизмом, список запрещённых произведений литературы и искусства превратился в бессмысленный бюрократический документ. Благодаря желанию надзорных органов увеличивать показатели и закону, легко позволяющему запретить любое произведение, в экстремисты зачисляются художники и богословы, но бороться с реальным террором в России это не помогает».
В статье «Прокуроры не полюбили „Бхагавад-гиту“», опубликованной 26 января 2012 года, Туманов отметил, что «изначально происходящее вокруг „Бхагавад-гиты“ было больше всего похоже на то, что многие правозащитники называют „неправомерным антиэкстремизмом“». В двух других статьях, озаглавленных «Сознание Кришны дошло до суда» и «Бхагавад-гейт», Туманов отметил, что это был не первый случай, когда «столь острая реакция на попытку признать тот или иной текст экстремистским приходит из-за рубежа». Ранее в Городищенском суде Пензенской области разбирали «Завещание» Хомейни. Известные исламские учёные со всего мира подвергли тогда российский суд критике, но это не спасло труд аятоллы от запрещения. Что касается дела «Бхагавад-гиты», сообщил Туманов, то опрошенные «Газетой.Ru» эксперты считали, что в этом случае шансы на «оправдание» гораздо выше, ведь «с Индией в отличие от имеющего не лучшую репутацию Ирана Россию связывают и туризм, и продажа вооружений…»

#### The New York Times
Московский корреспондент The New York Times Глен Кейтс отметил в статье «В России „Бхагавад-гите“ назначили дату в суде», что хотя в Индии идея запрета древнего текста кажется невероятной, в современной России объявление вне закона религиозных групп и текстов представляет собой обыденное явление. Из постоянно пополняемого Федерального списка экстремистских материалов следует, что «также как и индуисты сегодня, другие религиозные группы и их тексты ранее уже становились мишенью российских властей». Кейтс приводит пример Свидетелей Иеговы и саентологов, чья литература ранее была признана экстремистской российскими судами.
В другой статье, озаглавленной «Такой как он есть фокус на суде над „Бхагавад-гитой“», Глен Кейтс отметил, что судебный процесс «вызвал негодование в Индии и вынудил российское правительство защищаться». Кейтс указал на то, что ИСККОН в России после падения советского режима переживает период роста и что российским кришнаитам не впервой приходится преодолевать противодействие со стороны РПЦ и российских властей, оспаривая обвинения в экстремизме. В качестве примера журналист привёл тот факт, что почти 10 лет московское отделение ИСККОН боролось за право построить храм в российской столице.

#### The Times of India
Шриджана Митра Дас в статье «Оружие массового научения?» (опубликованной в газете The Times of India 22 декабря 2011 года) отметил, что живший в XVII веке могольский князь Дара Шикох перевёл «Бхагавад-гиту» на персидский язык и настолько проникся её посланием, что возникли опасения, как бы он не отступил от ислама. Однако принц знал, в отличие от сибирских прокуроров, что «Бхагавад-гита» выше религиозных различий. Далее автор высказал мнение, что
Продиктованный страхами запрет «Гиты» в стране, которая когда-то дала миру сложность Достоевского и приправленную внешним лоском жестокость Тургенева, представляется парадоксом. Однако данный эпизод показывает, как социальные тревоги — неконтролируемые и в конечном итоге берущие верх — находят себе мишень в виде высоких идей, особенно таких, которые предполагают различные трактовки и мнения. <…> Однако война с разнообразием и свободой мнений никогда не приносит мира, и понимаем мы это, лишь читая произведения, подобные «Гите» — и романам Толстого".

#### The Indian Express
25 декабря 2011 года в газете The Indian Express вышла статья Судхиндры Кулкарни «Связь России с индуизмом». Кулкарни, выступая с позиции «набожного индуиста и светского индийца», заявил о неприятии нетерпимой позиции маргинальных групп в РПЦ, деятельность которых настолько же достойна порицания, как и действия индусов-экстремистов Индии, ратующих за запрет Корана. Рассказав о духовный и культурных связях индийцев и русских, Кулкарни пришёл к выводу, что «между душами Индии и России» существует «мистическая связь», и предложил укрепить её. Отметив, что «храмы кришнаитов в России — это хорошо», Кулкарни выдвинул предложение к индуистским религиозным лидерам возвести крупный храм РПЦ в Индии. Это, по мнению автора статьи, явилось бы шагом к укреплению диалога между индуизмом и христианством.

#### Независимая газета
21 декабря 2011 года Владимир Скосырев в статье «Индия вступилась за томских кришнаитов» высказал мнение, что независимо от вердикта томского суда «совершенно очевидно, что процесс нанес удар по репутации России и дружественным отношениям нашей страны с Индией».
Андрей Мельников и Лидия Орлова в статье «Дело за Кришной» отметили, что «распространившийся „за три моря“» резонанс от томского судебного процесса возвращает к дискуссии о том, является ли ИСККОН частью индуистской традиции или новым религиозным движением. Журналисты привели мнения двух российских индологов, высказавших разные точки зрения «о преемственности учения Прабхупады по отношению к традиционному индуизму», и отметили, что, как явствует из «Бхагавад-гиты как она есть» и других трудов Прабхупады, «его комментарии написаны в ситуации полемики со сторонниками современного западного секуляризма, а также с гуру неоиндуистских течений XX века».
По мнению авторов статьи, в борьбе с проявлениями экстремизма делать упор «на текстах, а не на практике религиозных общин» неправомерно, а защита безопасности государства и прав личности через «пополнение списка экстремистских материалов и дальнейшее преследование религиозных организаций за распространение запрещенных книг» не является продуктивной. Авторы считают, что если та или иная религиозная организация подозревается в нарушении конституционных прав граждан или законодательства, следует не запрещать религиозную литературу, а «проводить оперативно-разыскные мероприятия во всей их полноте и сложности, при этом не важно, новое или традиционное вероучение приводит к нарушению закона».
В заключительной части своей статьи Мельников и Орлова высказались по поводу поддержки, полученной кришнаитами со стороны индийского правительства. Они выразили настороженность «тенденцией последнего времени, когда политическую и дипломатическую поддержку религиозным организациям оказывают политические силы и государственные структуры зарубежных стран только на том основании, что эта община проводит миссионерскую деятельность в интересах влиятельного зарубежного вероучения». По мнению авторов «Такая тенденция превращает принцип свободы совести в соревнование мощи держав. Получается, у кого сила — тот и прав. Примеров тому множество: ежегодные доклады Госдепа США о ситуации с неопротестантскими объединениями в нашей стране, ноты официальных лиц России по поводу ареста в Греции настоятеля Ватопедского монастыря и другие».
В статье «Не совсем родная вера» Владислав Мальцев отметил, что в Индии распространены «достаточно своеобразные представления» о связи индуизма и истории России. Мальцев приводит выдержку из статьи российского религиоведа Бориса Кнорре, где тот пишет о деятельности поддерживающей кришнаитов влиятельной индуистской организации «Вишва хинду паришад» (ВХП):
…в 1985 году лидеры ВХП на съезде в Копенгагене заявили, что в древности славянские племена исповедовали индуизм и что слова «Русь» и «Россия» происходят от санскритского «ришия» («земля мудрецов»), а название Москвы — от «мокшия» (место, где душа соединяется с Богом). Делаются соответствующие выводы о необходимости возвращения проживающих на славянских территориях народов в лоно «родной веры». <…> сегодняшние российские вайшнавы прямо говорят о необходимости поиска ведийских корней в России, указывая в качестве возможных свидетельств древней ведийской протокультуры на «развалины древнего Аркаима, Велесовы письмена, да и на сам говор славян…». Здесь российские вайшнавы (и не только они) смыкаются с современным российским язычеством. Так, в качестве «интересного примера попыток реконструировать дохристианские представления древних славян», говорящего в пользу их ведизма, центр Общества сознания Кришны в Москве приводит «Русские Веды» Александра Асова.
Мальцев также обратил внимание на то, что известный кришнаитский проповедник Василий Тушкин (Враджендра Кумар) в своих лекциях говорит о сходстве «дохристианских культов славян с религией древних ариев — индуизмом» и предлагает своим слушателям принять индуистскую религию как «единую духовную протокультуру, из которой черпали знание обе цивилизации». Мальцев делает вывод, что «особый интерес к изучению древнеславянских верований часто оказывается просто вежливым приглашением в число „преданных“ Общества сознания Кришны. Возможно, именно этого боятся те, кто стоит за инициаторами процесса над основополагающей книгой кришнаитов».

#### Агентство политических новостей
17 февраля 2012 года «Агентство политических новостей» опубликовало статью Виктора Волхова «Нецензурное слово». В публикации, посвящённой критике 282-й статьи закона «О противодействии экстремистской деятельности», Волхов отметил, что данный закон «не имеет отношения к праву-справедливости», из-за чего «в правовом поле противостоять ему практически нечем». В разделе статьи, озаглавленном «„Бхагавадгита“ как её нет», Волхов выразил свою трактовку первой стадии судебного процесса: «Процесс РФ против Кришны последний выиграл нокаутом. Хулиганы-атеисты в прокурорских мундирах повергнуты в прах у лотоносных стоп Господа. Скандал международный. В следующих жизнях-воплощениях все причастные со стороны обвинения получат тела Новодворской».
Изложив своё понимание основного смысла «Бхагавад-гиты» (согласно которому Кришна убедил Арджуну участвовать в гражданской войне с целью «решить проблему перенаселения»), Волхов выразил мнение, что руководство НАТО «явно не дорабатывает» если не рекомендует «Бхагавад-гиту» для прочтения «как минимум старшему офицерскому составу». По мнению Волхова, «следует признать, что сотрудники прокуратуры „быть может, не совсем неправы“», ведь удобнее всего «идиотский закон» «О противодействии экстремистской деятельности» применять именно к религиозным текстам. В заключении своей статьи Волхов сделал «общий вывод»:
слава русским прокурорам! Замахнуться на такое! На 800 страниц священных писаний. А если бы прокатило? Следующим, наверное, был бы Талмуд. Последним и единственным, кто на подобное отваживался, был прокурор О. Ю. Виппер в процессе по делу Бейлиса.

#### РИА Новости
27 января 2012 года «РИА Новости» опубликовало аналитическую статью обозревателя Ильи Бера «Религиозное слово и экстремистское дело». Автор статьи выдвинул тезис о том, что по российскому закону об экстремизме экстремистскими можно признать священные тексты любых религий, и вообще любые тексты. По словам Бера, томская прокуратура при поддержке РПЦ пошла войной на «самый популярный в западном мире комментированный перевод» «Бхагавад-гиты», добиваясь, чтобы «священная чуть ли не для миллиарда человек, населяющих землю, книга» встала в один ряд с брошюрами «Свидетелей Иеговы», «Завещанием» Аятоллы Хомейни, книгами Адольфа Гитлера, Йозефа Геббельса и Бенито Муссолини.
Бер отметил, что прокуратура и МИД РФ предприняли попытки заверить россиян и индусов в том, что не имеют ничего против самой «Бхагавад-гиты», а выступают за запрет «плохого комментария», написанного в 1960-е годы Бхактиведантой Свами Прабхупадой, который, к тому же, якобы исказил содержание «Бхагават-гиты» в угоду собственным воззрениям. Однако, утверждает обозреватель, «даже поверхностное изучение вопроса позволяет сделать вывод, что это — не более чем уловка», ведь без комментариев «Бхагават-гиту» современному русскоязычному читателю понять будет невозможно, а «других сравнимых по популярности и тиражу комментированных изданий просто нет». Бер делает вывод, что «речь де факто идет именно о запрещении или кардинальном ограничении доступа желающих к священному индуистскому писанию». В заключении своей статьи автор обращает внимание на то, что «Вся история человечества доказывает, что, во-первых, рукописи не горят, а во-вторых, с идеями нельзя бороться с помощью пушек или наручников. С ними можно бороться только другими более сильными идеями».

#### Аргументы недели
В декабре 2011 года в газете «Аргументы недели» вышла статья под названием «Суд в Томске оскорбляет миллиард индийцев». В статье отмечалось, что «по мнению некоторых аналитиков, вряд ли данный процесс является „томской самодеятельностью“. Похоже, кто-то надеется осложнить и без того непростое российско-индийское сотрудничество».

#### Slon.ru
21 декабря 2011 года интернет-издание Slon.ru опубликовало статью индолога (в прошлом основателя неоиндуистской религиозной организации «Тантра-сангха») Сергея Лобанова. По мнению Лобанова, томский процесс о признании экстремистским материалом «главного священного текста кришнаитов — а с ними сотен миллионов других индуистов» проходит «в лучших традициях советских антисектантских шоу». В данном случае, осуждают и запрещают не просто конкретный комментированный перевод «Бхагавад-гиты», но, как следствие, и сам всемирно известный памятник религиозно-философской мысли Индии, ведь никто не будет разбираться, какой именно запретили перевод. Лобанов пишет, что можно по-разному относиться к кришнаитскому изданию «Бхагавад-гиты», но невозможно не принять во внимание тот факт, что до этого «никогда, нигде и никому в голову не приходило» объявить эту книгу экстремистской, так что в этом отношении Россия оказалась «впереди всего человечества». Лобанов называет судебный процесс «странным» и утверждает, что он «не может не вызвать массу недоумённых вопросов» даже у тех, кто «не жалует перевод и комментарии Бхактиведанты Свами Прабхупады».
По мнению Лобанова, при переводе и комментировании «Бхагавад-гиты» Прабхупада выступает как проповедник и миссионер исповедуемой им религиозной традиции гаудия-вайшнавизма, которая представляет собой одну из разновидностей индуизма. Прабхупада преподносит вайшнавское вероучение доступным для западной аудитории языком и «не блещет изящностью слога». Лобанов считает, что в переводе Прабхупады красота оригинала была потеряна, но это никак не может служить причиной для запрета, ведь следуя этой логике, надо запретить и «Детские Библии», и школьные прозаические пересказы «Одиссеи» Гомера или трагедий Шекспира. В то же самое время, самим индусам не приходило в голову запретить «Бхагавад-гиту как она есть» как ересь или «порчу национального культурного достояния», а ИСККОН для индийцев — «не какая-то зловредная секта, а вполне нормальная и неотъемлемая часть индуизма». Так что попытка запрета книги привела к осложнениям в исторически дружественных отношениях России с Индией, где прошли антироссийские демонстрации и за книгу вступился индийский министр иностранных дел по фамилии Кришна, для которого суд над «Бхагавад-гитой» оказался «просто плевком в душу».
Лобанов подвергает критике перевод Прабхупады, но одновременно с этим признаёт, что значительная часть содержания «Бхагавад-гиты» была передана Прабхупадой «более или менее адекватно оригиналу», в чём можно убедиться, сравнив «Бхагавад-гиту как она есть» с другими переводами. Лобанов также признаёт, что «как ни критикуй Прабхупаду», во имя справедливости следует сказать, что он ведёт себя так же, как и многие другие проповедники-миссионеры. Если считать экстремистом каждого увлечённо пропагандирующего своё учение религиозного проповедника, тогда «придётся объявить экстремистами всех, кто так или иначе занимается миссионерством», и христианских миссионеров в первую очередь.
Далее Лобанов утверждает, что даже если предъявлять претензии не к переводу, а только к комментариям с содержащимися в них выпадами против «демонов» и «глупых материалистов», то экстремизма там найдётся меньше, чем, к примеру, в Ветхом Завете, «где, как выразился один специалист, „случаев крайнего экстремизма, сопряженного с убийством женщин и детей (якобы по воле Бога) намного больше, чем во всех индуистских, буддийских, джайнских и сикхских писаниях вместе взятых“». Тогда можно запретить и Библию, и приравнять к «Майн Кампф» сочинения святого Иоанна Златоуста, в которых тот резко высказывается «против иудеев и их синагогального культа». Ведь в этих текстах тоже присутствует «состав преступления» — оскорбление религии евреев и антисемитизм. В светском демократическом государстве, которым является Россия, религия отделена от государства. Ни Конституция, ни действующее законодательство не предусматривает, что объявить экстремистами можно лишь кришнаитов с их «Бхагавад-гитой как она есть», а не христиан. Лобанов подытоживает, что «как бы ни лукавили истцы и привлечённые ими эксперты», те же самые претензии вполне можно предъявить и по отношению к таким священным текстам, как Библия, Коран и Талмуд. При желании в них тоже можно обнаружить следы «экстремизма», особенно если постараться и привлечь «своих» экспертов.
Лобанов приходит к выводу, что за преследованием кришнаитов и их книги стоят «не самые дальновидные» деятели РПЦ и что данный процесс «внёс весьма ощутимую лепту в дискредитацию РПЦ и её „сектоведов“, отечественных специалистов и „экспертов“ от правосудия и науки, а заодно и имиджа страны как цивилизованного правового государства. Если так дело и дальше пойдёт, пожалуй, дождёмся и очередных процессов против ведьм, и новых „народных академиков“, которые будут проводить экспертизу на наличие колдовства». По мнению Лобанова, даже если РПЦ удастся «запретить все „секты“ и закрыть все неправославные храмы», это не прибавит ни уважения к Церкви, ни паствы в её храмах. Напротив, существенно увеличится число недовольных ею людей, среди которых «уже оказываются далеко не только одни лишь последователи Прабхупады, и не только в нашей стране».

#### Радио «Свобода»
Томский судебный процесс для радио «Свобода» освещала журналистка Мелани Бачина. В марте 2012 года Бачина отметила, что «Бхагават-гита как она есть» переведена на десятки языков и считается самым популярным изложением священного индуистского текста «Бхагавад-гиты» за пределами Индии. В ходе судебного процесса кришнаиты пытались доказать, что ни книга, ни они сами не имеют никакого отношения к экстремизму. Бачина также отметила, что сами кришнаиты считают, что процесс направлен не столько против книги, сколько против них самих.

#### Франс Пресс
Информационное агентство «Франс Пресс» в статье «Россия останавливает попытку запрета священного индуистского текста» отметило, что российская прокуратура начала «агрессивную кампанию» за запрет «Бхагавад-гиты как она есть» в России. По мнению агентства, попытка запрета текста вызвана опасениями того, что кришнаиты могут представлять угрозу доминирующему положению Русской православной церкви в российских регионах. В статье также говорилось, что судебный процесс неожиданно поставил под угрозу традиционно дружественные отношения между Москвой и Нью-Дели.

#### New York Daily News
18 апреля 2012 года в блоге New York Daily News вышла статья обозревателя Александра Назаряна «Война России с религиозной литературой: если это не нравится Кремлю, то это „экстремизм“». Автор отметил, что баллотируясь на очередной президентский срок «главный кукловод» России Владимир Путин написал эссе, в котором изложил «своё видение умеренного мультикультурного общества, основанного на терпимости к различным верованиям и национальностям», некоего «подобия западной демократии». Однако, отметил Назарян, на практике это не работает. В качестве доказательства он привёл различные примеры запрета религиозной литературы, которую Кремль посчитал экстремистской. Наряду с конфискацией в Дагестане признанной экстремистской исламской богословской литературы и постоянными преследованиями Свидетелей Иеговы, Назарян прокомментировал судебный процесс над «Бхагавад-гитой как она есть». Обозреватель отметил, что в последнее время также и кришнаиты «испытали на себе силу кремлёвской нетерпимости». По его мнению, завершившийся в Томске «продолжительный и совершенно бессмысленный» судебный процесс был отчасти основан на «официальном отвращении» Кремля и РПЦ к кришнаитам. В этой связи Назарян отметил, что некоторые представители РПЦ дошли до того, что назвали индуистского бога Кришну «злым демоном, персонификацией сил ада, противостоящих Богу». Назарян делает вывод, что если Кремль в чём-то и является демократичным, то только «в своей предубеждённости».

#### Forbes
26 апреля 2012 года российское издание журнала Forbes опубликовало статью своего редактора Андрея Бабицкого. В публикации, озаглавленной «Свободе слова не нужны арбитры», Бабицкий назвал судебный процесс над «Бхагавад-гитой как она есть» одним из событий, которые «создают грустный информационный фон» и указывают, что «перемен в общественном и политическом устройстве России придется ждать ещё долго». Бабицкий поставил судебный процесс в Томске в один ряд с такими актуальными темами того периода, как принятие Санкт-петербургской городской думой закона, штрафующего за «пропаганду гомосексуализма», и судьбой девушек из Pussy Riot, «которых второй месяц держат в заключении за (в худшем случае) хулиганскую выходку, совершенную в храме, который, как выясняется, даже не принадлежит РПЦ». Бабицкий выразил мнение, что в отличие от таких российских реалий, как полицейский произвол, массовые фальсификации на выборах и коррупционная экономика государственных компаний, суд над «Бхагавад-гитой как она есть» и антигомосексуальный закон «не являются непосредственной виной высшей государственной власти». Бабицкий счёл очевидным, что региональные власти действуют не по приказу сверху, а это разрушает надежду на то, что смена власти в Москве сможет привести к немедленным улучшениям.

### Реакция общественных деятелей, правозащитников и правозащитных организаций

#### Освещение судебного процесса правозащитной организацией «Форум 18»
10 октября 2011 года международная правозащитная организация «Форум 18» опубликовала подробный отчёт о ходе судебного процесса. В отчёте судебный процесс, со ссылкой на мнение адвоката кришнаитов Михаила Фролова, был назван «самым значимым событием за всю историю движения [сознания Кришны] в России», а также было выражено опасение, что признание «Бхагавад-гиты» экстремистским материалом приведёт к объявлению ИСККОН в России экстремистским и последующему его запрещению. Отчёт «Форума 18» также привёл цитату религиоведа Кемеровского государственного университета Алексея Горбатова, одного из трёх назначенных судом специалистов для проведения новой экспертизы. На вопрос, является ли он специалистом по индуизму, Горбатов ответил: «Я — специалист-религиовед, но я не обязан быть специалистом по каждой религии».

#### Уполномоченная по правам человека в Томской области Нелли Кречетова
В октябре 2011 года за кришнаитов вступилась уполномоченная по правам человека в Томской области Нелли Кречетова. Назвав судебное разбирательство «абсурдом», она написала обращение к прокурору города с просьбой отозвать заявление. Выступая в эфире радио «Эхо Москвы», Кречетова отметила, что «эту книгу считают священной почти миллиард человек по всему миру, а в России книга свободно распространяется 20 лет». Кречетова также указала на то, что «каких-либо установленных случаев проявления экстремизма в связи с распространением книги не было» и что «возможный запрет книги нарушит конституционные права граждан на свободу совести и вероисповедания, поскольку „Общество сознания Кришны“ является официально зарегистрированной организацией». Кречетова назвала несостоятельной попытку признать экстремистским не весь текст, а только комментарии к нему, которые «являются неотъемлемой частью книги». 17 октября 2011 года в интервью «Пятому каналу» Кречетова высказала беспокойство, что за признанием книги экстремистской «последует признание экстремистской самой организации кришнаитов». Кречетова посчитала «„особенно неприятным“ то, что томская общественность выступает „пионером“ в таких сомнительных начинаниях» и высказала мнение, что «таким путём мы можем „прославить“ Томск не только в пределах России, но и всего мира». 12 декабря 2011 года на пресс-конференции для журналистов томских СМИ Кречетова отметила, что Россия может стать единственной страной в мире, где «Бхагавад-гита как она есть» признана экстремистской. Кречетова также заявила:
Дело не только в кришнаитах и в том, что я хочу их защитить… Есть конституционное право у людей, будь то православные, будь то католики, протестанты, мусульмане, будь то кришнаиты — у людей есть право, и оно называется свобода вероисповедования. И это право им дано не кем-то, а от рождения. Есть такие права, которые людям даны потому, что они люди… Нарушение этого права, я считаю — все, что происходит с кришнаитами.
24 февраля 2012 года, выступая на проходившей в Томске всероссийской научной конференции «Бхагавад-гита в истории и в современном обществе», Кречетова заявила, что судебный процесс по делу о «Бхагавад-гите как она есть» «нанёс серьезный репутационный ущерб Томску, который всегда славится толерантностью».
В апреле 2012 года официальный сайт Законодательной Думы Томской области опубликовал обзор наиболее активно обсуждаемых в блогосфере новостей. В обзоре, в частности, отмечалось, что
Очередное судебное оправдание «Бхагавад-Гиты» усилило онлайновые позиции Нелли Кречетовой. Пока в тексте «Гиты» продолжали искать экстремизм, омбудсмен призвала прекратить процесс. Под солидарное одобрение комментаторов, которые уже давно подозревают в экстремизме такие священные книги, как Устав караульной службы, который «вообще за людей никого не считает».

#### Блогер, журналист и интернет-бизнесмен Антон Носик

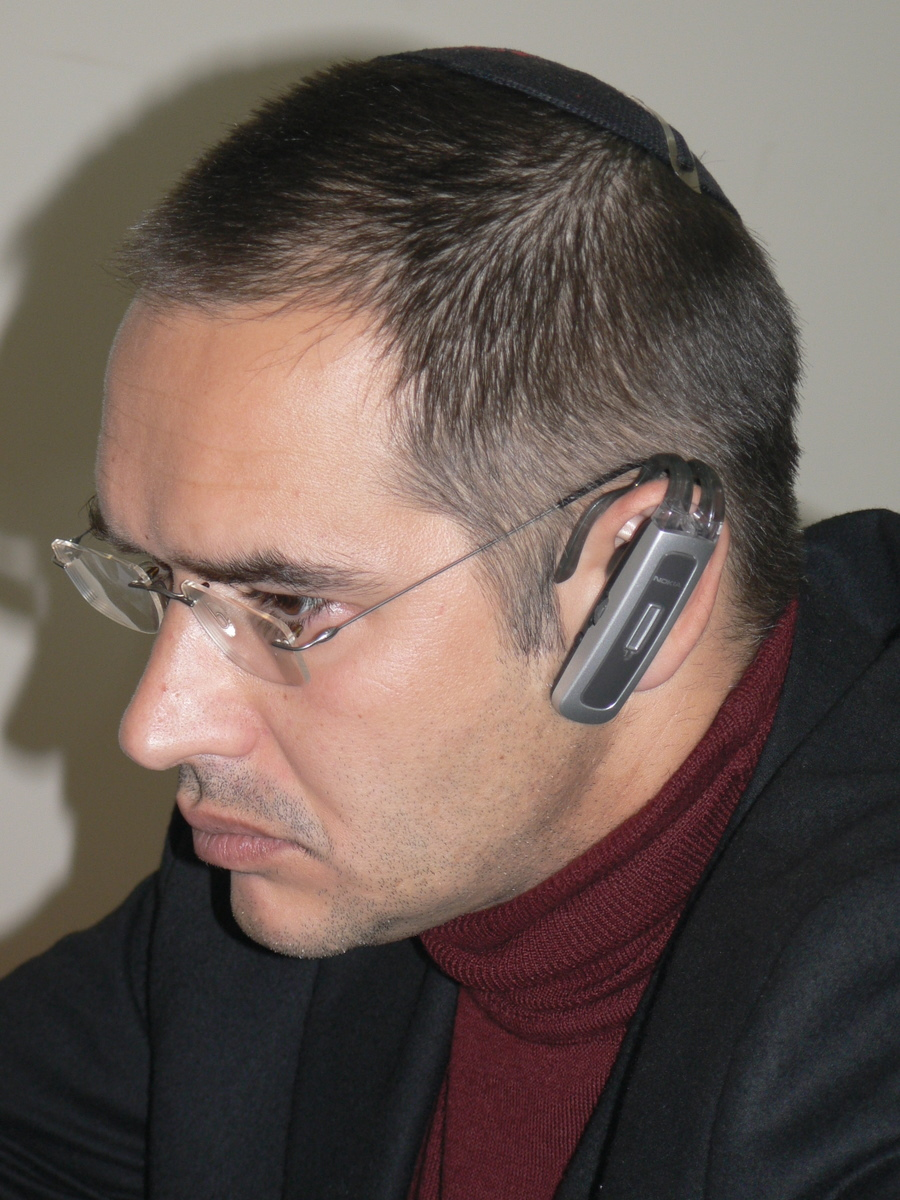
Антон Носик

28 декабря 2011 года известный блогер, журналист и интернет-бизнесмен Антон Носик посвятил теме суда над «Бхагавад-гитой» пост «Живом Журнале», озаглавленный «Томское судилище — мировой позор России». В тот же день пост был опубликован агентством «Росбалт». Носик похвалил томский суд за то, что тот «не так торопился скрепить своей печатью подготовленную в прокуратуре писульку, как судья Айзенберг из Комсомольска-на-Амуре, ранее запретившая в России YouTube, или сургутские коллеги, признавшие экстремистскими 29 сочинений Л. Рона Хаббарда за одно заседание» и отметил, что «судилище над комментарием к „Бхагавад-гите“ — безусловный позор для России и совершенно немыслимое событие в практике цивилизованной страны».
В своём посте Носик рассказал, как его знакомый сельский лавочник из Гоа задал ему вопрос о том, правда ли, что в России запретили «Бхагавад-гиту». Носик отметил, что лавочник вряд ли знает, кто в России президент и как называется её столица, но то, что Россия — страна, где пытались запретить «Бхагавад-гиту», он крепко запомнил. «Интересно, сознают ли господа Чайка и Бортников, как круто их подчиненные опозорили мою страну на весь мир с этим идиотским судилищем», — подытожил Носик. Носик также прокомментировал реакцию на суд российского МИДа, указав на отсутствие единодушия в рядах ведомства в данном вопросе:
Забавно, что даже в борделе г-на Лаврова в связи с судом над «Бхагавад-гитой» разрушилось традиционное единодушие в отстаивании любых творимых в России беззаконий, будь то убийство Магнитского или дербан «Евросети». Невежественные бляди со Смоленской площади, конечно, попытались вразумить индийское общество лукавой ложью, будто запрет касается лишь комментариев к священной книге индуизма, а не самой книги (это опровергается текстом так называемой «экспертизы», представленной в Ленинский райсуд, где заключение об экстремистском характере текста делалось на основании стихов из древней поэмы). Но даже посол России в Индии Александр Кадакин, принадлежащий к системе того же МИДа и проработавший на разных должностях в Нью-Дели больше 20 лет, осудил позорный томский процесс.

#### Правозащитник Павел Чиков
21 декабря 2011 года в интервью «Газете.Ru» глава Межрегиональной Ассоциации правозащитных организаций «АГОРА» Павел Чиков отметил, что после острой реакции на суд индийского правительства шансы на «оправдание» «Бхагавад-гиты» заметно выросли, ведь Индия не «сомнительный с репутационной точки зрения Иран, игнорировать позицию такой страны российские власти не могут». Чиков высказал мнение, что «самым вменяемым шагом было бы по-тихому отменить в кассации это решение, а томского прокурора, решившего срубить „палку“, и судью, с ним согласившегося, так же по-тихому отправить в самый захолустный район области. Дослуживать свой век в печали».
Чиков назвал методы борьбы с экстремизмом в России абсурдными и привёл в пример «дело трех геев, которых обвинили в попытке развала страны путём регистрации общественной организации» и признание экстремистской калужским судом карикатуры на Иисуса Христа. Чиков отметил, что это «дела одного порядка», но в случае с «Бхагавад-гитой» «явный бред правосудия наступил на мозоль полуторамиллиардной традиционно крайне дружественной России стране, которая при этом исправно покупает наше вооружение на многие миллиарды долларов».

#### Уполномоченный по правам человека в РФ Владимир Лукин

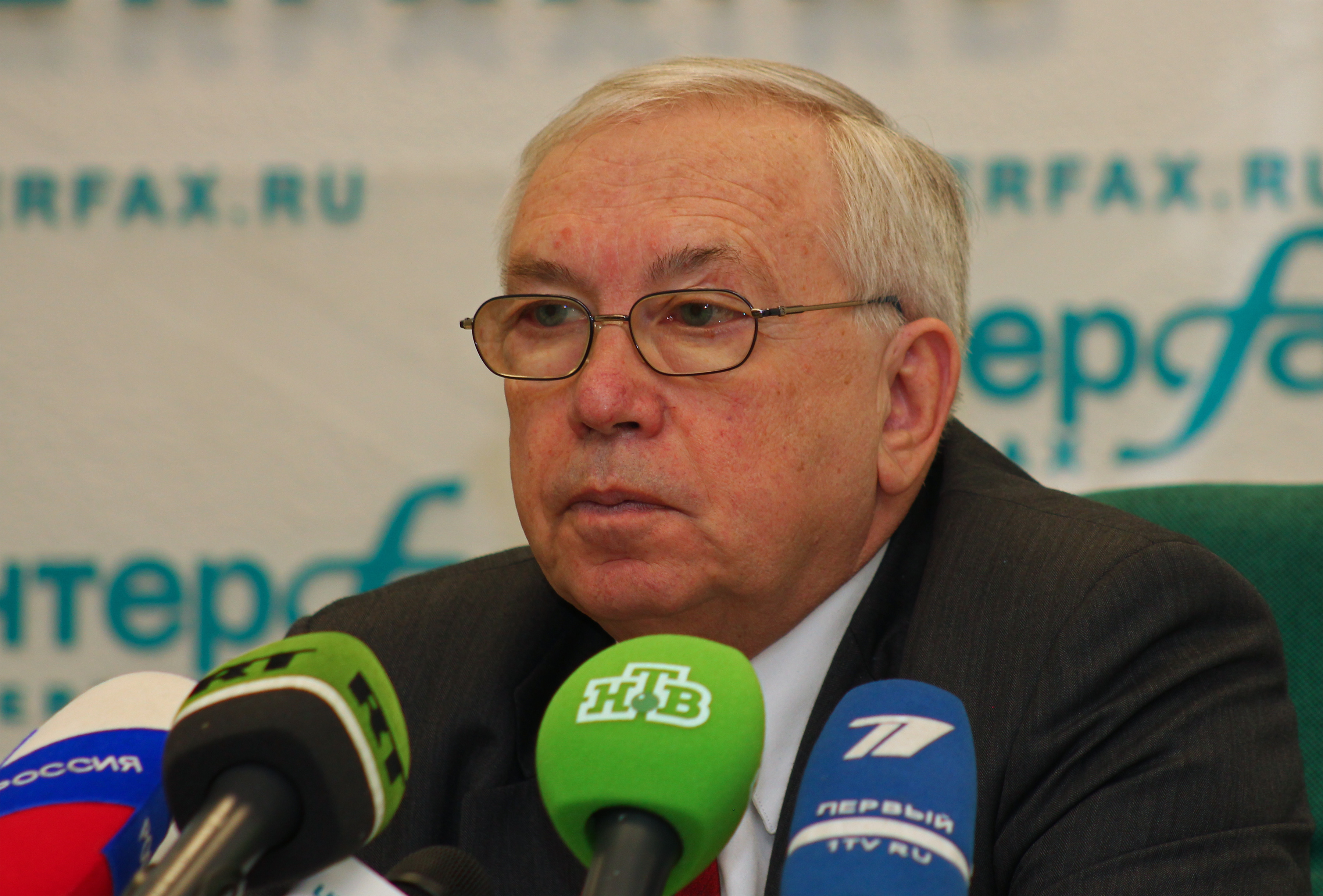
Владимир Лукин

В защиту прав кришнаитов выступил уполномоченный по правам человека в РФ Владимир Лукин. Он призвал извлечь урок из томской истории и предложил российским властям изменить антиэкстремистское законодательство, «устрожив» его таким образом, чтобы оно не позволяло подвергать священные религиозные книги обвинениям в экстремизме, которые «приводят к конфузам внутри страны и осложнениям за её пределами». В интервью «Интерфаксу» Лукин, в частности, сказал, что «борьба с терроризмом является борьбой с реальным террористическим планированием, созданием группировок, а не с трактовкой древних священных книг, к какой бы религии они ни относились». Лукин отметил, что «Бхагавад-гита как она есть» никогда ранее не подозревалась в экстремизме и высказал мнение, что предположения на экстремизм, когда они возникают, должны проверятся квалифицированными специалистами в этой области, как российскими, так и зарубежными. Томский судебный процесс Лукин назвал «крайне неприятной историей», не свидетельствующей о «большой мудрости томской прокуратуры и тех, кто инициировал её запрос». По словам омбудсмена, это один из тех случаев, когда «малограмотные и неумные» люди, не знающие истории и мировой культуры, берутся за анализ религиозных книг, которые являются неприкосновенными для верующих. При этом, занимающиеся этим люди не принимают во внимание исторические условия, в которых была создана книга. Это недопустимо, ведь при таком подходе можно перечеркнуть всю мировую литературу.
11 апреля 2012 года Владимир Лукин выступил в Томском государственном университете с презентацией своего ежегодного доклада о соблюдении прав человека в России. В ходе презентации Лукин затронул тему суда над «Бхагавад-гитой как она есть». По словам омбудсмена, «в Томске судили то, что судить было не надо». Судьбу книги должны были решать не судьи, а историки и богословы. Лукин уподобил судебные разбирательства над книгой кришнаитов попытке установить в судебном порядке подлинность «Слова о полку Игореве» и привёл слова Уинстона Черчилля, который в своё время сказал, что «глупость — это божий дар, им не надо злоупотреблять».

#### Глава отдела по религиозным и национальным вопросам в аппарате уполномоченного по правам человека РФ Михаил Одинцов
24 февраля 2012 года Михаил Одинцов во время визита в Томск прокомментировал судебный процесс над «Бхагавад-гитой как она есть». В беседе с журналистами он заявил, что считает преследование религиозных текстов недопустимым и отметил, что в России наметилась устойчивая тенденция преследования религиозной литературы со стороны правоохранительных органов с целью «найти в ней то, чего нет, а именно — призывы к разжиганию вражды и ненависти в связи с религиозными верованиями». По мнению Одницова, этот подход является порочным. Согласно Конституции, Россия является светским государством, поэтому необходимо соблюдать один из основных его принципов — отделение церкви от государства. Одинцов подчеркнул, что если не существует прямых фактов и доказательств совершения уголовных деяний, государство не имеет права вторгаться в деятельность религиозных организаций и в содержание религиозных текстов. Одинцов выразил мнение, что российское общество «в достаточной степени растревожено» судебным процессом над «Бхагавад-гитой как она есть» и рассказал, что в адрес уполномоченного по правам человека в РФ Владимира Лукина поступило множество обращений и жалоб «как от кришнаитов, так и экспертов и учёных». Одинцов также рассказал, что в связи с этой проблемой Владимир Лукин принимал посла Индии в России Аджая Малхотру и провёл с ним беседу.

#### Правозащитник Лев Пономарёв

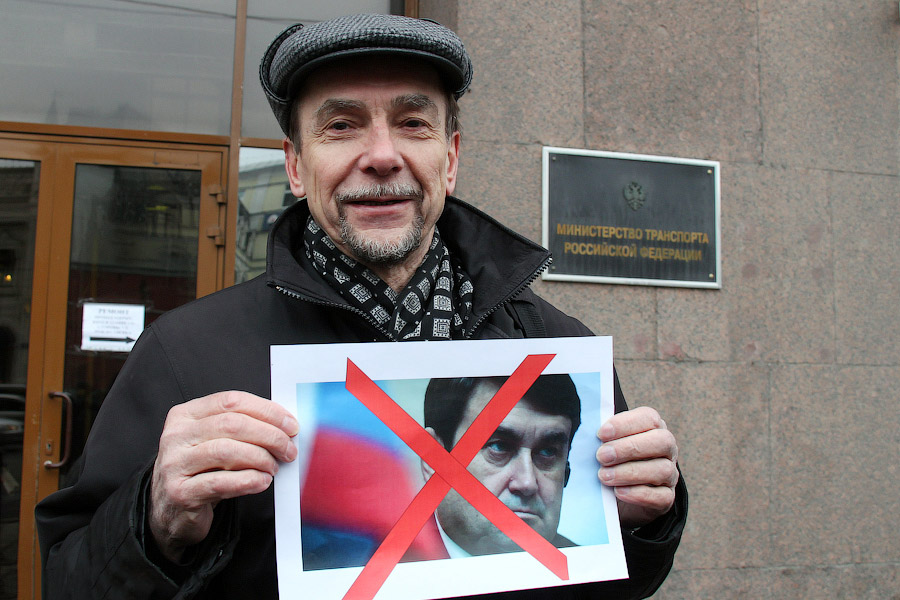
Лев Пономарёв

В интервью радио «Голос России», российский правозащитник Лев Пономарёв назвал томский судебный процесс «самой настоящей дискриминацией по религиозному признаку». По мнению Пономарёва, любое давление на кришнаитов или на любое другое не являющееся экстремистским религиозное течение «очень опасно для свободы совести», которая закреплена в Конституции России. Правозащитник отметил, что не важно, какое количество кришнаитов существует в России. Важно, чтобы любое, даже самое малочисленное религиозное течение, «не подвергалось давлению и гонениям со стороны государства».

#### Обсуждение закона «О противодействии экстремистской деятельности» в Общественной палате РФ
13 июня 2012 года в Общественной палате РФ прошли слушания, в ходе которых представители ряда российских конфессий и члены Общественной палаты подвергли жёсткой критике российское антиэкстремистское законодательство, прежде всего федеральный закон «О противодействии экстремистской деятельности». Участники слушаний потребовали изменить закон, приняв нормы, освобождающие от обвинений в экстремизме священные тексты зарегистрированных религиозных организаций. Участники пришли к выводу, что священные книги не должны рассматриваться районными судами на предмет выявления призывов к разжиганию религиозной розни — этим должны заниматься только верховные суды субъектов РФ. В ходе слушаний было решено обратиться в Институт философии РАН и Совет безопасности РФ. По мнению участников слушаний, философы должны заняться формулировкой определений для закона об экстремизме, а Совет безопасности — позаботиться о повышении уровня религиоведческого образования экспертов. Одним из основных предложений, выработанных участниками слушаний, было внесение в законы поправок, делающих невозможными исследование на предмет экстремизма священных текстов, составляющих основу вероучений.
В ходе слушаний директор информационно-аналитического центра «Сова» Александр Верховский указал на неопределённость действий правоохранителей — «непонятно, где конкретно начинается экстремизм. Не учитывается и степень опасности деяния. Закон охватывает и терроризм, и рисование гадостей на заборах». Верховский также выразил мнение, что список экстремистской литературы Министерства юстиции РФ не оправдал себя как механизм борьбы с экстремизмом. Верховский отметил, что религиозным текстам экспертиза необходима, но только там, где есть националистические и расистские призывы. При этом проводящий анализ текстов эксперт должен быть специалистом по религиозному течению, которому этот текст принадлежит.
Обозреватель издания «Коммерсантъ» Александр Черных отметил, что выдвинутые в ходе слушаний предложения могут «привести к пересмотру и даже отмене федерального списка экстремистских материалов». Черных напомнил, что юридическая неопределённость закона привела к многочисленным искам к религиозным организациям, в текстах которых правоохранительные органы нашли призывы к межрелигиозной и межнациональной розни. Судебный процесс над «Бхагавад-гитой как она есть» Черных назвал «наиболее громким скандалом», связанным с применением антиэкстремистского законодательства.

#### Признание суда «Маразмом года»
В июле 2012 года скандал вокруг «Бхагавад-гиты» получил премию «Бриллиантовая рука-2012» в номинации «Маразм года». Эта премия ежегодно присуждается «за реальные и виртуальные достижения в светской жизни Томска». На церемонии вручения было объявлено, что «именно благодаря этому событию Томск стал известен далеко за пределами России».

### Реакция и мнения российских учёных

#### Реакция и мнения томских учёных
Вскоре после начала суда, руководитель отделения международных отношений исторического факультета ТГУ, руководитель Центра стран Востока Савелий Вольфсон написал письмо в Ленинский районный суд, в котором выступил против попытки объявить религиозную литературу экстремистской и привлёк внимание к тому факту, что ТГУ осуществляет ряд совместных с индийскими университетами проектов. В своём письме Вольфсон попросил суд обратиться к специалистам по индуизму, которых нет в Томске. По утверждению Вольфсона, ему звонили руководитель Центра индийских исследований Института востоковедения РАН Татьяна Шаумян и ряд других специалистов по индуизму с просьбой к томичам «не делать ошибок и не ставить себя в очень неудобное положение», пытаясь «непрофессионально судить книгу». В результате Вольфсон получил предупреждение от прокуратуры, которая напомнила ему об уголовной ответственности за давление на суд.
Член экспертной группы ТГУ Сергей Аванесов (ранее подписавший заключение о наличии экстремизма в «Бхагавад-гите как она есть») отметил в интервью «РИА Новости», что на его взгляд в книге «прямого призыва к насильственным действиям не содержится» и что заключение, сделанное сотрудниками ТГУ, «не является достаточным основанием для того, чтобы весь текст объявить экстремистским». По словам Аванесова, в комментарии Бхактиведанты Свами Прабхупады «можно видеть уничижительное отношение к другим исповеданиям, инвективы в их адрес, утверждение о превосходстве собственного мировоззрения как истинного над всеми остальными. Но это не экстремизм, а обычная религиозная установка на истинность того учения, которое исповедуют представители этого учения. Может быть, эта установка выражена местами в резкой форме, но это не может быть названо экстремистскими призывами».
Заведующий кафедрой Истории древнего мира, средних веков и методологии истории ТГУ Олег Хазанов стал одним из инициаторов научно-практической конференции «Бхагавад-гита в истории и в современном обществе», проведённой в ТГУ 24 февраля 2012 года. В марте 2012 года в интервью радио «Свобода» Хазанов рассказал, что когда его студенты-первокурсники спрашивали, почему именно в Томске проходит судебный процесс над «Бхагавад-гитой», ведь Томск называют «сибирскими Афинами», он отшучивался, говоря, что и в Афинах когда-то казнили Сократа, а в Томске, возможно, решили создать аналогичный прецедент.
Комментируя судебный процесс Хазанов отметил: «несмотря на то, что в России не прецедентное право, в случае вынесения решения о признании книги экстремистской за ним могут последовать и другие аналогичные процессы. Закон об экстремизме довольно широко толкует это понятие, в связи с чем экстремизм можно найти в чём угодно. Точнее, во всем, что кому-то неугодно. Я думаю, что это очень плохо и очень опасно». В отношении «Бхагавад-гиты как она есть» Хазанов отметил, что книга состоит из двух частей: санскритского текста и комментариев Бхактиведанты Свами Прабхупады. Хотя сторона обвинения подчёркивает, что просит запрета не самой «Бхагавад-гиты», а только комментариев, отделить одно от другого невозможно, ведь любой текст, переведённый на иностранный язык, по сути является комментарием. Хазанов привёл в пример трудности, возникающие при переводе произведений Пушкина на английский язык, где «каждый казус тщательно изучают историки и филологи». Хазанов также отметил, что с течением времени значение текста меняется, и поэтому для понимания смысла требуется развёрнутый комментарий. «Бессчётное количество» комментариев на различные священные тексты — традиционное явление в индуизме. Комментарий Прабхупады представляет собой одно из множества толкований в новых условиях «изначальных смыслов», содержащихся в «Бхагавад-гите».
Хазанов также отметил, что священные тексты других религий часто носят даже более резкий характер, чем тексты индуистские. Учёный подчеркнул важность понимания исторического контекста, в котором был написан текст, ведь «древние тексты создавались не в условиях нашей политкорректности» и содержат высказывания, которые сегодня могут быть восприняты как экстремистские. Согласно Хазанову, различные конфессии ясно понимают, что в современном мире, буквально реализовать многие положения священных текстов просто невозможно. Именно поэтому ключевую роль играют комментарии, в которых объясняется, как «в новых условиях можно осмысливать древние заповеди». По мнению Хазанова, в случае проявления экстремизма со стороны каких-то отдельных кришнаитов, прокуратуре следует предъявлять претензии именно к этим верующим, а не к книге.
Профессор философии из Сибирского государственного медицинского университета Николай Карпицкий присутствовал на судебных заседаниях в качестве консультанта и подробно освещал весь ход процесса в своём «Живом Журнале». Карпицкий также принял участие во всероссийской научно-практической конференции «Бхагавад-гита в истории и в современном обществе» (состоявшейся в Томском государственном университете 24 февраля 2012 года) и в круглом столе «Социальное и правовое значение суда о признании книги „Бхагавад-гита как она есть“ экстремистским материалом» (прошедшем 25 февраля 2012 года в Томском экономико-юридическом институте).
В декабре 2011 года Карпицкий в интервью томскому телеканалу «ТВ2» высказал мнение, что на суде выясняется вовсе не то — экстремистской ли является книга, а «другой вопрос: можно ли по формальным процедурным признакам попытаться отнести явно миролюбивую книгу под расширительное толкование закона об экстремизме». Комментируя итоги судебного процесса, Карпицкий отметил на страницах «Живого Журнала», что за всё время суда прокуратуре не удалось найти ни одного томского учёного, который согласился бы выступить на стороне обвинения на судебном заседании. Указав на тот факт, что суд проходил на фоне безразличия большинства томского академического сообщества, Карпицкий выразил мнение, что «в истории науки займет своё место только небольшое и наиболее продвинутое меньшинство» и что благодаря судебному процессу прояснилось, «кто именно способен поступать как настоящий ученый, а кто только симулирует ученого». По словам Карпицкого, в этом заключается положительный результат судебного процесса над «Бхагавад-гитой как она есть».

#### Мнение религиоведа Бориса Фаликова
11 ноября 2011 года в газете «Московские новости» вышла статья религиоведа и публициста Бориса Фаликова «Гита и бита». Отвечая на вопрос, как «Бхагавад-гита» стала предметом судебного разбирательства, Фаликов высказал мнение, что инициировавшие процесс прокуратура и ФСБ «бдят интересы» Русской православной церкви, обеспокоенной, «как бы секта не увлекла в свои сети бедных томичей». Фаликов пишет, что самый простой для РПЦ способ решить проблему — запретить деятельность кришнаитов, признав их литературу в судебном порядке экстремистской.
Фаликов отмечает, что перевод Прабхупады «не блещет литературными достоинствами», но и не претендует на это. Прабхупада преследовал другую цель — перевести и прокомментировать священный текст в духе традиции гаудия-вайшнавизма. Хотя Прабхупада написал «Бхагавад-гиту как она есть» для современной аудитории, он не подстраивался под неё, а «врачевал нравы». Фаликов отмечает, что «местами его обличения звучат грубовато», но такой стиль характерен для многих современных «харизматических проповедников традиционалистского толка», которые стремятся «встряхнуть грешников, погрязших в неверии». Фаликов также отмечает, что «сравнивая неверующих людей с собаками, свиньями и верблюдами, Прабхупада следует букве самих священных текстов» и что такие же нелицеприятные сравнения можно найти в текстах других религиозных традиций. Далее Фаликов пишет, что для правильного понимания священных текстов главным является «понимание контекста, в котором звучит то или иное речение», ведь без понимания контекста «человеконенавистнические цитаты» можно найти в любых священных текстах, в том числе и в Новом Завете. В подтверждение своих слов Фаликов приводит цитату из Евангелия от Матфея — «Ибо я пришел разделить человека с отцом его, и дочь с матерью её, и невестку со свекровью её. И враги человека домашние его» — из которой можно сделать вывод, что «Иисус Христос призывает к разрушению семьи».
Фаликов делает вывод, что данный судебный процесс свидетельствует о низком культурном уровне сотрудников силовых ведомств, который проявляется в попытках искоренить экстремизм там, где его никогда не было. Ещё более опасной Фаликов называет «имитацию правосудия», сопровождаемую «имитацией экспертной деятельности», для осуществления которой «в интеллигентской среде изыскиваются люди не только малограмотные, но и не обремененные „моральными предрассудками“. Эта гремучая смесь и позволяет им обвинить в экстремизме памятник мировой литературы или помочь засадить на долгие годы невинного человека».
Борис Фаликов снова высказался по этой теме 18 января 2012 года в интервью «Независимой газете». Он отметил, что Прабхупада написал свои комментарии в русле традиции гаудия-вайшнавизма, к которой он принадлежит, «с поправками на современную реальность». При этом Фаликов высказал мнение, что именно те места комментариев, которые «звучат грубовато», находятся ближе к традиции. В том же интервью Фаликов высказал своё мнение о роли и месте ИСККОН в современном индуизме. Фаликов отметил, что Прабхупада взялся выполнить непростую задачу, которую никто раньше не ставил перед собой — «перенести индуизм на Запад во всей его совокупности». Другие индийские гуру переносили только философию и йогу, и не предпринимали попыток перенести социальный уклад (варнашрама-дхарма). В результате того, что Прабхупада обращал своих западных последователей, ИСККОН оказался в центре споров о том, можно ли считать настоящим индуистом того, кто обращён в индуизм.
30 января 2012 года «Газета.Ru» опубликовала статью Фаликова «Средневековый тандем», в которой религиовед отметил, что российские сектоборцы работают в дружном тандеме с правоохранительными органами. По мнению Фаликова, этот «дружный союз отечественных борцов с сектами и стражей закона» является противозаконным и приводит к утрате Россией международной репутации. Развивая эту тему Фаликов пишет, что члены этого тандема «понимают друг друга с полуслова». Причина этого кроется «не в сговоре или, как это нынче называют, заказе», а в одинаковом образе мышления. И теми, и другими «движет страх перед чужим и непонятным, а потому опасным», в результате чего кришнаитов и последователей других, нетрадиционных для России течений, пренебрежительно называют сектантами и «подозревают во всех грехах без разбора. И в том, что толкают к духовной погибели, и в том, что мошенники, и в том, что шпионы, и в том, что экстремисты. Ничто так не роднит, как совместная паранойя». В результате, утверждает Фаликов, на свет появляется «диковинный аналог средневековой инквизиции, когда чужую веру числят непростительным преступлением». В качестве примера «дружной работы тандема сектоборцев и силовиков» Фаликов приводит судебный процесс над «Бхагавад-гитой», когда «выяснилось, что поборники ахимсы (ненасилия) кришнаиты — это опаснейшие экстремисты, а комментарии их покойного лидера к Бхагавад-гите сеют межрелигиозную рознь». В заключении своей статьи, Фаликов отмечает: «неудивительно, что судебные дела, вышедшие из недр такого мышления, не могут пройти международной экспертизы и сталкиваются с противодействием Страсбурга. Они бы не прошли экспертизы любой независимой судебной инстанции, будь она в наличии в России».

#### Реакция и мнения научных сотрудников Центра индийских исследований Института востоковедения РАН
Индолог Ирина Глушкова назвала томский судебный процесс «беспрецедентным», отметив, что на всех его этапах кришнаиты получали поддержку общественности и учёных. 24-25 февраля Глушкова посетила Томск, где приняла участие во всероссийской научной конференции «Бхагавад-гита в истории и в современном обществе» и выступила на пресс-конференции в «Интерфаксе». Глушкова заявила о недопустимости рассматривать «Бхагавад-гиту как она есть» с точки зрения Уголовного кодекса, отметив, что этот текст — неразрывная часть древнеиндийского религиозно-философского трактата «Бхагавад-гита», комментированные издания которого являются нормой в индуизме. Глушкова разъяснила, что индуизм «совершенно по-иному организован, чем христианство или ислам». Как религия он существует во множестве направлений и течений, каждое из которых опирается на свои священные тексты и на свои собственные комментарии к какому-то священному писанию. Согласно Глушковой, сакральный текст отличается от профанного своей непрозрачностью и поэтому нуждается в комментариях, с помощью которых «каждое новое поколение, каждое новое направление» извлекает из священного текста свой смысл. Глушкова отметила, что «Бхагавад-гита» «сама по себе существует только как литературный памятник, а как сакральный текст она существует только в рамках комментариев» и что «Бхагавад-гита как она есть» подобна любому другому индуистскому комментарию на «Бхагавад-гиту» или другой священный текст, это вполне естественно для индуизма, и «другого индуизма, что бы кто ни говорил — Дворкин или томская прокуратура — не существует». Заявления А. Л. Дворкина и других православных деятелей о том, что кришнаиты не имеют никакого отношения к «традиционному индуизму», Глушкова сочла некорректными, отметив, что такое понятие как «традиционный индуизм» вообще отсутствует, потому что «традиции в разных частях Индии разные и основываются на разных текстах».
13 марта 2012 года интернет-издание «Ежедневный журнал» опубликовало статью Ирины Глушковой, озаглавленную «Томск как Курукшетра». В этой публикации, Глушкова назвала томский судебный процесс «судом над индуизмом» и уподобила российскую прокуратуру британским колонизаторам в Индии. Британские власти, однако, со временем «помудрели, начали учить индийские языки, переводить тексты, описывать ритуалы и, наконец, ввели индуизм в качестве предмета в университетские курсы», тогда как российские правоохранительные органы даже не предпринимают попыток понять преследуемую ими индуистскую религию. Согласно Глушковой, прокуратура, игнорируя мнение и труды учёных-специалистов, самостоятельно определяет, «что является индуизмом, а что нет, руководствуясь при этом вненаучными соображениями людей, далеких от индологии и религиоведения и агрессивно насаждающих духовное единообразие».
Сравнив прокуратуру и кришнаитов с двумя соперничающими кланами «Махабхараты» — «плохими» Кауравами и «хорошими» Пандавами — Глушкова отметила, что вряд ли «искромётная фантазия» автора «Махабхараты» Вьясы «могла допустить, что настанут времена, когда Курукшетра переместится значительно севернее и обнаружится в милом российском наукограде со старейшим в Сибири университетом». Глушкова также отметила, что «Бхагавад-гиту» нельзя рассматривать вне индуистской комментаторской традиции, в которой из столетия в столетие мыслители различных философско-религиозных направлений по-своему толкуют «каждую строку из сложного и непрозрачного сочинения» и излагают свои взгляды. Каждое новое поколение мыслителей продолжает эту полемику, интерпретируя комментарии своих предшественников и создавая новые. Именно так «складывалось и складывается неоднородное ритуально-теологическое пространство индуизма». В XX веке Бхактиведанта Свами Прабхупада, следуя этой традиции, создал свой комментарий и основал Международное общество сознания Кришны.
Заведующая сектором истории и культуры Центра индийских исследований Института востоковедения РАН Евгения Ванина нашла парадоксальным суд над «Бхагавад-гитой как она есть» в светской демократической России. Она указала на тот факт, что «Бхагавад-гита» впервые была переведена на русский язык в 1788 году в православной Российской империи, где никому не пришло в голову судить книгу и её переводчиков. Ванина также указала на ущербность подхода экспертов, просто просеявших религиозный текст на наличие «негативных» слов («глупец», «враг», «демон», «убить» и т. д.) и на основании этого пришедших к выводу о его экстремизме. Ванина также указала на важность понимания исторического контекста, в котором создавалось произведение, иначе экстремистскими можно признать и греческие мифы, где дети убивают своих отцов и матерей.
Старший научный сотрудник Центра индийских исследований, историк Валерий Кашин отметил, что «Бхагавад-гита» является одним из важнейших священных писаний индуизма, запрещать которое было бы «по меньшей мере странно». Однако, в России «Бхагавад-гита» распространяется и известна широкой публике в виде «Бхагавад-гиты как она есть», представляющей собой перевод с английского на русский, выполненный и изданный кришнаитами. Так как другие переводы «Бхагавад-гиты» на русский язык известны только специалистам, русскоязычные читатели часто пользуются именно кришнаитским изданием священного текста, частью которого является комментарий, вызывающий много споров в России, в особенности среди людей, недовольных деятельностью кришнаитов в регионах, в частности в Сибири.

#### Ведущий научный сотрудник Института философии РАН Татьяна Любимова
24 января 2012 года на пресс-конференции в Томске судебный процесс над «Бхагавад-гитой как она есть» прокомментировала доктор философских наук, ведущий научный сотрудник Института философии РАН Татьяна Любимова. Предъявление уголовных требований к «памятнику многотысячелетней культуры» она назвала «неадекватным подходом» и странным событием, которое «скорее говорит о нашей ситуации, чем о самом памятнике». По её мнению судебное преследование этого священного текста было попыткой «идеологизировать то, что не является идеологическим». Любимова также отметила, что «претензии [прокуратуры] совершенно необоснованны. … Это памятник мировой величины и значимости наравне с Библией, Кораном… Любой памятник интерпретируется, приспосабливается для того уровня, который человек способен понять, усвоить. Памятник, тем более священный, нельзя считать экстремистским».

#### Письмо индолога Сергея Серебряного в редакцию Lenta.ru
Журналисты, освещавшие томский судебный процесс, приводили отзыв о «Бхагавад-гите как она есть» индолога С. Д. Серебряного, который в 1999 году в одной из своих публикаций охарактеризовал книгу как «сектантскую» и заслуживающую быть названной «Бхагавад-гита, какой бы она лучше никогда не была». Это побудило Серебряного обратиться в Lenta.ru с разъяснением своей позиции по «Бхагавад-гите как она есть» и по судебному процессу над ней. Серебряный отметил, что «чувствует неловкость», когда журналисты приводят его мнение о «Бхагавад-гите как она есть», вырывая цитату из «контекста статьи и контекста книги» в которой она изначально появилась. Серебряный отметил, что в таком виде цитата звучит слишком резко и может быть неверно истолкована и использована людьми, желающими объявить «Бхагавад-гиту как она есть» экстремистской. Серебряный уточнил, что это прежде всего касается слова «сектантский». Индуизм весь состоит из «сект», ведь термин «секта» используется в индологической науке для обозначения различных направлений внутри индуизма. Серебряный высказал мнение, что Бхактиведанта Свами Прабхупада в свой перевод и комментарий к «Бхагавад-гите» привнёс «слишком много» идей, унаследованных им от «вполне уважаемой» индуистской традиции гаудия-вайшнавизма, которую он «успешно „экспортировал“ в Америку, откуда она распространилась по всему миру, включая Россию…». Размышляя о причинах томского процесса, Серебряный нашёл очевидным, что «в сегодняшней России РПЦ, которая хотела бы монопольно владеть умами людей, видит в последователях Прабхупады „конкурирующую организацию“» и отметил, что «в этом, наверное, и кроется главная причина позорного процесса в Томске».
В отношении «экстремизма», Серебряный высказал мнение, что российские суды склонны толковать этот термин очень широко, с целью объявлять «экстремистским» всё, что неугодно церковному или светскому начальству. Серебряный указал на правоту представителя защиты в томском процессе, который заметил на суде, что «при желании можно было бы навесить ярлык „экстремизма“ на Новый Завет», где Иисус Христос сказал: «Не думайте, что я пришел принести мир на землю; не мир пришел я принести, но меч» (Евангелие от Матфея 10:34). Серебряный также заметил, что знаком с некоторыми из российских кришнаитов, иногда с ними дискутирует, но считает, что «они имеют такое же право на свободу совести и вероисповедания, как и приверженцы других конфессий, соблюдающих законы Российской Федерации».

#### Религиовед и публицист Роман Лункин
Выступая на круглом столе в Институте Европы РАН в феврале 2012 года, религиовед и публицист Роман Лункин призвал «обратить внимание представителей власти на целый ряд целенаправленных и лишенных элементарного здравого смысла кампаний по дискриминации верующих и отдельных религиозных движений, которые подрывают доверие верующих к власти, и наносят урон репутации страны и превращают религиозную политику в орудие борьбы с верой и верующими». К такого рода кампаниям Лункин отнёс попытку признания «Бхагавад-гиты как она есть» экстремистской, а также нападки на пятидесятников и Свидетелей Иеговы. Лункин отметил, что «экспертизы и решения по этим делам вдохновлены последователями Дворкина, не выдерживают никакой критики с точки зрения логики и тем более науки, и наносят большой урон государственной политике в сфере религии».
В мае 2012 года Лункин отметил, что прокуратура не является специалистом в области индуизма и подчеркнул, что процесс над священной книгой кришнаитов должен быть прекращён. По мнению Лункина, судебный процесс над «Бхагавад-гитой как она есть» был абсурдным. В ходе суда представители прокуратуры и судьи пытались разобраться в сложных образных текстах, никогда не использовавшихся для разжигания розни или вражды. Лункин счёл справедливым мнение экспертов о том, что таким образом экстремистской можно признать Библию и Коран. Лункин отметил, что преследование индуистской литературы было основано на обвинениях православных сектоборцев, чья критика была взята на вооружение правоохранительными органами и принята ими как абсолютная истина, что «недопустимо в правовом демократическом обществе». Лункин назвал томский судебный процесс частью кампании, направленной на дискредитацию ИСККОН в России и отметил, что на это последовала «реакция мирового сообщества, правительства Индии, российских религиоведов, социологов, исследователей индуизма, выступивших против безответственных и оскорбительных выступлений борцов с „сектами“ во главе с Александром Дворкиным».

#### Профессор МГИМО Андрей Зубов

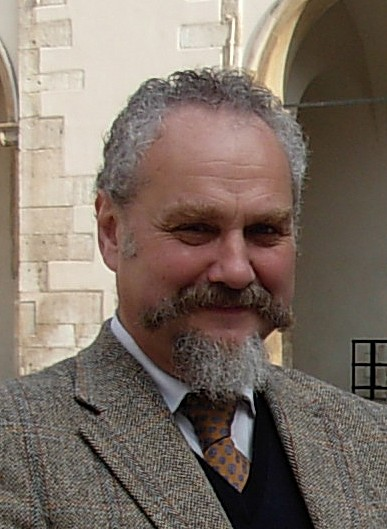
Андрей Зубов

По мнению профессора МГИМО Андрея Зубова экстремистские элементы в тексте «Бхагавад-гиты как она есть» отсутствуют. Зубов отметил, что комментарий Прабхупады к «Бхагавад-гите» является сугубо религиозным комментарием, который за более чем пятьдесят лет своего существования «нигде не вызывал каких-то экстремистских выплесков». Напротив, кришнаитов принято считать «весьма миролюбивым сообществом» и поэтому «нет никаких причин обвинять перевод, сделанный Свами Прабхупадой, в каком-то намеренном искажении текста, ведущим к экстремизму». Зубов также отметил, что «сильные образы, оскорбляющие тонкое ухо» можно найти не только в «Бхагавад-гите» и в комментариях к ней Прабхупады, но и в Библии, ведь это черта, которая свойственна практически всем религиозным системам.

#### Религиовед Сергей Иваненко
Религиовед Сергей Иваненко назвал судебный процесс в Томске одним из ярких примеров, подтверждающих верность слов апостола Павла из «Послания к Галатам»: «Не обманывайтесь, Бог поругаем не бывает. Что посеет человек, то и пожнёт». В понимании Иваненко, это высказывание апостола означает, что человек, оскорбляющий Бога, обязательно проиграет. При этом «Бог всегда находит возможность преподать урок и своим противникам, и преданным Ему людям, использовать попытки „поругания“ для того, чтобы показать Свою святость, славу и могущество». По мнению Иваненко, беспрецедентный судебный процесс над «Бхагавад-гитой как она есть» оказался своеобразным «подарком», преподнесённым кришнаитам российскими сектоборцами и борцами со свободой религии. По словам религиоведа, вопреки расчётам противников кришнаитов, процесс стал триумфом ИСККОН и автора «Бхагавад-гиты как она есть» Прабхупады.

#### Открытое письмо российских учёных Д. А. Медведеву и В. В. Путину
12 марта 2012 года, в связи с судебным процессом над «Бхагавад-гитой как она есть» группа учёных из ведущих научных организаций и вузов России обратилась с открытым письмом к Дмитрию Медведеву и Владимиру Путину. Копии обращения были направлены в Генеральную прокуратуру РФ, Министерство юстиции РФ, в Общественную палату РФ, уполномоченному по правам человека в РФ Владимиру Лукину и ряду российских СМИ. В письме учёные призвали президента и премьер-министра взять под личный контроль этот «беспрецедентный случай» суда над «священным текстом одного из направлений индуизма». Учёные указали, что «Бхагавад-гита как она есть» была создана в русле комментаторской традиции бенгальского вайшнавизма, «одной из самых популярных ветвей индуизма» и не содержит признаков экстремизма. В обращении указывалось, что намерение прокуратуры доказать экстремистский характер только комментариев, а не самой «Бхагавад-гиты», противоречит традициям индуизма, поскольку не учитывает того обстоятельства, что религиозный комментарий в индуизме образует с комментируемым текстом единое целое. Книга «Бхагавад-гита как она есть», по мнению авторов обращения, «представляет собой аутентичный элемент подлинного индуизма и достойна уважительного подхода к себе со стороны как представителей культурного социума, так и других конфессий».
В обращении также говорилось, что судебный процесс над «Бхагавад-гитой как она есть» наносит значительный ущерб репутации российской науки и культуры, дискредитирует страну в глазах цивилизованного мира и усложняет российско-индийские отношения. Дальнейшее продолжение процесса над священной книгой кришнаитов учёные назвали противоречащим духу закона и свободы, демократическим ценностям, а также наносящим «непоправимый урон репутации России как образованной, культурной и толерантной державы».
Подписи под письмом поставили 18 учёных, в том числе академик РАН, директор Института философии РАН Абдусалам Гусейнов, руководитель Центра восточной философии Института философии РАН Мариэтта Степанянц, заведующий сектором истории антропологических учений Института философии РАН Павел Гуревич, главный научный сотрудник Института философии РАН Виктория Лысенко, руководитель Центра индийских исследований Института востоковедения РАН Татьяна Шаумян, ведущий научный сотрудник Института философии РАН Татьяна Любимова, заслуженный профессор МГУ имени М. В. Ломоносова Игорь Кантеров, ведущий научный сотрудник Центра индийских исследований Института востоковедения РАН Ирина Глушкова, заведующая сектором истории и культуры Центра индийских исследований Института востоковедения РАН Евгения Ванина, религиовед Екатерина Элбакян, доцент кафедры индийской филологии Института стран Азии и Африки МГУ имени М. В. Ломоносова Александр Дубянский, религиовед и культуролог Николай Шабуров, религиовед Борис Фаликов.

### Мнения индийских учёных
Видный индийский специалист по российской истории Мадхаван Палат выразил мнение, что суд над «Бхагавад-гитой как она есть» отражает постсоветские тревоги. Современная Россия «сама не знает, куда идёт». Во многих регионах сокращается население и в то же время происходит наплыв китайцев и мигрантов из других стран. По сравнению с другими европейскими нациями, русские более изолированы и монохромны. По мнению Палата, крупные проблемы в России решить не удаётся и «идёт борьба по мелочам». Одним из эпизодов этой борьбы учёный считает судебный процесс в Томске, который свидетельствует о потере русскими уверенности в себе и показывает «страх того, что кто-то может быть обращён в иную веру».
Амит Кумар Шарма, ассоциированный профессор социологии Университета имени Джавахарлала Неру, отметил, что будучи либеральным демократом, является противником запрета любой литературы. По мнению Шармы, попытка запрета священной книги указывает на «глубокий кризис идентичности в российском обществе, где „Бхагавад-гита“ воспринимается как угроза идентичности религиозного большинства». Шарма также отметил, что всеиндийская любовь к «Бхагавад-гите» объединила в деле протеста представителей всех политических партий.
Профессор русской литературы Делийского университета Абхай Маурья отметил, что судя по реакции на судебный процесс в России, россияне не имеют ничего против «Бхагавад-гиты» и не хотят её запрета. По наблюдениям Маурьи, суд над «Бхагавад-гитой» привёл российское общество в замешательство и вызвал волну осуждения в российских СМИ. Подобно ряду других обозревателей, Маурья назвал основной причиной судебного процесса сложные отношения между томскими кришнаитами и местной епархией РПЦ. Прокурора Виктора Федотова Маурья охарактеризовал как «местного антикришнаитского активиста», действующего «по наущению местных православных деятелей». Учёный отметил, что прокурор не предлагает запретить «Бхагавад-гиту» как таковую, а лишь один из её переводов с комментариями Бхактиведанты Свами Прабхупады. Это, однако, ничего не меняет, ведь версия Прабхупады «также содержит полный текст „Бхагавад-гиты“». Маурья отметил, что Федотов прибег ко лжи, указав, что его заявление было основано на официальном экспертном заключении Томского университета, в то время как на самом деле «так называемые эксперты» провели экспертизу в частном порядке.
В марте 2012 года интернет-издание Lenta.ru провело онлайн пресс-конференцию с директором Всеиндийской ассоциации санскритологов, профессором санскрита Бенаресского индуистского университета Рамакантом Пандея. Рамакант Пандея ответил на ряд вопросов посетителей сайта Lenta.ru, касающихся судебного процесса над «Бхагавад-гитой как она есть». Учёный отметил, что «в индуистской традиции было создано множество комментариев, принадлежащих разным философским школам (дуалистским, монистским и так далее) и человек привлекается тем или иным толкованием в силу своих духовных склонностей. Если один комментарий непонятен или непривлекателен для него, то нужно обратиться к другому, но не налагать запрет, потому что тогда не будет возможности сравнивать и анализировать».
Пандея счёл нелепым, что «вопросы индуистской религии и толкования такого монументального священного писания, как „Гита“, решает судебная палата в стране, столь мало сведущей в особенностях индийской культуры» и предположил, что «для Томского суда было бы разумнее предоставить это обсуждение специалистам в России и Индии». Пандея выразил надежду на благоприятный исход судебного процесса, ведь в индуизме принято считать, что «дхарме сопутствует победа», истина в конечном счёте побеждает, а все препятствия оборачиваются во благо. Пандея отметил, что в любом случае в результате этого судебного разбирательства россияне больше узнали об индийской культуре и индуизме. Пандея также отметил, что Прабхупада написал свой комментарий, следуя индуистской традиции составления комментариев. Так, он опирался на более ранний авторитетный санскритский комментарий XVII века «Гита-бхушана» и использовал множество цитат и примеров из «Бхагавата-пураны» и других Пуран. В этой связи Пандея отметил, что значительное влияние на переводчика или комментатора оказывает культурно-исторический контекст, в котором тот работает. Он также призвал принять во внимание тот факт, что индуизм состоит из множества школ и направлений, именуемых сампрадая. В каждой из сампрадай с древних пор существует традиция комментариев на «Бхагавад-гиту», а также своя доктрина, своё толкование этого священного текста. Все традиционные комментарии написаны в согласии с учением той или иной сампрадаи. Прабхупада, будучи последователем гаудия-вайшнава-сампрадаи, даёт толкование в ключе этой сампрадаи, больше всего описывая тот аспект истины, который он более всего изучил. В заключении Пандея добавил, что изучил перевод Прабхупады и пришёл к выводу, что подход основателя ИСККОН к переводу этого текста был «скрупулёзным» и что «Бхагавад-гита как она есть» «отвечала традиции индуизма».

### Мнения представителей Международного общества сознания Кришны

#### Представители защиты Александр Шахов и Михаил Фролов
Юрист кришнаитов Михаил Фролов отметил, что закон в определении понятия «экстремизм» неоднозначен и при избирательном правоприменении «экстремистским» можно назвать что угодно: «Любой комплимент может быть оценен как пропаганда превосходства. Любая критика, любая негативная оценка, сатира может быть оценена как пропаганда неполноценности».
Юрист и правозащитник Александр Шахов (практикующий кришнаит и бывший первый заместитель руководителя Дальневосточного управления на транспорте Следственного комитета при Прокуратуре РФ) высказал мнение, что прокуратура будет последовательна в своих действиях и в случае запрета «Бхагават-гиты как она есть» начнёт добиваться ликвидации ИСККОН. Шахов отметил, что именно по такому сценарию правоохранительные органы действовали в случае со свидетелями Иеговы. В интервью радио «Свобода» Шахов назвал это попыткой установления в России «идеологического тоталитаризма»: «одна нация, одна страна, одна религия». В интервью «РИА Новости» Шахов заявил, что из всех переводов «Бхагавад-гиты» на русский язык, только перевод Бхактиведанты Свами Прабхупады сделан «прямым последователем индуизма». Александр Шахов также сказал, что если в среде кришнаитов и были какие-то преступления (за которые можно было бы считать некоторых кришнаитов экстремистами), то совершены они были случайными (сумасшедшими) людьми, не следовавшими этике ИСККОН.

#### Руководитель Отдела по связям с общественностью Юрий Плешаков
Руководитель Отдела по связям с общественностью ИСККОН в России Юрий Плешаков назвал судебной процесс «беспрецедентным» и «абсурдным», начатым «по нелепому заявлению прокурора Томска» с целью признать «это известное во всем мире священное писание „экстремистским“». Указывая на количество последователей индуизма в мире, для которых «Бхагавад-гита» является священной, Плешаков счёл «опасным» то, что в результате признания книги экстремистской, экстремистами могли быть также признаны «миллиард жителей земли». По мнению Плешакова, попытка запретить книгу могла стать первым шагом к полному запрету ИСККОН в России. В интервью газете «Известия» Плешаков заявил, что за запретом книги последовали бы обвинения в распространении экстремистских материалов, а затем и запрет самой религиозной организации кришнаитов. Плешаков также высказал мнение, что «проблема заключается, прежде всего, в неправильном использовании закона о борьбе с экстремизмом», который «используется для поиска врагов там, где их нет и быть не может».

#### Председатель совета российского ИСККОН Радха Дамодар
В интервью «Газете.Ru» председатель совета российского ИСККОН Радха Дамодар (Сергей Зуев) пожелал томской прокуратуре «признать свою ошибку публично» и отозвать заявление. По мнению Радхи Дамодара, чтобы в будущем избежать подобные инциденты, нужно вывести все религиозные организации «за пределы судебных исков» и законодательно закрепить, что «важные тексты для мировых религий трогать не нужно, это не предмет разбирательства». Радха Дамодар отметил, что кришнаиты не хотят быть экстремистами, хотят следовать закону, а «прокуратура, наоборот, хочет из нас сделать именно экстремистов».

#### Руководитель Томского общества сознания Кришны Энвер Измайлов (Бхактиведанта Садху Свами)
Лидер общины томских кришнаитов Энвер Измайлов (Бхактиведанта Садху Свами) заявил, что «после того, как книгу признают экстремистской, очевидно, что следующим шагом станет закрытие „Общества сознания Кришны“ по всей стране». По мнению Измайлова автор книги, Бхактиведанта Свами Прабхупада, «всего лишь хотел донести восточную мудрость до жителей Запада». К другим религиям автор относился уважительно, «подразумевая под Кришной всё божественное». Измайлов отметил, что «терминология в комментариях та же, что и в священном писании индуистов. А осуждать его — всё равно, что усомниться, например, в Библии или Коране». Измайлов также отметил, что в «Бхагавад-гите» Кришна описывает несколько видов людей, которые не принимают Бога. По отношению к ним Кришна использует санскритские слова, которые переводятся как «глупец», «осёл» или «демонический». Однако, когда Прабхупада приводит те же самые слова в комментарии, «ему приписывают экстремизм». 22 декабря 2011 года в интервью радио «Свобода» Измайлов назвал судебный процесс «провокацией» и отметил, что «Томский суд — это первая судебная инстанция. Не думаю, что эту книгу признают экстремистской в Верховном суде и тем более в международном. В противном случае будет скандал…».

#### Духовный лидер российских кришнаитов Бхакти Вигьяна Госвами

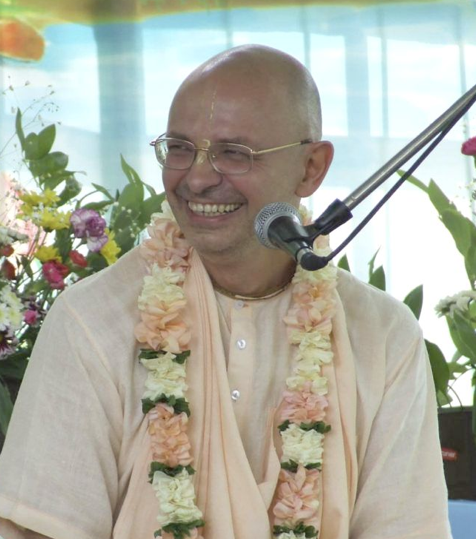
Бхакти Вигьяна Госвами

В интервью индийскому изданию The Sunday Guardian руководитель ИСККОН в России Бхакти Вигьяна Госвами высказал мнение, что священные книги никогда не должны предаваться суду. Попытку запрета «Бхагавад-гиты как она есть» он связал с тем, что традиционные религии в России озабочены всё возрастающей популярностью этой книги. 19 декабря 2011 года было опубликовано обращение Бхакти Вигьяны Госвами к «российской общественности и СМИ», в котором утверждалось, что «по всему миру люди, исповедующие индуизм, и представители других религиозных традиций выражают протест против самой идеи судить Священное Писание». «Бхагавад-гиту» Госвами назвал «величайшей книгой», помогающей человеку «действовать в трудных, критических ситуациях жизни», а также «сохранять самообладание и придерживаться высочайших моральных принципов». Согласно Госвами, «перевод и комментарии А. Ч. Бхактиведанты Свами Прабхупады сделали её доступной и понятной миллионам людей. Переведенная более чем на 80 языков мира и изданная тиражом свыше 100 миллионов экземпляров, она стала направляющей силой жизни для многих людей не только в Индии, но и по всему миру». Госвами также высказал мнение, что суд над «Бхагавад-гитой как она есть» «глубоко уязвит религиозные чувства миллионов людей во всем мире». В завершении своего обращения Бхакти Вигьяна Госвами высказал надежду, что «частная инициатива прокуроров г. Томска останется досадным недоразумением, которое не повлияет на традиционно дружественные отношения между народами России и Индии» и уверенность в том, что «мнение этих людей, задевающее чувства верующих, не разделяют миллионы россиян, на полках которых стоит „Бхагавад-гита как она есть“. Эта книга — послание любви и мира, и каждый может убедиться в этом, начав её читать».
28 декабря 2011 года интернет-издание Lenta.ru опубликовало статью Бхакти Вигьяны Госвами, в которой тот, в частности, выразил недоумение по поводу прозвучавших в России заявлений о том, что «в Индии якобы не знают, что судят именно „Бхагавад-гиту как она есть“ — то есть Бхагавад-гиту в переводе и с комментариями Бхактиведанты Свами Прабхупады». Лидер кришнаитов отметил, что «достаточно провести простой мониторинг индийской прессы, чтобы убедиться, что это не так». Также Бхакти Вигьяна Госвами счёл странной «попытку поставить под сомнение точность перевода Прабхупады», ведь, по его словам, «авторитетность перевода, сделанного Шрилой Прабхупадой и строгое следование им комментаторской традиции бенгальского вайшнавизма не вызывает сомнений и подтверждается известными учеными из университетов Дели, Бенареса, Гарварда и другими».

#### Представитель Руководящего совета ИСККОН Максим Осипов
24 февраля 2012 года, выступая на прошедшей в Томском государственном университете всероссийской научно-практической конференции «Бхагавад-гита в истории и в современном обществе», представитель Руководящего совета ИСККОН Максим Осипов выразил мнение, что комментарии в «Бхагавад-гите как она есть» «очень верно, точно и добросовестно» отражают традицию гаудия-вайшнавизма, которую представляет Бхактиведанта Свами Прабхупада. По словам Осипова, все те высказывания, которые эксперты сочли экстремистскими, были либо вырваны ими из контекста, либо неправильно истолкованы. Осипов назвал комментарии Прабхупады добросовестно представляющими философию «Бхагавад-гиты». По его словам, они на практике «реально помогают людям найти очень глубокий смысл в жизни, и применить эту древнюю духовную мудрость в своей повседневной жизни». Осипов указал на то, что скорбительные слова, которые цитирует прокуратура, можно найти и в Библии, и в Коране, и вообще в религиозных текстах любой религии. По его мнению, такие высказывания, как правило, не предназначены для разжигания межрелигиозной, межнациональной розни, для того, чтобы заклеймить человека. Их предназначение — побудить людей «двигаться к праведной жизни, к развитию самых лучших качеств».

#### Кришнаитский гуру Радханатх Свами
Известный кришнаитский гуру Радханатх Свами в марте 2012 года рассказал в интервью «Московскому комсомольцу», что был свидетелем того, как «Бхагавад-гита как она есть» «преображала сердца десятков тысяч людей», пробуждая в них такие качества, как смирение, благородство, сострадание и любовь к Богу. По словам Радханатха Свами, миллионы людей видят в этой книге «авторитетное отражение их традиционной религии». По его мнению, миллионы людей в Индии чувствуют себя глубоко оскорблёнными, когда кто-то называет экстремистским «такое авторитетное и красивое изложение их традиции». Радханатх Свами отметил, что эта книга разошлась по всей России огромными тиражами и нет ни одного примера того, чтобы «она превращала людей в преступников». «Бхагавад-гита как она есть» наоборот преображает сердца людей, которые её читают и пробуждает в них их лучшие качества. Радханатх Свами отметил, что некоторые люди могут неправильно понимать некоторые утверждения, содержащиеся в этой книге, но «правильное решение этой проблемы — вступить в диалог и попытаться понять, о чём именно идёт речь». По словам Радханатха Свами, «Бхагавад-гиту как она есть» читают президент Индии, министры таких индийских штатов, как Гуджарат и Махараштра, а также другие политики. Радханатх Свами выразил мнение, что нужно обращаться к учёным, которые занимаются изучением этой книги и знают её, а обращаться в суд не имеет смысла, ведь это заведомо приведёт к разделению людей, посеет вражду и неприязнь.

### Реакция и мнения российских религиозных деятелей и организаций

#### Реакция православных

##### Максим Степаненко
Первым об открытии дела на «Бхагавад-гиту как она есть» общественность поставил в известность глава миссионерского отдела Томской и Асиновской епархии РПЦ Максим Степаненко, сообщивший 7 августа 2011 года на православном миссионерско-апологетическом сайте «К истине», что «справедливость восторжествовала, государство, наконец-то, обратило внимание на расистские и человеконенавистнические комментарии к древней индийской книге „Бхагават-Гита“ основателя секты „Общество сознания Кришны“ индуса Абхай Чаран Де». Радио «Свобода» отметило, что «известный томский борец с сектами Максим Степаненко» отнёсся к суду над «Бхагават-гитой как она есть» с энтузиазмом. В интервью радиостанции Степаненко заявил, что не имеет права высказывать мнение всей Томской епархии, но его личное отношение к судебному процессу — сугубо положительное. По мнению Степаненко, государство «не должно допускать, чтобы секта, появившись 50 лет назад в США, называла практически всё население России невеждами, глупцами, демонами».
В ответ на выступление в защиту кришнаитов и «Бхагавад-гиты как она есть» уполномоченного по правам человека в Томской области Нелли Кречетовой в октябре 2011 года, Степаненко заявил, что Кречетова оскорбила православных верующих, обвинил её в «некомпетентности в вопросах религии» и предложил ей подать в отставку. В ответ Кречетова назвала заявление Степаненко об оскорблении православных «совершенно идиотским» и заявила, что в лице кришнаитов хочет «защитить представителей и других религий».
Реакцию Степаненко на вердикт Ленинского районного суда прокомментировала томская журналистка Ольга Иовлева. Она назвала Степаненко инициатором судебного процесса и «серым кардиналом» Томской епархии. По мнению журналистки, то, что Степаненко «не успокоится, было понятно сразу», ведь ещё до того, как копии судебного решения суда от 28 декабря 2011 года были получены участниками процесса, Степаненко разместил на сайте «К истине» «очередную разгромную статью», в которой назвал решение кришнаитов не переиздавать «Бхагавад-гиту как она есть» до окончания судебного процесса свидетельством того, что кришнаитские лидеры осознают, что в «Бхагавад-гита как она есть» содержатся «злословия и оскорбления инаковерующих», достаточные для её запрета.
В феврале 2012 года Степаненко пригласил в Томск «одного из главных борцов с тоталитарными сектами в России» А. Л. Дворкина. Дворкин и Степаненко выступили в томских СМИ в поддержку запрета «Бхагавад-гиты как она есть» и заявили о правомерности претензий прокуратуры к этому тексту.

##### Александр Дворкин
По мнению активиста православного антисектантского движения, председателя Экспертного совета по проведению государственной религиоведческой экспертизы при Министерстве юстиции РФ Александра Дворкина, высказанному в интервью радио «Коммерсантъ FM», «Бхагавад-гита как она есть» «оскорбляет чувства верующих других конфессий». Дворкин считает, что комментарии Бхактиведанты Свами Прабхупады к «Бхагавад-гите» могут быть названы экстремистскими, так как в них есть «очень жёсткие высказывания» о том, что люди, не исповедующие кришнаитскую веру «являются ослами, баранами» и даже содержится утверждение о том, что «человек, совершающий убийство в сознании Кришны, не совершает преступления».
В ходе другого интервью радио «Коммерсантъ FM», взятого уже после оглашения вердикта томского суда, Дворкин заявил, что комментарии Бхактиведанты Свами Прабхупады к «Бхагавад-гите» нельзя назвать иначе как экстремизмом, после чего журналист «Коммерсантъ FM» отметил, что сами индуисты считают, что «…их главная духовная книга безупречна и автор перевода непогрешим». В интервью «Известиям», Дворкин снова встал на сторону к тому времени проигравшей дело томской прокуратуры, заявив, что «Бхагавад-гита как она есть» содержит «в высшей степени оскорбительные выражения» и что ИСККОН является «типичной тоталитарной сектой, которая на протяжении последних 15 лет тесно связана с правительством Индии».
В интервью интернет-изданию «Правда.Ру» Дворкин дал своё объяснение поддержке, полученной российскими кришнаитами в деле «Бхагавад-гиты» от индийского парламента и правительства. Он, в частности, заявил, что ИСККОН является «сетью агентов влияния» Индии в других странах. Согласно Дворкину, благодаря кришнаитам в Индию поступают «колоссальные суммы денег». Согласно Дворкину, кришнаиты пополняют национальный бюджет Индии самыми разными способами: устраивают паломничества, пропагандируют Индию и индийский образ жизни, строят в Индии культовые сооружения, которые становятся туристическими центрами, перечисляют деньги в виде пожертвований. По мнению Дворкина, именно поэтому светское правительство Индии «занимается лоббированием интересов» кришнаитов.
С целью защитить позицию прокуратуры по «Бхагавад-гите как она есть», 21-22 февраля Дворкин посетил Томск, где вместе с руководителем миссионерского отдела томской епархии Максимом Степаненко принял участие в пресс-конференции в «Интерфакс-Сибирь», выступил с антисектантской лекцией в Томском государственном университете и дал интервью томским СМИ. Дворкин заявил о правомерности претензий прокуратуры к кришнаитскому тексту, который, по его словам «имеет опосредованное отношение к оригиналу» и представляет собой «вольный и не слишком квалифицированный перевод». В ток-шоу «Естественный отбор» Дворкин вступил в дебаты с адвокатом кришнаитов Александром Шаховым, а 25 февраля по томскому телеканалу ТВ2 в итоговой субботней программе показали интервью Дворкина, в котором тот в очередной раз описал ужасы, исходящие от «тоталитарной секты кришнаитов».
1 марта 2012 года Дворкин дал интервью «Интерфаксу», в котором назвал кришнаитов «политическим проектом индийского правительства».

##### Роман Силантьев
По мнению директора Правозащитного центра православной общественной организации «Всемирный русский народный собор», заместителя председателя Экспертного совета по проведению государственной религиоведческой экспертизы при Министерстве юстиции РФ, религиоведа и исследователя ислама Романа Силантьева, индийские власти были дезинформированы российскими кришнаитами касательно томского судебного процесса. Комментируя заявление главы МИД Индии С. М. Кришны, в котором министр вступился за российских кришнаитов и их настольную книгу «Бхагавад-гита как она есть» с комментариями Бхактиведанты Свами Прабхупады, Силантьев предположил, что кришнаиты сообщили индийскому правительству о готовящемся запрете не своего канонического текста «Бхагавад-гита как она есть», а самой «Бхагавад-гиты», что, по словам Силантьева, «далеко не одно и то же». Силантьев уподобил содержащиеся в «Бхагавад-гите как она есть» комментарии Бхактиведанты Свами Прабхупады «толкованию на Коран какого-нибудь Саида Бурятского», подчеркнув, что такого рода «извращенные толкования запрещаются довольно часто, и не только в России». Силантьев также заявил, что кришнаиты имеют в России «крайне скверную репутацию» и «характеризуются авторитетными учёными как сектанты».

##### Движение сопротивления убийству детей
По сообщению информационного агентства «Интерфакс», 27 января 2012 года православное Движение сопротивления убийству детей провело акцию по передаче представителям Московского общества сознания Кришны партии консервированной тушёной говядины. Таким образом представители движения отреагировали на произошедшее в декабре 2011 года у здания российского посольства в Индии сожжения государственного флага РФ. В заявлении движения говорилось, что «это позорное действо явилось одним из составляющих беспрецедентной кампании давления на российский суд, рассматривавший иск о признании экстремистским материалом книги „Бхагавад-гита как она есть“». Авторы заявления назвали эту акцию «своего рода возвратом долга (взамен розданной кришнаитами идоложертвенной пищи — прасада) и знаком нежелания россиян импортировать чуждые нашей стране „духовные традиции“». Акцию индийских парламентариев и общественности в поддержку кришнаитов авторы документа назвали «антироссийской», а поддерживающую кришнаитов «Бхаратия джаната парти» — ультранационалистической «партией защитников российских кришнаитов», с деятельностью которой связывают нападения на индийских христиан и мусульман.
Акцию православного движения прокомментировал постоянный представитель Буддийской традиционной сангхи в Москве санжей-лама Андрей Бальжиров. По его мнению, эта акция «не отвечает принципам добрососедских отношений и никак не содействует межрелигиозному миру». Религиовед и публицист, сотрудник Славянского правового центра Роман Лункин высказал мнение, что эту акцию нельзя расценить иначе как оскорбление религиозных чувств кришнаитов. Лункин отметил, что представители РПЦ «не раз выигрывали судебные процессы против художников и журналистов по оскорблению религиозных чувств и разжиганию межрелигиозной вражды. Однако оскорблять и называть преступниками инаковерующих мало, кто боится, а даже наоборот — делает это смело и открыто».

##### Союз православных хоругвеносцев
8 марта 2012 года православная религиозно-политическая организация Союз православных хоругвеносцев (СПХ) совместно с представителями Синодального отдела по взаимоотношениям Церкви и общества Московского патриархата провёл у Министерства иностранных дел РФ пикет, направленный «против гонений на христианство в мире». Пикетирующие призвали «всех кому дороги история, культура и традиции» России «встать на защиту права большинства» и потребовать от Генеральной прокуратуры РФ принять все возможные меры по недопущению распространения в России книги «Бхагавад-гита» и других оскорбляющих чувства православных верующих экстремистских материалов иностранных религиозных организаций. К мэрии г. Москвы хоругвеносцы выдвинули требование запретить «неоиндуистской секте» Международное общество сознания Кришны строить храм в Москве.

##### Миссионер Олег Стеняев, священники Антоний Скрынников и Александр Шумский
В июне 2012 года, в связи с обсуждавшимся в Общественной палате РФ предложением об отмене Федерального списка экстремистских материалов, ряд православных священнослужителей высказали своё мнение по этому вопросу. Параллельно, они рассказали о своём отношении к «Бхагавад-гите как она есть» и попытке её признания экстремистской. Известный православный миссионер Олег Стеняев выразил мнение, что «Бхагавад-гита как она есть» является современной интерпретацией древнего текста, в которой Бхактиведанта Свами Прабхупада исказил изначальный текст «до неузнаваемости». По утверждению Стеняева, в «Бхагавад-гите как она есть» люди других вер называются собаками и свиньями, оскорбляются христианские священники и еврейские раввины. По мнению миссионера, написанные Бхактиведантой Свами Прабхупадой комментарии «явно разжигают межрелигиозную рознь». Стеняев также заявил, что проповедь изложенного в этой книге вероучения «не раз приводило к уголовным преступлениям в разных странах», а в России один кришнаит даже «отрезал голову священнику».
Клирик Храма Николая Чудотворца в Хамовниках священник Александр Шумский выразил похожее мнение. Он назвал кришнаитов ненавидящей православие экстремистской сектой, имеющей к индуизму «весьма опосредованное отношение». По мнению Шумского, Бхактиведанта Свами Прабхупада сильно изменил изначальный смысл «Бхагавад-гиты» и написал комментарии, имеющие «отчётливо экстремистский характер». Шумский также заявил, что с точки зрения РПЦ «экстремизмом является то, что враждебно православию, христианству, откуда бы это ни исходило». По мнению Шумского, так как РПЦ «всех призывает к миру», любое выступление против неё нужно считать экстремизмом. Шумский предложил «простой критерий», согласно которому экстремизмом безусловно следует считать все, что идёт против РПЦ, её учения, и против патриарха.
Священник Антоний Скрынников в отношении судебного процесса в Томске заявил, что ему «стыдно, что судебная система уступила внешнему давлению». По его мнению, следует различать между «Бхагавад-гитой» и её толкованиями. «Бхагавад-гиту как она есть» он назвал «Бхагавад-гитой» в «кришнаитской обработке», человеконенавистнической и экстремистской книгой, «не имеющей никакого отношения к классическому индуизму».

##### 5-я встреча Межправославного совещания центров по изучению новых религиозных движений и деструктивных культов
24-27 сентября 2012 года в сербском городе Нови-Саде прошла 5-я встреча Межправославного совещания центров по изучению новых религиозных движений и деструктивных культов «Гуруизм, деструктивные культы, личностные, духовные и социальные проблемы и их излечение». В мероприятии приняли участие более ста богословов, священников и учёных из 15 стран. В итоговом документе, единогласно принятом 127 участниками конференции, была затронута тема суда над «Бхагавад-гитой как она есть». В документе «Бхагавад-гита как она есть» называлась «авторитетной в сектантской среде книгой», содержащей в части комментариев «много высказываний, которые могут быть расценены как человеконенавистнические, дискриминационные, унижающие честь и достоинство человека, оскорбляющие его религиозные чувства». Участники конференции высказали убеждённость в том, что Международное общество сознания Кришны «прославилось» многими преступлениями, вдохновением для которых послужили «обладающие деструктивным потенциалом» комментарии Прабхупады.

#### Реакция и мнения российских мусульман
Решение Ленинского районного суда Томска, не усмотревшего признаков экстремизма в «Бхагавад-гите как она есть», вызвало несогласие главы Духовного управления мусульман Пермского края Мухаммедгали Хузина, который также занимает пост главы исполкома основанной в 2010 году исламской организации «Всероссийский муфтият» (РАИС). Как отметила газета «Московские новости», после оправдания «Бхагавад-гиты» Хузин «взял на себя роль главного оппонента кришнаитов». 16 января 2012 года муфтий направил в «Интерфакс» заявление, в котором призвал российские власти «проявлять в этом вопросе принципиальную жесткость и не поддаваться ни на какие провокации и давление». По мнению Хузина, суд принял решение в пользу кришнаитов именно из-за давления, оказанного на российские власти извне. «Бхагавад-гиту как она есть» Хузин назвал «полуграмотным толкованием на древний эпос» без которого «Россия вполне может обойтись». Хузин также подверг резкой критике благотворительную программу кришнаитов «Пища жизни» и призвал устранить кришнаитов из правового поля России.
Обозреватель газеты «Московские новости» Михаил Мошкин отметил, что структуры, объединяющей всех мусульман России, не существует, и поэтому эти жёсткие заявления не отражают общую позицию российских правоверных, или хотя бы их большинства. Обозреватель «Новых Известий» Дмитрий Аляев указал, что другие мусульманские организации отказались выступить с одобрением «столь радикальных мер», предлагаемых Хузиным. Так, когда «Московские новости» обратились за комментарием к главе пресс-службы Совета муфтиев России Гульнур Газиевой, та ограничилась заявлением о том, что «к счастью, Мухаммедали Хузин к нам отношения не имеет». Совет муфтиев также отказался комментировать высказывания Хузина для «Новых Известий». Представители этой религиозной организации отказались комментировать заявления Хузина на том основании, что Совет муфтиев не имеет никакого отношения к «Всероссийскому муфтияту». В Постоянном представительстве «Всероссийского муфтията» в Москве отказались отвечать на вопрос «Новых Известий» о том, является ли заявление Хузина частным мнением или позицией всей ассоциации. Газете предложили обратиться за разъяснением к самому Хузину. В пресс-службе Хузина заявили, что «это является его частным мнением. Но люди, которые с ним работают, его разделяют и поддерживают. И вообще он является главой Исполкома РАИС и говорил как глава Исполкома, поэтому делайте выводы сами».
«Новым Известиям» ситуацию прокомментировал директор информационно-аналитического центра «Сова» Александр Верховский. Он выразил своё недоумение заявлениями Хузина и высказал мнение, что среди представителей традиционных религий уже стало доброй традицией «жаловаться на своих религиозных конкурентов». Верховский также добавил, что в сегодняшней России подозрения в экстремизме распространяются не только на религиозные движения, а вообще на всех, так что обвинить в экстремизме «можно любого человека, было бы желание».
В связи с заявлением Мухаммедгали Хузина отдел по связям с общественностью российского ИСККОН распространил комментарий, в котором назвал резкие высказывания в адрес «Бхагавад-гиты как она есть» и кришнаитов «безответственными», «оскорбительными» и «безосновательными», ведь вайшнавы, представленные в России ИСККОН, «являются признанным и уважаемым в Индии и в мире течением индуизма».
Заявление Хузина также вызвало возмущение блогера радио «Свобода», исламского публициста Хаета Хана Насреддинова. Мнение пермского муфтия Насреддинов назвал «поспешным и глупым», заявив, что ему стыдно, что такие вещи «высказывает мусульманин, к тому же облеченный властью», давая повод к ссоре между людьми разной веры. По мнению публициста, запреты могут предлагать только «ограниченные в мировоззрении» люди, противники «прогресса и искоренения сути проблемы». Идею о запрете «Бхагавад-гиты как она есть» и деятельности кришнаитов Насреддинов назвал «глупой» и «провокационной». По его мнению «нельзя даже поднимать вопрос об ограничении деятельности кришнаитов», ведь таким образом можно запретить и Коран, в котором говорится, что верующий мусульманин является «истинным человеком», а все «неверные» должны либо принять ислам, либо быть уничтожены. Насреддинов отметил, что в мире существует 47 разных трактовок Корана, и, при желании, в них можно «найти высказывания и покруче». По мнению Насреддинова, если кто-то считает запрет правильным, то нужно запрещать и сам ислам, «ведь террористы взрывают нас от имени этой веры». Проблема заключается не в священных текстах, а в том, как их толкуют верующие. Запрет религиозных текстов не решит проблемы экстремизма, а приведёт к тупиковой ситуации, ведь «после одного запрета обязательно появится желание поставить другой. И так до бесконечности. И так же бесконечно будет идти война между сторонниками и противниками запретов». По мнению Насреддинова, запрет не решает никакой проблемы, а только создаёт «видимость исполнения и благополучия», скрывая в себе «неудовлетворённое желание его обойти и самому разобраться, в чём истина».
В беседе с корреспондентом «Новых Известий» Насреддинов сделал следующее предложение: «Давайте тогда все сразу запретим, и не будет проблем. Впрочем, останется одна. Кто будет делать выбор — запрещать или нет. И я не удивлюсь, если это станет предметом большой ссоры между людьми разных конфессий».

#### Реакция российских буддистов
31 января 2012 года судебный процесс над «Бхагавад-гитой как она есть» прокомментировал постоянный представитель Буддийской традиционной сангхи в Москве санжей-лама Андрей Бальжиров. Бальжиров отметил, что внимательно следит за «развивающимся конфликтом вокруг судебного процесса в Томске» и призвал рассматривать «дело по кришнаитской литературе» основываясь «на принципах законности и беспристрастности». Бальжиров высказал мнение, что в ходе этого судебного процесса российские правоохранительные органы и судебные инстанции подверглись информационной кампании давления со стороны представителей индийских политических объединений и государственных структур, которые, предположил Бальжиров, возможно были введены в заблуждение. Апофеозом этой информационной кампании Бальжиров назвал акцию публичного сожжения российского флага индуистскими радикалами у посольства России в Дели.

#### Мнение представителей российского иудаизма
13 июня 2012 года в Общественной палате РФ прошли слушания с участием представителей ряда российских конфессий. В ходе обсуждения российского антиэкстремистского законодательства, председатель Конгресса еврейских религиозных организаций и объединений в России Зиновий Коган заявил, что его не устраивает отделение священного текста от комментариев к нему, как это было в судебном процессе над «Бхагавад-гитой как она есть». Коган, в частности, сказал: «Есть Тора, а есть многочисленные комментарии к ней, одно без другого немыслимо». Коган также констатировал, что «назрела необходимость повышения уровня религиоведческой компетентности работников судебной системы и правоохранительных органов».

### Обсуждение в Общественном центре имени А. Д. Сахарова
В начале ноября 2011 года в московском Общественном центре имени А. Д. Сахарова прошёл семинар из цикла «Общество между верой и взаимопониманием», организованный Центром изучения религий Российского государственного гуманитарного университета и Российской академией народного хозяйства и государственной службы при Президенте РФ. В рамках семинара активно обсуждался томский процесс. Участники семинара отметили, что механизм проведения экспертиз на экстремизм до сих пор не был урегулирован законодательно, что «свидетельствовало о слабости российского религиоведения».
Узнав о проведении данного семинара, томский омбудсмен Нелли Кречетова вновь привлекла внимание к теме судебного процесса. Кречетова отметила, что «обсуждение этой проблемы вышло на российский уровень» и снова высказала мнение, что судебный процесс над «Бхагавад-гитой как она есть» «будет способствовать ухудшению имиджа Томска».

### Обсуждение на круглом столе в «Московском комсомольце»
28 ноября 2011 года в Москве состоялся организованный «Московским комсомольцем» «круглый стол». Главной темой обсуждения стали «последствия абсурдного судебного процесса в Томске», в ходе которого пытаются признать экстремистским материалом «авторитетный комментарий самой популярной священной книги индуизма». В круглом столе приняли участие учёные и юристы, члены Общественной палаты РФ. Среди участников был директор Института философии РАН, академик РАН А. А. Гусейнов, заведующий сектором восточной философии Института философии РАН М. Т. Степанянц, заведующая сектором истории и культуры Центра индийских исследований Института востоковедения РАН Е. Ю. Ванина, начальник Отдела по защите свободы совести Аппарата Уполномоченного по правам человека в РФ, доктор исторических наук М. И. Одинцов, директор Института религии и права, сопредседатель Славянского правового центра А. В. Пчелинцев.
По словам обозревателя «Московского комсомольца» Сергея Бычкова участники «круглого стола» заявили об отсутствии законных оснований для проведения томского процесса, назвав сам факт инициирования прокуратурой этого судебного дела «оскорбительным для религиозных чувств последователей вайшнавизма в Республике Индия и России» и подчеркнув, что этот суд «наносит существенный ущерб развитию российско-индийских связей». Присутствовавшие на мероприятии представители Индии «выразили готовность организовать для томских прокуроров своеобразный „ликбез“, отправив их за свой счет на родину вайшнавизма, где они смогли бы ближе и глубже ознакомиться с религиозной практикой».
По словам Сергея Бычкова, участники высказали мнение, что «в связи с ведущейся борьбой силовых структур с проявлениями в обществе экстремистских настроений» в России постоянно нарушаются «конституционные принципы обеспечения свободы совести». Особую озабоченность участников дискуссии вызвали «попытки обосновать экстремистские призывы ссылками на религиозные идеалы». Участники подвергли критике федеральный закон «О противодействии экстремистской деятельности», отметив, что в нём даётся слишком «широкое» определение экстремизма. Участники указали на тот факт, что в других странах «под экстремизмом понимают возбуждение вражды и ненависти в сочетании с насилием или призывами к насилию». Похожее, более точное определение экстремизма содержалось в ныне уже не действующей редакции закона «О противодействии экстремистской деятельности», где экстремистской деятельностью называлось «возбуждение расовой, национальной или религиозной розни, а также социальной розни, связанной с насилием или призывами к насилию». По мнению юристов, возврат к этой формулировке «избавил бы законопослушные религиозные организации от обвинений в экстремизме».
На «круглом столе» также была выражена озабоченность по поводу того, что под предлогом борьбы с экстремизмом в России «предпринимаются попытки ограничить законные права религиозных меньшинств». Как отметили участники, для подготовки экспертных заключений о наличии экстремизма в священных писаниях, как правило «привлекаются люди, не имеющие необходимой профессиональной квалификации». Участники указали на то, что священные тексты религиозных организаций «являются важнейшей составной частью их внутренних установлений, их фундаментом» и высказали мнение, что «на них должна распространяться норма федерального закона, в соответствии с которой государство уважает внутренние установления религиозных организаций, если они не противоречат законодательству Российской Федерации». В принятом на «круглом столе» итоговом документе говорилось:
Участники «круглого стола» считают справедливым и отвечающим духу Закона принцип, в соответствии с которым священные книги мировых религий, а также комментарии к священным писаниям авторитетных духовных учителей зарегистрированных религиозных организаций в принципе не могут и не должны быть предметом исков и судебных разбирательств по обвинению в экстремизме. Следует законодательно закрепить соответствующие нормы, раз и навсегда избавив верующих от унизительных и оскорбительных для их религиозных чувств следственных и судебных разбирательств по поводу священных писаний их религиозных традиций.

### Всероссийская научно-практическая конференция «Бхагавад-гита в истории и в современном обществе»

#### Конференция
24 февраля 2012 года в Томском государственном университете (ТГУ) состоялась всероссийская научно-практическая конференция «Бхагавад-гита в истории и в современном обществе», организованная университетом в сотрудничестве с Департаментом по культуре Администрации Томской области. Конференция была задумана в период слушаний в Ленинском районном суде и проведена менее чем за месяц до заседания Томского областного суда. В конференции приняли участие более 60 человек, в том числе индолог Ирина Глушкова, ведущий научный сотрудник Института философии РАН Татьяна Любимова, заведующий кафедрой Истории древнего мира, средних веков и методологии истории ТГУ Олег Хазанов, глава отдела по религиозным и национальным вопросам в аппарате уполномоченного по правам человека РФ Михаил Одинцов, томский уполномоченный по правам человека Нелли Кречетова, начальник департамента по культуре Томской области Андрей Кузичкин, священник Томской епархии отец Александр Печуркин. Для участия в мероприятии были приглашены эксперты, ранее обнаружившие в тексте «Бхагавад-гиты как она есть» признаки экстремизма, а также представители ФСБ и прокуратуры. Однако, ни представители правоохранительных органов, ни эксперты, отстаивать «свои взгляды» не пришли.
На конференции обсуждались вопросы, связанные с «Бхагавад-гитой как она есть» и возможными последствиями, которые будет иметь суд над этой книгой. Участники конференции единодушно выступили против рассмотрения «Бхагавад-гиты как она есть» в суде и заявили о том, что книга не содержит экстремистских высказываний. От лица ТГУ Олег Хазанов заявил, что учёные прилагают «все усилия, чтобы на этот текст не была наложена печать запрещенного, экстремистского, вредного». Андрей Кузичкин и Нелли Кречетова высказали мнение, что судебный процесс ставит под угрозу межконфессиональную гармонию и наносит репутационный ущерб всем государственным институтам города — от ТГУ до суда, прокуратуры и Томской епархии. Священник Томской епархии отец Александр Печуркин поблагодарил за выраженную собравшимися поддержку в отношении «чужой» религии и высказал слова одобрения кришнаитам, объявив, что «путь к Богу нам не может преградить никакой хулиган». Доцент исторического факультета ТГУ Алексей Бочаров провёл презентацию «Электронные архивы СМИ как источник социальной памяти». Учёный представил статистический анализ многочисленных комментариев интернет-пользователей к судебному процессу.
Как сообщил томский телеканал ТВ2: «Гости конференции, известные российские востоковеды, индологи и философы говорили о том, что преследование кришнаитского текста инициировано некомпетентными людьми, которые совершенно не разбираются в индийской культуре». Интернет-издание «Ежедневный журнал» отметило, что «Ученые выразили озабоченность низким уровнем общей культуры сотрудников правоохранительных органов и государственной власти, не говоря уже о так называемых экспертах, которые выносили решение об „экстремизме“ комментариев к „Бхагавад-гите“». Портал Globalsib.ru отметил, что участники конференции «показали, что экстремизма в памятнике древнеиндийской литературы и комментариях к нему нет и не может быть».

#### Пресс-конференция в «Интерфакс-Сибирь»
Вечером 24 февраля в «Интерфакс-Сибирь» прошла пресс-конференция с учатием Ирины Глушковой, Татьяны Любимовой и Михаила Одинцова. Глушкова отметила, что эксперты, составившие томскую и кемеровскую экспертизы, ничего не понимают в индуизме. По мнению Глушковой, экспертам были неведомы принципы правильного восприятия индуистских священных текстов и комментариев к ним. Глушкова подчеркнула, что в контексте индуизма разделить изначальный текст «Бхагавад-гиты» и комментарии к ней невозможно, так как именно комментарии делают «Бхагавад-гиту» религиозным текстом. В качестве примера Глушкова привела толкование «Бхагавад-гиты» святым вайшнавским мудрецом Днянешваром (1275—1296), комментарии которого на языке маратхи по объёму во много раз превышают санскритские стихи. Глушкова воспользовалась случаем, чтобы выразить своё несогласие с заявлениями А. Л. Дворкина и других деятелей антисектанского движения в России о том, что ИСККОН не имеет никакого отношения к «традиционному индуизму» и поделилась своими наблюдениями во время недавней поездки в Индию, которая совпала по времени с протестной волной, вызваной томским судебным процессом. По словам Глушковой, к ней часто обращались обеспокоенные индийцы с вопросами на тему суда, что заставляло её испытывать «чувство неловкости и стыда за невежество наших чиновников».

#### Круглый стол «Социальное и правовое значение суда о признании книги „Бхагавад-гита как она есть“ экстремистским материалом»
25 февраля по итогам конференции состоялся круглый стол «Социальное и правовое значение суда о признании книги „Бхагавад-гита как она есть“ экстремистским материалом». Этот открытый для всего томского сообщества форум был организован гражданскими активистами и прошёл на территории Томского экономико-юридического института. Помимо заявленных в названии мероприятия аспектов, его участники обсуждали взаимосвязь профессионализма и нравственности. В ходе круглого стола была принята резолюция, под которой подписались 64 участника состоявшейся за день до того научно-практической конференции. В документе говорилось, что «…одной из проблем, стоящей на повестке дня в России, является формирование многонационального и многоконфессионального гражданского общества, исключающего монополию какой-либо одной идеологии и нетерпимость к другим культурам и религиям». В резолюции также говорилось об огромном духовном значении «Бхагавад-гиты» и влиянии, которое этот священный текст оказал на развитие культуры Индии и других стран. В документе подчёркивалось, что это влияние «в огромной степени определяется сегодня движением вайшнавизма», в котором наиболее авторитетным текстом является «Бхагавад-гита как она есть», и высказывалось убеждение в том, что к религиозным текстам такого рода «понятие экстремизма применено быть не может».
В резолюции осуждались эксперты, которые, не обладая соответствующей научной квалификацией, поставили свои подписи под экспертизой. Их мнение было названо «непрофессиональным, вненаучным и ангажированным», а их «нравственная позиция» — неприемлемой. В резолюции также выражалось недоверие А. Л. Дворкину как председателю Экспертного совета при Министерстве юстиции РФ и говорилось о необходимости «создания независимого и компетентного экспертного сообщества, состоящего из религиоведов, лингвистов, историков, философов, социологов, психологов и правоведов способных давать объективные, научно-обоснованные заключения».

### Индийская диаспора в России
18 августа 2011 года глава Ассоциации индийцев в России Санджит Кумар Джха отметил, что объектом преследования стала редакция книги, являющаяся особо почитаемой среди верующих. Он, в частности, заявил «Как раз эта версия считается самой авторитетной в Индии и для нас всех. То есть мы все читаем эту книгу, поэтому если речь идет об этом произведении, то нас это возмущает. Почему именно на этой книге акцентировали внимание? Она считается очень авторитетной не только для индийцев, но и для многих учёных».
1 ноября 2011 года индийская община в Москве и ИСККОН обратились к премьер-министру Индии Манмохану Сингху с просьбой не допустить запрета «Бхагавад-гиты как она есть». Обращение было передано главному секретарю Манмохана Сингха, Пулоку Чаттерджи. 19-20 декабря 2011 года на парламентских слушаниях в индийском парламенте по делу «Бхагавад-гиты» депутаты от оппозиции подвергли правительство критике, заявив, что оно не подняло этот вопрос перед российской стороной несмотря на то, что с 1 ноября «шесть индийских министров и высокопоставленных чиновников посетили Россию», а 15—17 декабря в Москве с официальным визитом находился Манмохан Сингх, принявший участие в двустороннем индийско-российском саммите.

### Реакция индийского парламента и правительства

#### Обсуждение в индийском парламенте
19 декабря 2011 года заседание Лок сабхи (нижней палаты индийского парламента) дважды прерывалось из-за протестов депутатов, возмущённых попыткой запрета в России «Бхагавад-гиты как она есть». Бурный протест также выразили депутаты Раджья сабхи (верхней палаты).
Вопрос о запрете «Бхагавад-гиты как она есть» был вынесен на обсуждение в Лок сабхе лидером партии «Биджу джаната дал» Бхартрухари Махтабом, указавшим коллегам на материал СМИ о томском судебном процессе. Махтаб, в частности, заявил, что религиозные права индуистов в России должны быть защищены и потребовал от правительства по дипломатическим каналам поставить об этом в известность российские власти. Распространённое Махтабом известие о нарушении прав индуистов в России вызвало крайне негативную реакцию индийских парламентариев всего политического спектра. Махтаба поддержали такие партии, как «Шив сена», «Бхаратия джаната парти», «Раштрия джаната дал», «Бахуджан самадж парти», «Самаджвади парти» и депутаты от правящей партии «Индийский национальный конгресс». Как сообщил телеканал NDTV, возмущённые депутаты, в частности, скандировали фразу «Мы не позволим оскорблять Господа Кришну». Газета The Times of India описала произошедшее следующим образом:
Когда Махтаб поднял этот вопрос, в нижней палате парламента воцарился хаос. Депутаты призывали спикера Мейру Кумар дать им выступить по этой теме. Она, тем не менее, отказалась это сделать и попросила их направлять запросы, объединив силы с Махтабом. Депутат Лалу Прасад [Ядав] из партии «Раштрия джаната дал» начал выкрикивать, что индуистские писания не учат экстремизму. Депутаты от партии «Бхаратия джаната парти» также начали подниматься со своих мест, чтобы выразить протест, и Мейра Кумар объявила перерыв в работе нижней палаты до двух часов дня.
Парламентарии призвали правительство Индии «немедленно предпринять меры в защиту прав последователей индуизма в России» и «потребовать у России объяснений по этому вопросу». Бывший Министр путей сообщения Индии Лалу Прасад Ядав назвал происходящее в России «очень странным заговором против „Бхагавад-гиты“». От имени всего парламента, он осудил попытку запрета «Бхагавад-гиты как она есть» и заявил, что это судебное разбирательство «оскорбляет всех последователей Кришны». Ораторы также заявляли, что «выражают чувства миллионов индийцев».
Вопрос о запрете «Бхагавад-гиты» также вызвал оживлённое обсуждение в Раджья сабхе. Заместитель лидера оппозиции и известный деятель «Бхаратия джаната парти» Рави Шанкар Прасад заявил, что «нельзя терпеть подобный бред» и позволить оскорблять «этот великий, священный текст». Отметив, что индийцы «уважают все религии и их эпосы» и что суд над «Бхагавад-гитой» затрагивает религиозные чувства индийской нации, он призвал индийское правительство предпринять решительные и жёсткие шаги против правительства России. Подобным же образом высказался генеральный секретарь «Бхаратия джаната парти» Винай Катияр, назвавший возможный запрет «Бхагавад-гиты» «очень серьёзной проблемой», требующей дипломатического вмешательства правительства Индии.

#### Выступление в парламенте министра иностранных дел Индии С. М. Кришны (20 декабря 2011 года)

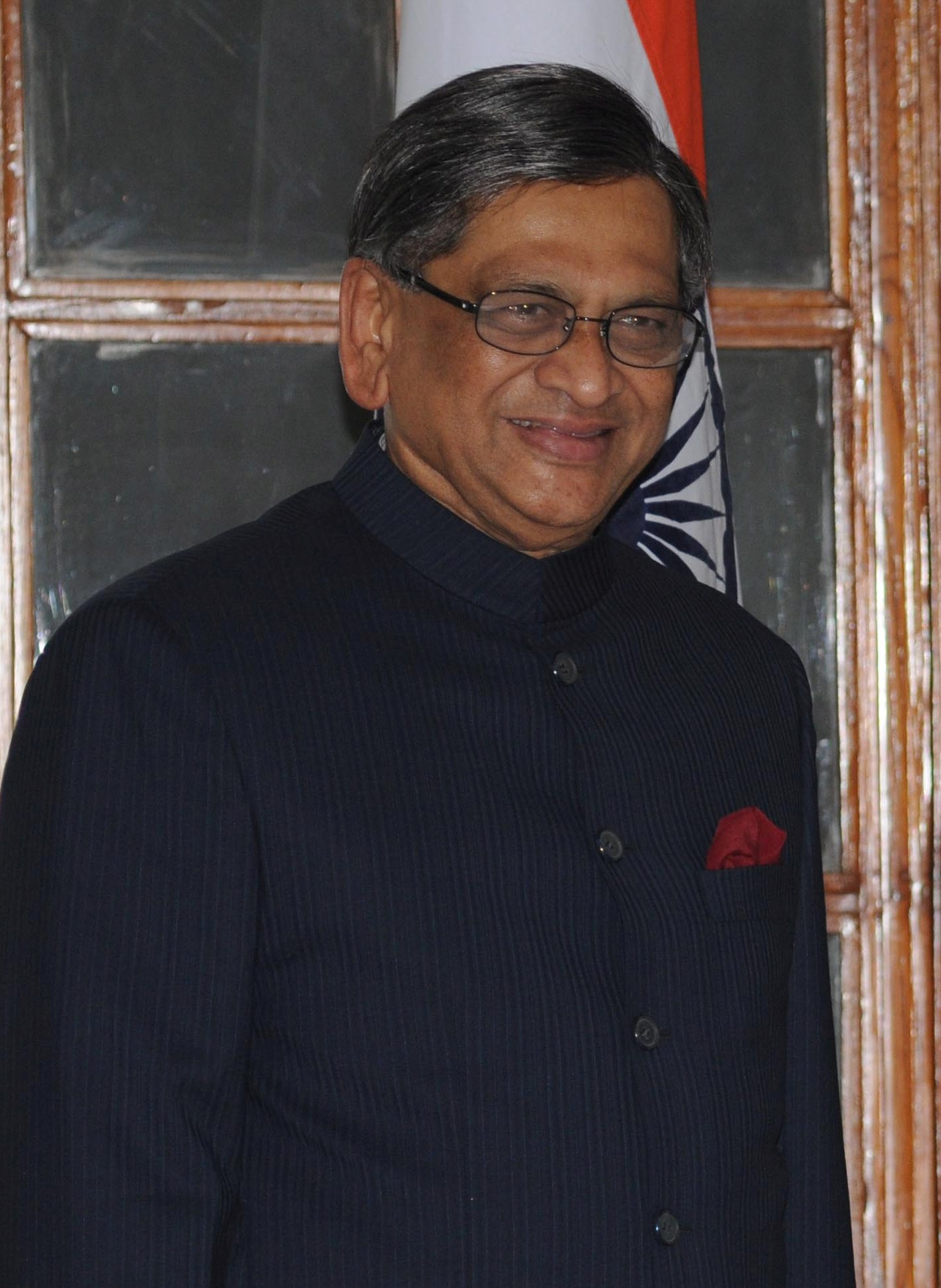
Министр иностранных дел Индии С. М. Кришна

20 декабря все дебаты в индийском парламенте снова свелись к обсуждению судебного процесса в Томске. В этот день в Лок сабхе произнёс речь министр иностранных дел Индии Соманахалли Маллайя Кришна. Он разъяснил официальную позицию правительства Индии и выступил «в защиту российских кришнаитов и их настольной книги „Бхагавад-гита как она есть“».
Кришна отметил, что депутаты подняли этот вопрос на обсуждение после сообщений СМИ о том, что в томском суде рассматривается дело о признании «экстремистской литературой» комментария к «Бхагавад-гите» основателя ИСККОН Бхактиведанты Свами Прабхупады. Кришна сказал, что ряд депутатов высказали «величайшую озабоченность» этим вопросом и заявил, что он «полностью разделяет их чувства». Далее Кришна изложил перед парламентом обстоятельства дела. В частности, министр отметил, что ИСККОН «осуществляет свою деятельность в России в течение нескольких десятилетий», периодически «сталкиваясь с проблемами» в Москве и других регионах. Кришна отметил, что в ряде случаев, посольство Индии в России выступало на стороне ИСККОН в конфликтах с властями.
Кришна уведомил парламент, что ИСККОН в июне 2011 года сообщило индийскому посольству о том, что региональное отделение кришнаитов в Томске получило уведомление о жалобе, поступившей в суд из местной прокуратуры. В этой жалобе, которая, «по всей видимости, была местной инициативой», утверждалось, что русское издание книги «Бхагавад-гита как она есть» (перевода комментария основателя ИСККОН Свами Прабхупады), содержало в себе фрагменты «неприемлемого и экстремистского содержания». Кришна поставил парламент в известность о том, что с момента, когда индийская сторона узнала о происходящих в Томске событиях, МИД Индии поддерживает регулярную связь по этому вопросу с посольством Индии в Москве, а сотрудники индийского посольства и лично посол Индии в России «находятся в постоянном контакте» с представителями ИСККОН.
Попытку запретить в России «Бхагавад-гиту как она есть» Кришна назвал «чистым абсурдом». По словам министра, это намерение могло быть инициативой только «невежественных и введённых в заблуждение или искусственно спровоцированных людей». Кришна также отметил, что «несмотря на то что требование запретить книгу — это чистый абсурд, мы серьёзно относимся к этой проблеме» и добавил, что Индия уже обратились с официальной жалобой к «высокопоставленным представителям российского правительства». В завершении своего выступления, Кришна выразил уверенность, что «наши российские друзья, понимающие ценности нашей цивилизации и её культурные особенности, решат этот вопрос должным образом».

#### Предложение лидера оппозиции объявить «Бхагавад-гиту» «национальной книгой»
После того, как С. М. Кришна завершил своё выступление в Лок сабхе, на него обрушилась с резкой критикой лидер оппозиции Сушма Сварадж. Она обвинила правительство в бездействии и заявила, что оно должно принимать активные меры по решению вопросов, имеющих «огромное национальное значение». Сварадж также предложила признать «Бхагавад-гиту» «национальной книгой». Её выступление вызвало бурную одобрительную реакцию парламента. Многие депутаты вскочили со своих мест, но спикер Мейра Кумар не позволила дискуссии продолжаться, заявив, что «этот вопрос уже рассматривается правительством».

### Реакция посла РФ в Индии Александра Кадакина
20 декабря 2011 года Чрезвычайный и полномочный посол РФ в Индии Александр Кадакин выступил с заявлением, в котором назвал «категорически неприемлемым» рассматривание любого святого писания в суде, отметив, что «для всех верующих эти тексты священны». Кадакин выразил недоумение тем, что «подобные события происходят в прекрасном университетском городе», широко известном «своим антиклерикализмом и религиозной терпимостью», где, несмотря на это, «есть свои местные сумасшедшие». Кадакин назвал «ненормальной» проверку религиозных текстов «невежественными людьми» и отметил, что «академическое исследование этих текстов должно проводиться на научных форумах, конгрессах и семинарах, а не в судах». Посол также заявил, что «Россия, как все знают, это светское и демократическое государство, где одинаково уважаемы все религии. Это ещё более верно по отношению к священным писаниям различных религий — будь то Библия, Коран, Тора, „Авеста“ и, конечно, „Бхагавад-гита“ — великий источник мудрости для народа Индии и всего мира».
Когда на индийском телевидении Кадакина спросили, вызвало ли у него удивление негодование, которое высказали члены индийского парламента, Кадакин ответил: «Я совсем не удивлен. Я считаю правильным, что правительство Индии отреагировало именно так. Оба наших правительства не должны позволять таким вещам случаться. „Гита“ является источником мудрости и вдохновения не только для людей, живущих в Индии, но и для России, и для всего мира». Судхиндра Кулкарни в опубликованной в The Indian Express статье «Связь России с индуизмом» отметил по этому поводу, что Кадакин «завоевал сердца многих индийцев своим быстрым и решительным ответом на возникшие споры вокруг требований маленькой христианской группы в России ввести запрет на „Бхагавад-гиту“».

### Обращение крупнейшей индийской оппозиционной партии к Д. А. Медведеву (21 декабря 2011 года)
21 декабря 2011 года крупнейшая оппозиционная партия Индии «Бхаратия джаната парти» (БДП) направила президенту России Дмитрию Медведеву письмо с просьбой «вмешаться в судебный процесс над священной индуистской книгой „Бхагавад-гитой“ в Томске». Письмо президенту РФ было передано 21 декабря 2011 года во время визита делегации БДП в посольство России в Нью-Дели. Делегация также передала российскому президенту экземпляр «Бхагавад-гиты как она есть». Делегацию возглавляли генеральный секретарь БДП Рам Лал и руководитель международного отдела партии Виджай Джоли. По сообщению «Интерфакса», к моменту прибытия делегации у российского посольства «собралось не менее полусотни представителей индийских СМИ, для которых тема суда в далеком сибирском городе стала новостью номер один в последние дни».
В письме-обращении к президенту РФ говорилось о возмущении индуистов попыткой запрета «Бхагавад-гиты» в России. В документе утверждалось, что «чувства миллионов индуистов по всему миру серьезно уязвлены» и содержался призыв к «прекращению этого судебного дела ради высших интересов российско-индийских отношений». Авторы письма просили «принять во внимание, что запрет „Бхагавад-гиты“ в России отрицательно скажется на общечеловеческих контактах между Индией и Россией». В письме также говорилось, что «„Бхагавад-гита“ проповедует самоконтроль. Эта книга полна возвышенных мыслей и представляет собой практическое руководство в йоге, деятельности и преданности [Богу]. Она не содержит экстремизма, но пропагандирует духовность и учит человечество о необходимости выполнять мирские обязанности». Посольство заверило делегатов БДП, что «письмо-обращение и книга будут переданы по назначению».

### Заявление официального представителя МИД РФ Александра Лукашевича (22 декабря 2011 года)
22 декабря 2011 года судебный процесс официально прокомментировало Министерство иностранных дел РФ, заняв в вопросе нейтральную позицию. В ответ на выступление С. М. Кришны в индийском парламенте, в котором министр высказался о недопустимости гонений на российских кришнаитов и их священную книгу «Бхагавад-гита как она есть», с заявлением выступил официальный представитель МИД РФ Александр Лукашевич. Он отметил, что «хотел бы прояснить ряд моментов», которые, по мнению МИД РФ, «вероятно, неверно были поняты» индийской стороной. Лукашевич подчеркнул, что томская прокуратура требует признать экстремистской литературой русскоязычное издание книги «Бхагавад-гита как она есть», частью которой является комментарий, написанный в 1968 году основателем ИСККОН Бхактиведантой Свами Прабхупадой. По словам Лукашевича, «нарекания у правоохранительных органов относятся не столько к тексту самой книги, двойной перевод которой грешит смысловыми искажениями, сколько к комментариям автора, которые были расценены как подпадающие под статью 13 Федерального Закона РФ „О противодействии экстремистской деятельности“». Лукашевич также заявил, что перевод Бхактиведанты Свами Прабхупады с санскрита и написанное им предисловие были «неудачными» и предложил «не вмешиваться в судебный процесс и дождаться вердикта».

### Реакция посла Индии в России Аджая Малхотры
20 декабря 2011 года посол Индии в России Аджай Малхотра объявил, что посольство официально поставило вопрос о судебном процессе над «Бхагавад-гитой как она есть» перед «российским правительством на высоком уровне». Малхотра выразил желание, чтобы «с его стороны последовало благосклонное и положительное вмешательство». Малхотра также отметил, что «дело относится к области юридических отношений между зарегистрированной в России общественной и культурной организацией [Томское общество сознания Кришны] и местными властями. Тем не менее, посольство Индии в Москве публично заняло в нём определенную позицию и выражает поддержку одной из сторон».
По сообщениям СМИ, Малхотра ранее уже высказал своё отношение к книге «Бхагавад-гита как она есть». В день празднования Кришна-джанмаштами в августе 2011 года, Малхотра посетил московский храм Кришны, где выступил перед общиной кришнаитов с приветственной речью. В своей речи индийский посол отметил, что «перевод и комментарии „Бхагавад-гиты“, сделанные его божественной милостью, А. Ч. Бхактиведантой Свами Прабхупадой, — одни из самых лучших, поскольку Бхактиведанта Свами Прабхупада представляет „Бхагавад-гиту“ такой, как она есть — приводя изначальные тексты, пословный перевод, литературный перевод и давая авторитетный комментарий в соответствии с самим значением стихов „Бхагавад-гиты“».
После того, как МИД РФ отверг жалобы индийской стороны, Малхотра «высказал своё возмущение» судебным процессом. Малхотра, в частности, заявил: «В течение многих веков „Бхагавад-гита“ свободно распространялась по всему миру, и не было отмечено ни единого случая, когда бы она способствовала экстремизму. Поэтому судебное дело, начатое районным судом города Томска, — полный абсурд, граничащий с нелепостью». Малхотра отметил, что «„Бхагавад-гита“ — это, возможно, самое важное и почитаемое во всем мире писание. Этот текст, впервые переведенный на русский язык в 1788 году — не просто текст религиозного содержания, но и один из определяющих трактатов индийской мысли». Посол выразил надежду, что «все это будет принято во внимание уважаемым судом города Томска».
Утром 28 декабря (день, в который был оглашён вердикт суда) Аджай Малхотра посетил офис уполномоченного по правам человека в РФ Владимира Лукина и выразил ему «своё сожаление и недоумение» в связи с томским судом.

### Встреча С. М. Кришны и А. М. Кадакина в Дели (27 декабря 2011 года)
27 декабря 2011 года в Дели произошла встреча главы МИД Индии С. М. Кришны с послом РФ в Индии Александром Кадакиным. На встрече министр и посол обсудили ситуацию вокруг проходящего в Томске судебного процесса. Газета The Times of India отметила, что уже второй раз за четыре дня МИД Индии входит в контакт с российским послом по этому вопросу: ранее с Кадакиным встречался секретарь индийского МИДа Раджан Матхай.
Кришна передал Кадакину «озабоченность индийского парламента и людей Индии этой проблемой». Министр выразил надежду, что «российские друзья понимают важность вердикта суда для индийской общественности» и подчеркнул, что «под вопрос поставлены глубинные, цивилизационные духовные ценности Индии». Кадакин, в свою очередь, отметил, что МИД и правительство РФ «принимают все возможные меры в рамках их компетенции для урегулирования ситуации» и подчеркнул, что они «не имеют права вмешиваться в судебное разбирательство». В ходе встречи Кадакин сказал, что сам читал «Бхагавад-гиту» и высказал мнение, что «у любого человека может быть только одно мнение об этом тексте — „Гита“ это величайшее писание…».

### Общественная реакция в Индии
В декабре 2011 года судебный процесс вызвал волну общественного протеста в Индии. 16 декабря 2011 года начался сбор подписей под петицией, призывавшей прекратить суд над «Бхагавад-гитой как она есть». Уже к 22 декабря под петицией поставили свои подписи более 45 000 человек из разных стран мира, в основном из Индии. Тогда же суд стал главной темой индийского Интернета. Хештег #Gita вышел на первое место в топе индийских трендов Twitter. Известный поэт Джавед Ахтар написал в своём Twitter: «Запретить Гиту? Они что, сошли с ума? Эта великая книга мудрости является достоянием не только индуистов, но и всего человечества». Депутат индийского парламента Навин Джиндал сообщил у себя в блоге, что приветствует выступление посла России в Индии Александра Кадакина, осудившего суд над «Бхагавад-гитой». Лидер партии «Джаната дал» Субраманиян Свами написал у себя в Twitter: «Рад сообщить, что российский посол скажет моей дочери по телевидению, что он изучает „Бхагавад-гиту“ и что Россия скоро исправит ситуацию». Звезда Болливуда Фара Хан предложила: «Русские запрещают „Гиту“. В отместку, давайте запретим что-то столь же священное для них — водку».
С осуждением судебного процесса выступил ряд известных общественных деятелей, представлявших самый широкий спектр индийского общества. Известный своими антифундаменталистскими выступлениями активист Рам Пунияни назвал попытку запрета книги «нерациональной». Он заявил, что полемичные пассажи из книги не заслуживают судебного преследования, а должны стать предметом анализа и обсуждения.
Скандал вокруг судебного процесса вызвал всплеск популярности «Бхагавад-гиты» в Индии. Как сообщила в декабре 2011 года газета Times of India, владельцы книжных магазинов Дели столкнулись с небывалым спросом на «Бхагавад-гиту как она есть» и на другие издания этого произведения. Газета привела слова владельца одной из книжных лавок индийской столицы, который рассказал, что впервые за двадцать лет в книжном бизнесе, всего за два дня ему удалось продать свыше шестидесяти экземпляров «Бхагавад-гиты».

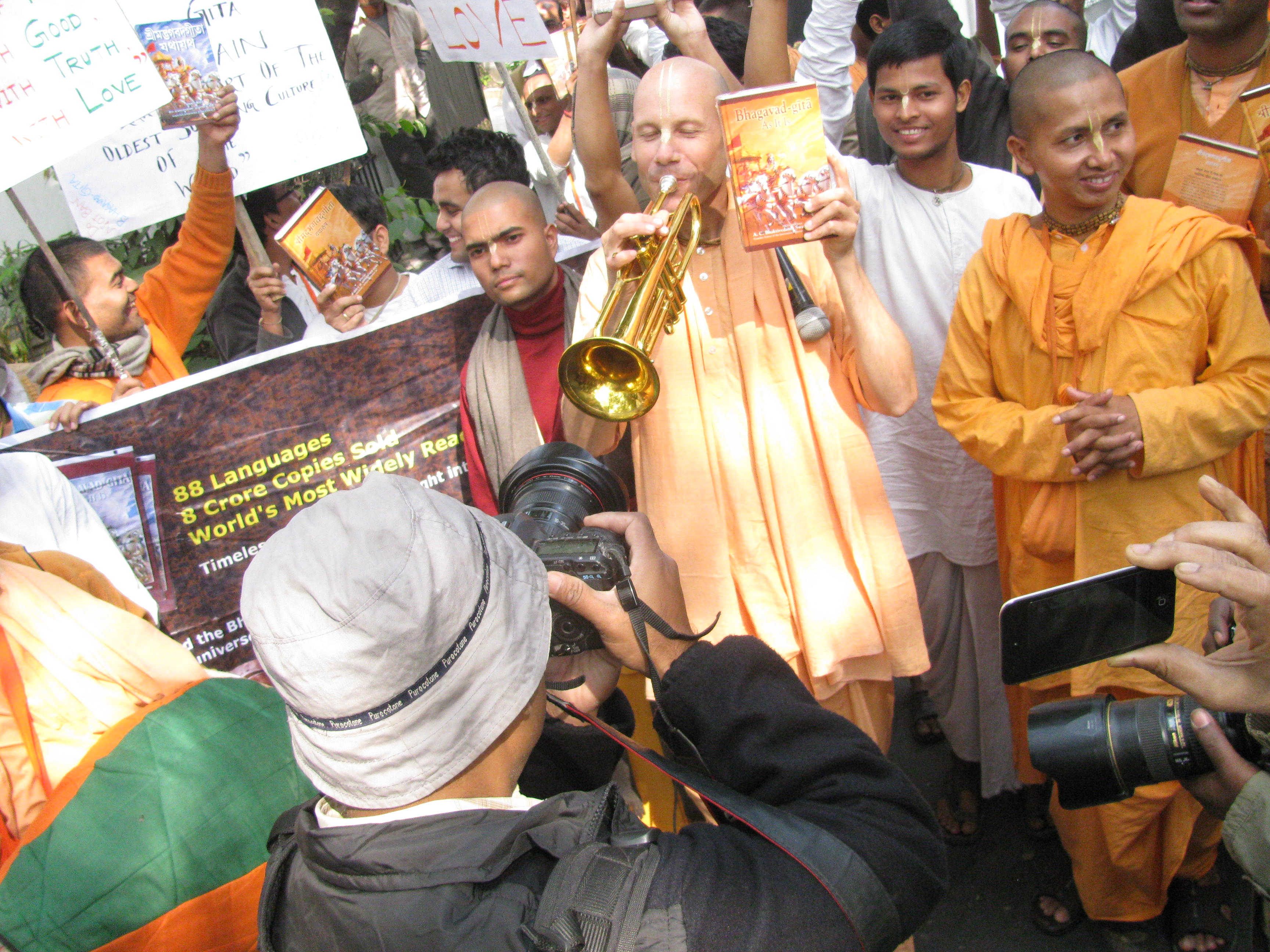
Кришнаиты митингуют против суда над «Бхагавад-гитой» у Консульства РФ в Калькутте (19 декабря 2011 года)

19-20 декабря 2011 года прошли акции протеста индуистов перед российским посольством в Дели и у российских консульств в Калькутте и Мумбаи. В ходе протестов, кришнаиты пели мантру «Харе Кришна» и распространяли публике «Бхагавад-гиту как она есть». Кришнаитский гуру и один из руководителей ИСККОН в Индии и России Гопал Кришна Госвами заявил в интервью индийским СМИ, что в случае запрета в России «Бхагавад-гиты как она есть» кришнаиты активизируют протестную деятельность и проведут акции протеста по всему миру.
Массовые протесты индуистов перед российским посольством в Дели продолжились всю неделю, предшествовавшую оглашению вердикта томского суда. На митингах, радикально настроенные индуисты выкрикивали антироссийские лозунги и жгли российские флаги. По данным Русской службы Би-би-си, эти протесты побудили министра иностранных дел С. М. Кришну встретиться 27 декабря с российским послом Александром Кадакиным и официально сообщить ему об озабоченности Дели в связи с делом «Бхагавад-гиты». В ответ, российский посол «выразил надежду, что индийская сторона независимо от вердикта томского суда не допустит антироссийских акций со стороны радикально настроенных индуистов».

### Реакция индуистских организаций и деятелей в Индии
20 декабря 2011 года влиятельная индуистская националистическая организация «Вишва хинду паришад» (ВХП), которая часто характеризуется как радикальная и экстремистская, пригрозила в случае запрета «Бхагавад-гиты» организовать массовые протесты у российских дипломатических представительств в Индии. Генеральный секретарь ВХП Правин Тогадия сказал в обращении, что «Бхагавад-гита» обожествляется «всеми последователями Кришны и всеми индусами» и что изложенные в этой книге принципы «глубоко затронули всё человечество». Тогадия предупредил российские власти, что в случае запрета книги индийцы будут вынуждены бойкотировать российские товары. В Чандигархе, активисты ВХП и «Баджранг дала» устроили массовые акции протеста, призывая индийское правительство защитить права индуистов в России.
23 декабря активисты радикальной индуистской партии «Раштравади сена» в ходе митинга в Нью-Дели сожгли флаг России. Лидер партии Джайбхагван Гоял заявил в интервью СМИ, что не потерпит оскорбления «са́мой священной книги индийской нации». Попытку запрета книги в России индуистский лидер расценил как «оскорбление не только Индии, но и всех людей в мире, следующих „Гите“». Партия послала президенту Индии Пратибхе Патил и российскому посольству меморандум с требованием не допустить запрета «Бхагавад-гиты». В меморандуме также содержался призыв к индийскому президенту объявить «Бхагавад-гиту» «национальной книгой» чтобы в будущем не допустить оскорблений этого священного текста. 26 декабря 2011 года похожую акцию протеста с сожжением российского флага провели в Амритсаре активисты радикальной индуистской партии «Шив сена». В Джамму, региональное отделение партии «Шрирам сена» обратилось к индийским и российским властям с просьбой не допустить запрета «Бхагавад-гиты» ради «улучшения индийско-российских отношений».
Один из руководителей «Раштрия сваямсевак сангха» Рам Мадхав назвал попытку запрета книги «позорным действием», запланированным «российскими фундаменталистскими группами» с целью представить «Бхагавад-гиту» «учебником по террору». Он подчеркнул, что «Бхагавад-гита» является «одним из самых священных текстов» и «пользуется уважением во всех религиях». Рам Мадхав также выразил надежду, что российское правительство поможет остановить судебный процесс.
Известный индийский гуру Шри Шри Рави Шанкар призвал российских судей помнить о том, что «за 5149 лет существования „Гиты“ не случалось такого, чтобы кто-то в результате её прочтения стал террористом». Шанкар отметил, что «Гита» послужила источником вдохновения для Ганди и что запрет «Гиты» в России лишил бы россиян «этого жизнепреобразующего писания».

### Реакция индийских мусульман
21 декабря 2011 года влиятельная индийская исламская семинария Дар уль-Улюм Деобанд выпустила заявление, касающееся суда над «Бхагавад-гитой». В подписанном вице-ректором семинарии Абдулом Номани документе осуждался «российский диктат против индуистского священного текста» и содержался призыв к индуистам и мусульманам объединиться в защиту «Бхагавад-гиты». Номани также призвал индуистов выступить вместе с мусульманами против «антиисламских запретов на Западе». В интервью газете The Times of India Номани назвал попытки представить «Бхагавад-гиту» экстремистской литературой «совершенно беспочвенными и крайне возмутительными» и отметил, что в мире нет такой религии, которая бы занималась «пропагандой насилия и терроризма». Номани назвал возможный запрет индуистской книги «нарушением свободы вероисповедания» и заявил, что «российская дерзость заслуживает того, чтобы ей решительно противостояли».
Маулан Хамид Рашид, ректор исламского университета Фиранги-Махал в Лакхнау, также осудил «российское высокомерие» и заявил, что «мусульмане должны всецело поддержать индуистов» в этом деле. Рашид призвал индийское правительство «занять твёрдую позицию в этом вопросе», чтобы «не допустить в будущем повторные попытки богохульства такого рода».
Судхиндра Кулкарни в опубликованной в The Indian Express статье «Связь России с индуизмом» отметил: «Очень обнадёживает, когда читаешь, что Дар уль-Улюм Деобанд, влиятельная исламская семинария, тоже осуждает требования запретить „индуистское священное писание“. Будем надеяться, что лидеры мусульманского религиозного истеблишмента в Индии выразят такое же негодование по поводу фактического запрета „Гиты“ и других неисламских священных текстов в Саудовской Аравии».
Бывший президент Индийского студенческого исламского движения Шахид Бадр Фалахи выступил с резким осуждением судебного процесса. Он, в частности, заявил, что «совершенно против» запрета этой или любой другой религиозной книги и призвал к равному подходу в религиозных спорах, касающихся любой религии.

### Реакция индийских христиан
Как сообщила 22 декабря 2011 года газета The Hindu, кампанию против запрета «Бхагавад-гиты» поддержали христиане индийского штата Мадхья-Прадеш. Исай Махасангх, головная организация христиан Мадхья-Прадеш, вручила губернатору штата Рам Нареш Ядаве обращение к президенту Индии Пратибхе Патил с просьбой вмешаться в судебный процесс и потребовать от России «прекратить любые попытки запрета „Бхагавад-гиты“». Махасангх также отправил меморандум папе Бенедикту XVI. Напомнив папе римскому о его деятельности по организации межрелигиозных встреч в Италии и других странах, индийские христиане выразили надежду, что Бенедикт XVI займётся вопросом запрета «Бхагавад-гиты» в России и остановит «действия по дестабилизации мира во всём мире».

### Реакция индийских атеистов и рационалистов
По данным индийской газеты The Economic Times, возможный запрет «Бхагавад-гиты как она есть» вызвал неоднозначную реакцию индийских атеистов и рационалистов. Представитель Индийского общества атеистов назвал «Бхагавад-гиту» противоречащей Конституции Индии, но выступил против её запрета. Он также высказал мнение, что инициатором запрета книги была РПЦ. Президент Индийской ассоциации рационалистов Санал Эдамакуру сказал: «хотя „Бхагавад-гита“ говорит о насилии и поддерживает его, способствует эксплуатации и невежеству, тем не менее, я поддерживаю право на её прочтение. Запрет любой формы литературы — против свободы выражения, даже „Гиту“, которая узаконивает кастовую систему, нужно разрешить быть прочитанной». В поддержку запрета «Бхагавад-гиты» высказался далитский марксист Читти Бабу Падавала: «„Гита“ — это такой религиозный текст, в отличие от Библии или Корана, где Бог предполагает неравенство по рождению. Если „Майн Кампф“ запрещена в Европе, то почему не „Гита“, — ведь она хуже, чем любая из этих трёх книг. Это позор, что атеисты Индии поддерживают правительство Индии и рационалистов в деле „Бхагавад-гиты“».

### Реакция американских индуистов
Судебный процесс вызвал осуждение индуистских активистов в США, которые назвали суд «атакой на свободу религии» и оскорблением всех индуистов. Индуистский американский фонд (ИАФ), штаб-квартира которого находится в Вашингтоне, выразил «шок и возмущение» попыткой запрета книги. Председатель организации Субхаг Шукла назвал действия томской прокуратуры «несостоятельными» и «драконовской попыткой по ограничению религиозной свободы индуистов в России». Шукла также заявил, что «продвигая недалёкость и нетерпимость, демонизируя священный текст, почитаемый более чем миллиардом индуистов по всему миру, российские власти действуют вразрез с принципами свободного, демократического общества». Члены ИАФ передали свою озабоченность в официальном заявлении, направленном в посольство РФ в Вашингтоне. В заявлении, в частности, содержалась просьба о встрече с представителями посольства для мониторинга дальнейшего развития ситуации, и призыв к российской судебной системе и правительству РФ «уважать базовые права» россиян, исповедующих индуизм. В заявлении также содержалось предостережение: «Любое решение суда или законодательный акт, запрещающий „Бхагавад-гиту“ или какой-либо другой индуистский религиозный текст будет рассматриваться как прямая атака на гражданские свободы российских индуистов и как оскорбление достоинства индуистов по всему миру».

### Реакция индуистов в Непале и Сингапуре
В декабре 2011 года с осуждением попытки запрета «Бхагавад-гиты как она есть» выступила головная организация непальских индуистов Раштрия Дхарма Сабха Непал. Она призвала парламент и правительство Непала «поднять голос в поддержку священной индуистской книги, проповедующей мир и благосостояние человечества». Председатель организации Мадхав Бхаттарай также попросил парламент обсудить эту проблему и поднять этот вопрос перед российским правительством и посольством РФ в Непале. С протестом также выступила индуистская общественная организация Shreemadbhagawat Publicity Service Association (SPSA).
26 декабря 2011 года прошёл марш протеста индуистов в Сингапуре. Участники акции выступили с резким осуждением попытки запрета «Бхагавад-гиты» в России, назвав саму идею запрета книги «чудовищной».